# Storia di Cosa nostra
La storia di Cosa nostra è l'insieme degli eventi storici che hanno determinato la nascita e lo sviluppo di quest'organizzazione criminale di stampo mafioso radicata in Sicilia e considerata una delle più potenti in Italia.

## Dalle origini al Regno delle Due Sicilie

### Dibattito sulle origini tra leggenda e realtà storica

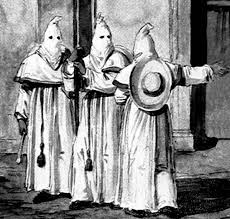
Illustrazione raffigurante alcuni dei Beati Paoli.

Le reali origini del fenomeno mafioso non sono note con precisione e perciò si è fatto spesso ricorso ad ipotesi prive di fondamento storico, come quella che vorrebbe la mafia originata dall'antica setta dei Beati Paoli, che sarebbe stata attiva a Palermo almeno dal XII secolo in poi: gli storici la ritengono però una leggenda frutto della fantasia popolare che iniziò a circolare nel XVIII secolo ma di cui non si hanno prove documentali attendibili circa la sua reale esistenza. Fu in realtà il successo del romanzo d'appendice I Beati Paoli (1910) dello scrittore Luigi Natoli che contribuì ad accreditare (anche presso gli stessi mafiosi) la convinzione che Cosa nostra discendesse dalla leggendaria setta.
Infatti quello dei Beati Paoli è uno dei tanti miti fondativi provenienti da fonti interne alla mafia stessa, che spesso narrarono storie di provenienza leggendaria e in contraddizione tra loro, derivanti dalla precisa volontà di nobilitare e mitizzare l'operato criminale di un'associazione segreta di lungo corso qual è Cosa nostra: alcuni affiliati (ovviamente dopo la loro collaborazione con la giustizia) affermarono addirittura che il mitico fondatore di Cosa nostra sarebbe l'apostolo Pietro e fornirono persino un presunto anno di fondazione (ossia il 1630), specificando che in origine sorse come braccio armato della massoneria (si tratta chiaramente di un anacronismo storico perché le logge massoniche iniziarono a comparire in Europa soltanto a partire dal XVIII secolo). Un originale mito fondativo (anch'esso storicamente mirabolante) è stato proposto da un altro collaboratore di giustizia, il medico-mafioso (e massone) Gioacchino Pennino, il quale, nel suo libro Il Vescovo di Cosa nostra (pubblicato da Sovera nel 2006), affermò che a creare la mafia nel XVII secolo per difendere i siciliani dall'oppressione spagnola sarebbero stati due suoi antenati, i pittori e scultori Giacomo e Filippo Pennino, che discenderebbero a loro volta dagli eretici francesi Catari, i quali nel XIII secolo trovarono riparo dalle persecuzioni a Palermo e a Napoli, sotto la protezione dell'imperatore Federico II di Svevia.
Dal punto di vista prettamente storico, sebbene tutti concordino che la mafia cominci ad apparire nei documenti ufficiali soltanto negli anni successivi all'Unità d'Italia (1861), gli storici che se ne sono occupati hanno cercato di risalire alla sua genesi storica con svariate ipotesi. Al contrario dei miti mafiosi che vorrebbero Cosa nostra nata come una sorta di società di mutuo soccorso e di giustizia privata contro le angherie dei potenti (in linea con la figura romantica del bandito-eroe che ripara le ingiustizie sociali, molto in voga presso la grande letteratura europea per tutto il XIX secolo e che costituisce il leitmotiv del popolare romanzo di Luigi Natoli), il dibattito storico concorda che essa nacque e si sviluppò come parte integrante delle classi dirigenti. Alcuni studiosi (come Michele Pantaleone) ritennero che l'origine del fenomeno mafioso potesse essere molto antica, partendo dal presupposto che, essendo la mafia nata dalle strutture sociali del feudo, esso (con tutto ciò che ne consegue) esiste in Sicilia fin dall'epoca normanna, quando i nuovi conquistatori instaurarono sull'isola un regime feudale di tipo francese o, addirittura, si può risalire ancora più indietro ai Cartaginesi e ai Romani, che misero in pratica una politica schiavista di sfruttamento agricolo dei latifondi siciliani. Di opinione simile fu lo storico Giuseppe Carlo Marino, il quale, concordando con l'analisi del meridionalista Pasquale Villari, affermò che la mafia si formò «per generazione spontanea» e fu utilizzata come mezzo di salvaguardia dei privilegi del baronaggio siciliano, cui i vari conquistatori che si succedettero al governo dell'isola (dai Normanni in poi) delegarono il potere. La convinzione che la mafia rappresenti il «filo conduttore» della storia della Sicilia è stata espressa anche dallo storico Denis Mack Smith.
Secondo un'altra ipotesi proposta dallo storico Virgilio Titone (ripresa anche dal giornalista e studioso Indro Montanelli), la mafia affonderebbe le sue origini intorno all'anno 1250, quando, alla morte dell'imperatore Federico II di Svevia, il suo esercito composto perlopiù da mercenari saraceni si sfaldò ed essi si dispersero nell'interno dell'isola, rimanendo però sempre in contatto con funzioni di autodifesa.
Ulteriori teorie storiografiche farebbero risalire le origini della mafia al periodo della dominazione spagnola: se nel XVI secolo dappertutto in Europa le monarchie assolute erano riuscite a ridimensionare il potere della nobiltà, in Sicilia avvenne il contrario ed anzi si accrebbero i privilegi baronali a causa della corruzione e della debolezza dei governanti spagnoli, i quali si appoggiarono alla locale aristocrazia terriera per preservare l'ordine pubblico ma, in cambio, assicurarono l'impunità per soprusi, delitti e violenze commessi dai baroni e dai loro servi prezzolati. In particolare, lo storico Nicola Tranfaglia ipotizzò che la nascita della mafia sia da ricondurre al «modello spagnolo» di Stato assoluto, caratterizzato dalla tendenza ad «utilizzare la delinquenza d'accordo con l'aristocrazia fondiaria, per mantenere l'ordine nelle campagne», sull'esempio dei bravi descritti dal Manzoni nel celebre romanzo I promessi sposi. Gli storici Salvatore Lupo, John Dickie, Giuseppe Carlo Marino e lo studioso Isaia Sales affermarono invece che la tesi del «modello spagnolo» sarebbe smentita dal fatto che in Spagna o nei territori ad essa sottoposti nel XVI secolo (il Ducato di Milano, i Paesi Bassi o le colonie sudamericane) non sia mai formata un'organizzazione mafiosa paragonabile a Cosa nostra e che le forme di criminalità sviluppatesi in Sicilia durante la dominazione spagnola sarebbero analoghe a quelle che nello stesso periodo storico emersero in altre parti d'Europa.

#### Connubio nobiltà-Inquisizione in Sicilia: una "proto-mafia"?

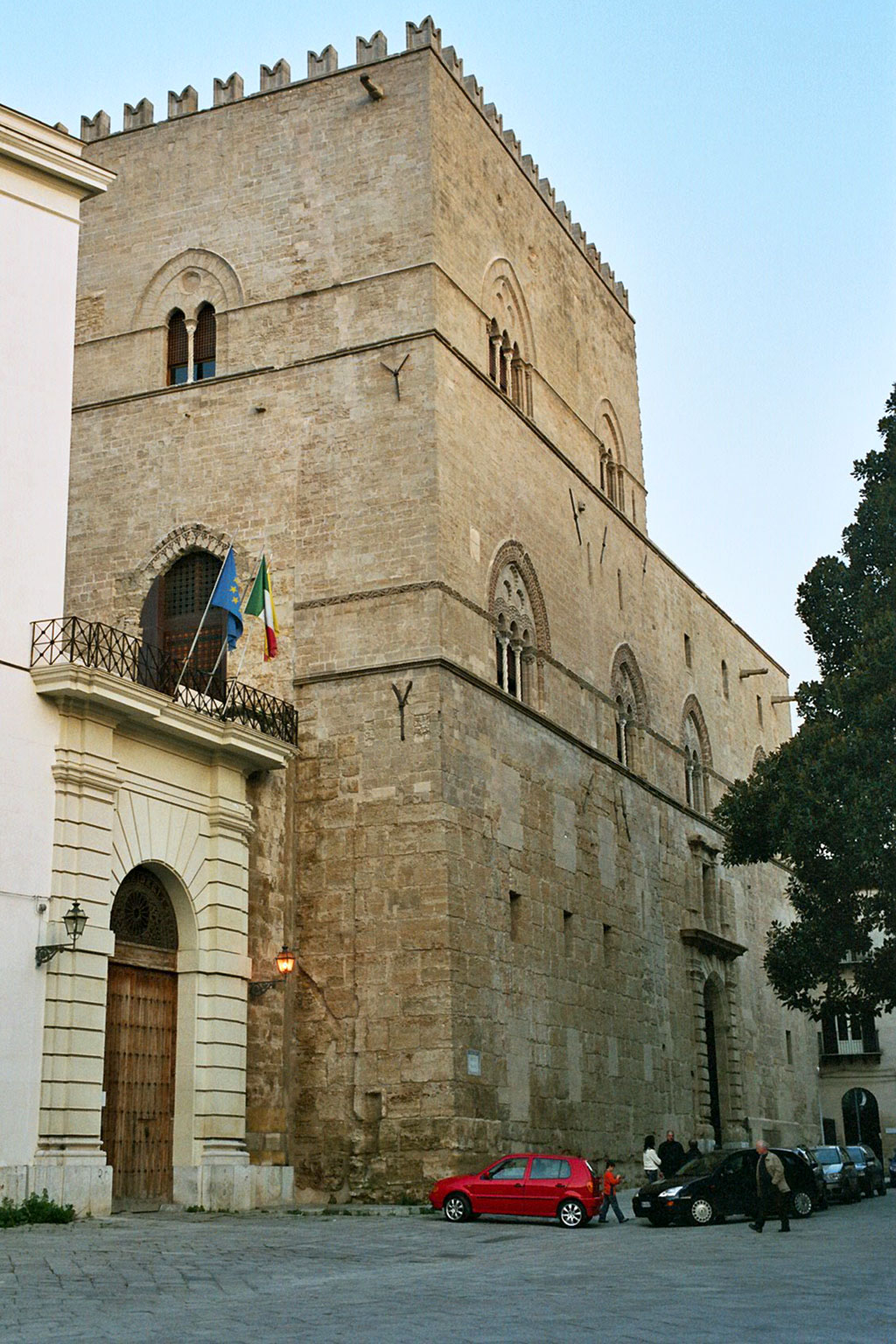
Palazzo Chiaramonte-Steri a Palermo, sede dell'Inquisizione in Sicilia.

Durante il dominio spagnolo in Sicilia, la Santa Inquisizione (che ufficialmente doveva dare la caccia agli eretici) sottraeva i suoi familiari (ossia i collaboratori, spie ed informatori alle sue dipendenze) alla giustizia statale, assicurandogli la totale impunità per qualsiasi crimine. Si stima ufficialmente che nel 1577 vi fossero in Sicilia circa 30.000 familiari dell'Inquisizione e nel numero andavano compresi i loro parenti, domestici e commensali, che godevano anch'essi dell'esenzione dalla giurisdizione civile e penale.
Nel 1565 il viceré spagnolo di Sicilia Garcia Álvarez de Toledo descrisse Palermo come oppressa da «molti spataccini e bravacci che vivevano imperiosamente, inquetando e componendo» (sono infatti documentati casi di estorsione ai danni dei mercanti della Bucceria, odierno mercato della Vucciria) sotto la protezione di «signori e uomini potenti», protetti a loro volta dall'Inquisizione (la quale a sua volta godeva dell'appoggio del governo di Madrid), che, attraverso di loro, poteva far rispettare i suoi ordini anche negli angoli più remoti dell'isola. Lo storico Orazio Cancila sostenne che il connubio baronaggio siciliano-Inquisizione fosse «una delle più grosse organizzazioni di tipo mafioso che mai abbiano operato nell'isola sino ai nostri giorni».
In una lettera del 3 novembre 1577, il nuovo viceré Marcantonio Colonna scriveva che i familiari dell’Inquisizione erano «todos los ricos, nobles, y los ricos delinquentes» («tutti i ricchi, i nobili e i ricchi delinquenti»). Il viceré Colonna cercò invano di limitare lo strapotere dell'Inquisizione e di sradicare la delinquenza dall'isola: infatti, nonostante «signori, cavalieri e dame» avessero cercato di intercedere per la sua salvezza, nel 1579 il viceré fece impiccare Girolamo Colloca, detto il «Re della Bucceria» e considerato il «capo di tutti i bravacci» palermitani, che era stato grande amico del precedente viceré Juan de la Cerda duca di Medinaceli; fece inoltre estradare dalla Toscana il feroce bandito Rizzo di Saponara, che però fu avvelenato prima di arrivare a destinazione affinché non potesse accusare i suoi potenti protettori. Ormai avversato dalla nobiltà siciliana, il viceré Colonna fu richiamato in patria dal re Filippo II di Spagna ma morì alla fine del viaggio, probabilmente avvelenato anche lui. Finalmente nel 1591 il sovrano Filippo II vietò ai nobili di affiliarsi all’Inquisizione e dispose che i familiari accusati di omicidio non potessero avvalersi dell'immunità. Tuttavia i baroni siciliani e i loro sgherri riuscirono ad aggirare tale divieto fino al 1782, quando la Santa Inquisizione in Sicilia fu soppressa per volere del viceré Domenico Caracciolo.
In base a studi più recenti, lo storico Salvatore Lupo ha affermato che al connubio baronaggio-Inquisisizione non si possa applicare l'etichetta di «mafia» poiché nei secoli XVI-XVII «i soggetti erano diseguali e facevano riferimento a giurisdizioni diversificate a seconda della qualità delle persone e dei gruppi, [quindi] erano fisiologiche quelle stesse relazioni [tra potere socio-politico e criminalità, n.d.r.] che in età contemporanea appaiono patologiche, scandalose a tal punto da richiedere una specifica parola che ne definisca il carattere illecito».

### La nascita della "proto-mafia" nella realtà della Sicilia feudale

#### Il retroterra socio-economico della "proto-mafia"
La Sicilia fu l'ultimo Paese d'Europa ad abolire i privilegi feudali con la Costituzione del 1812, concessa da re Ferdinando IV di Borbone ai baroni siciliani su pressione inglese. Infatti il 90% della terra nella parte occidentale e centrale dell'isola (province di Palermo, Trapani, Girgenti e Caltanissetta) risultava ancora in mani feudali, al contrario di quello che avvenne nella Sicilia orientale (in particolare Messina, Catania e Siracusa), dove gli organi amministrativi locali cercarono di acquisire un'autonomia di governo per favorire la tutela dei loro commerci.
Di fatto la situazione non cambiò perché la Costituzione del 1812 trasformò i feudi in proprietà "allodiali", cioè in proprietà private presso l'antico possessore, e ne consentì perciò la vendita. Come conseguenza diretta, questa riforma favorì l'alienazione delle terre ad un nuovo ceto medio emergente, i cosiddetti gabellotti, che in precedenza amministravano in locazione i feudi della nobiltà siciliana. Essi si comportarono come i vecchi padroni, di cui imitarono l'attitudine parassitaria, che si concretizzava nel praticare un'agricoltura estensiva e nello sfruttamento dei braccianti (da cui pretendevano esosi pagamenti in natura) e dei mezzadri (da cui riscuotevano gli affitti anche con la forza). I contadini inferociti dalla fame e ribelli alla loro miseria andavano ad ingrossare le file dei briganti e dei scassapagghiari (ladri di poco conto), che terrorizzavano le contrade con frequenti abigeati, furti di derrate e sequestri di persona, favoriti dalla totale mancanza di strade ed infrastrutture. Contro di loro i proprietari utilizzarono le vecchie guardie del feudo, ossia "i bravi", cioè quei loro servi bravi e addestrati nell'uso delle armi (spesso briganti che facevano carriera con la violenza), dalle cui file provenivano i campieri, ossia le guardie armate a cavallo, che erano organizzati in squadre agli ordini di un soprastante, che faceva le veci del gabellotto quando questi era assente. Spesso i soprastanti e i camperi riuscivano a scendere a patti con i banditi per la restituzione della merce rubata e finivano per fornirgli rifugio e protezione, magari per utilizzarli per razzie e atti di terrorismo in altre zone e magari specificamente contro quel feudo o quel proprietario, in maniera che da quella aggressione il mandante occulto avesse i suoi vantaggi. Già nel 1773, Patrick Brydone, viaggiatore scozzese del Grand Tour, raccontò che, dovendo attraversare le campagne interne della Sicilia infestate dai briganti, un nobile locale lo affidò ad «un fidato corpo di guardia» composto da «arditi e incalliti furfanti» alle sue dipendenze appartenenti ad «una onorabile confraternita» non meglio definita che «si ritiene impegnata al servizio della legge e dell'ordine, è circondata dal prestigio che impone l'uso della forza, applica le sue sanzioni con brutalità e ferocia, senza perder tempo a fare ricorso ai tribunali».
Per ovviare a questa situazione, la Costituzione del 1812 prevedeva infatti l'istituzione delle "Compagnie d'armi", corpi paramilitari che avevano il compito di mantenere l'ordine pubblico nelle campagne, in cui confluirono i soprastanti e i loro campieri. Abolite prima nel 1837 e poi nuovamente nel 1860, le Compagnie d'armi rinacquero sotto i nomi di “militi a cavallo” o di “guardie di pubblica sicurezza a cavallo” per essere definitivamente soppresse nel 1891.

La miserabile condizione dei latifondi delle zone interne della Sicilia è descritta dall'economista Lodovico Bianchini, inviato in Sicilia nel 1837 dal re Ferdinando II di Borbone per affiancare il luogotenente generale Onorato Caetani duca di Laurenzana:
(Lodovico Bianchini, Un periodo di storia del Reame delle due Sicilie dal 1830 al 1859)
In alcune zone circoscritte delle province di Caltanissetta e Girgenti (odierna Agrigento), il sistema del latifondo si integrava con quello delle miniere di zolfo (zolfare o pirrere): a partire dal 1815, grazie all'apporto determinante dei capitali inglesi, il commercio dello zolfo siciliano iniziò ad assumere grande rilievo internazionale (a quei tempi, infatti, lo zolfo era una risorsa fondamentale per la fabbricazione di polvere da sparo e di acido solforico, largamente impiegato nella nascente industria chimica). La gestione delle zolfare rispondeva agli stessi criteri di sfruttamento della grande proprietà agraria: l'antica nobiltà feudale le dava in locazione insieme al latifondo a personaggi assai più intraprendenti (i cosiddetti "gabellotti di zolfara"), che miravano a conseguire il maggior guadagno possibile con la minor spesa. Perciò la condizione degli zolfatari (lavoratori della zolfara) non era molto dissimile da quella dei contadini del latifondo in quanto, come questi ultimi, essi erano largamente sfruttati dal gabellotto: i pirriatura (picconieri), coloro che estraevano materialmente lo zolfo dalle viscere della terra, erano organizzati in squadre di tre o quattro operai ed erano pagati a cottimo o in natura; a loro volta, sfruttavano al massimo i garzoni alle loro dipendenze, i cosiddetti carusi, bambini dagli otto ai quindici anni venduti dalla loro famiglia al picconiere alla stessa stregua degli antichi schiavi. I carusi si accollavano un lavoro massacrante, consistente nel portare in superficie lungo ripide gallerie le ceste cariche di zolfo estratto, che spesso li portava a morte prematura a causa delle deformazioni fisiche o delle esalazioni tossiche dei gas sprigionati dallo zolfo, i quali provocavano anche terribili esplosioni se a contatto con qualche fiamma. Oltre al duro lavoro, i carusi erano costretti a subire ogni tipo di angheria o abuso fisico da parte dei picconieri. Gabellotti e capi-picconieri erano in grado di costituire cartelli commerciali per costringere i rivali ad uscire dal mercato, anche utilizzando metodi violenti.
Analoga situazione si ripeteva nelle campagne intorno a Palermo e nelle sue borgate suburbane, dove il latifondo brullo dell'interno lasciava spazio al jardinu (giardino coltivato ad agrumi, olivi e viti), in cui, oltre ai gabellotti (che qui presero il nome di giardinieri), la facevano da padroni i guardiani, ossia coloro che esercitavano la guardianìa (sorveglianza armata), l'equivalente delle mansioni dei campieri nel feudo. Ad essi si affiancavano i fontanieri, che controllavano i pozzi per la distribuzione dell'acqua irrigua, e gli speculanti, cioè i sensali, gli intermediari tra i produttori e i grossisti d'agrumi. Perciò, da questa posizione di vantaggio, essi potevano benissimo influenzare la produzione e il rendimento di un agrumeto, tanto da imporre ai proprietari terrieri le proprie condizioni, come l'estorsione di somme di denaro o assunzioni di uomini di propria fiducia. Secondo alcuni calcoli dell'epoca, nella seconda metà dell'Ottocento la produzione agrumaria nell'hinterland palermitano aveva toccato il suo apice a causa del boom delle esportazioni e i jardini della Conca d'oro rappresentavano i terreni più redditizi d'Europa.
È in questo ambiente sociale con le sue classi (in particolare i «facinorosi della classe media» come li definirà più tardi Leopoldo Franchetti) che la "proto-mafia" trovò il suo vivaio e i suoi quadri dirigenti.

#### Il rapporto trasettee cospirazioni risorgimentali

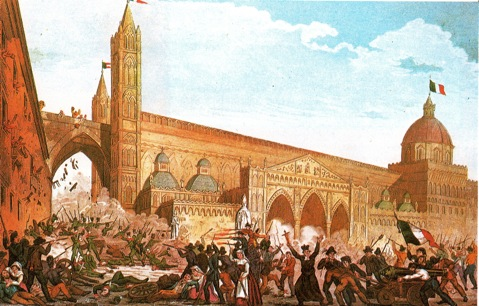
Palermo in rivolta nel 1848.

Il 3 agosto 1838 il procuratore generale di Trapani, Pietro Calà Ulloa, presentò al ministro di Grazia e Giustizia del Regno delle Due Sicilie, Nicola Parisio, un dettagliato rapporto sullo stato economico e politico della Sicilia:
(Rapporto giudiziario del procuratore generale Pietro Calà Ulloa)
Il rapporto metteva chiaramente in luce il pullulare di cosche, sette, nasse e fratellanze di varia natura, frutto della capillare diffusione di idee carbonare e mazziniane che alimentarono in Sicilia i moti del 1820-21 e del 1848 (e successivamente un tentativo di rivolta nel 1856, stroncato sul nascere dai borbonici, guidato da Francesco Bentivegna e Salvatore Spinuzza, nonché la ribellione che accompagnò la spedizione dei Mille nel 1860), in cui furono coinvolti delinquenti e popolani di varia risma provenienti dal contado palermitano (i celebri picciotti) e raggruppati in squadre (in gergo siciliano bunache, dal nome della tipica giacca portata dai contadini), sobillate dai baroni e dai gabellotti; uno dei capi-squadra più famigerati fu Salvatore "Turi" Miceli, giardiniere di Monreale, che partecipò alle rivoluzioni siciliane del 1848 e del 1860. Tutti i moti si svolsero seguendo una tattica ben collaudata nelle precedenti insurrezioni, cioè le squadre delle borgate suburbane irrompevano a Palermo per spalleggiare nella rivolta quelle cittadine: se nelle bunache prevalevano gli elementi di estrazione contadina e banditesca, le squadre cittadine avevano una base sociale più larga con la predominanza dei ceti artigiani, eredi delle Maestranze (cioè le corporazioni di arti e mestieri) che nel corso del XVIII secolo avevano assunto le funzioni di corpo di gendarmeria su delega regia ma erano state del tutto abolite perché avevano avuto un ruolo da protagoniste nei moti del 1820-21. A queste si aggiungevano le cosiddette controsquadre (come le ha definite lo storico Salvatore F. Romano) assoldate dagli aristocratici più abbienti a difesa di sé stessi e dei loro beni minacciati dalle continue rivolte di popolo. Perciò, scrive la storica Amelia Crisantino, «diventa spiegabile l'esistenza di molte mafie, alcune prevalentemente criminali e altre soprattutto politiche, accomunate dalla capacità di agire in vista di un fine». Studiosi come Salvatore Lupo hanno identificato questi gruppi come "proto-mafia". Lupo stesso descrive due dei principali leaders rivoluzionari siciliani, ossia il barone Francesco Bentivegna e il garibaldino Giovanni Corrao, come in combutta con elementi "proto-mafiosi". Secondo lo storico John Dickie (autore di diversi saggi sulla storia della mafia), la nascita di Cosa nostra fu «il risultato di quell’insieme di cospirazionismo, violenza rivoluzionaria e società segrete para-massoniche che caratterizzò il Risorgimento nel Regno delle Due Sicilie» ed anche il sociologo e criminologo tedesco Henner Hess (altro studioso del fenomeno mafioso) scrisse che, durante i moti risorgimentali, «( [...] ) fosse senz’altro possibile che nelle carceri vi fossero congiure con riti simili a quelli napoletani [il riferimento è ai riti iniziatici della camorra ottocentesca n.d.r.], o brutte copie di quelli massoni a carattere politico-rivoluzionario»
La risposta di Ferdinando II di Borbone alle istanze autonomiste dei siciliani fu dispotica e crudele: oltre alla nomina di uomini di assoluta fedeltà al regime borbonico per occupare i posti-chiave dell'amministrazione isolana (ad esempio i già citati Calà Ulloa e Bianchini), la repressione poliziesca fu invece affidata a Salvatore Maniscalco, intransigente direttore del dipartimento di Polizia in Sicilia dal 1851 al 1860, il quale ebbe ai suoi ordini un corpo di polizia molto violento e odiato, che non usava mezze misure e che aveva rapporti "diretti" con la malavita, come dimostrato dall'arruolamento di "malandrini", in quanto essi - cosa non sconosciuta alla Francia di Luigi Filippo (vedi il caso di Eugène-François Vidocq) e che continuerà anche dopo l'Unità d'Italia – erano considerati i più adatti per arrestare i malandrini ufficiali. Fu arruolato anche il famigerato "Turi" Miceli, che perciò ottenne l'amnistia per la sua partecipazione alla rivolta del 1848. Il coinvolgimento della criminalità nelle trame rivoluzionarie è dimostrato dal tentativo di omicidio ai danni di Maniscalco, accoltellato da un picciotto all'uscita dalla cattedrale di Palermo il 27 ottobre 1859.

## Dopo l'Unità d'Italia

### La comparsa dellamafia

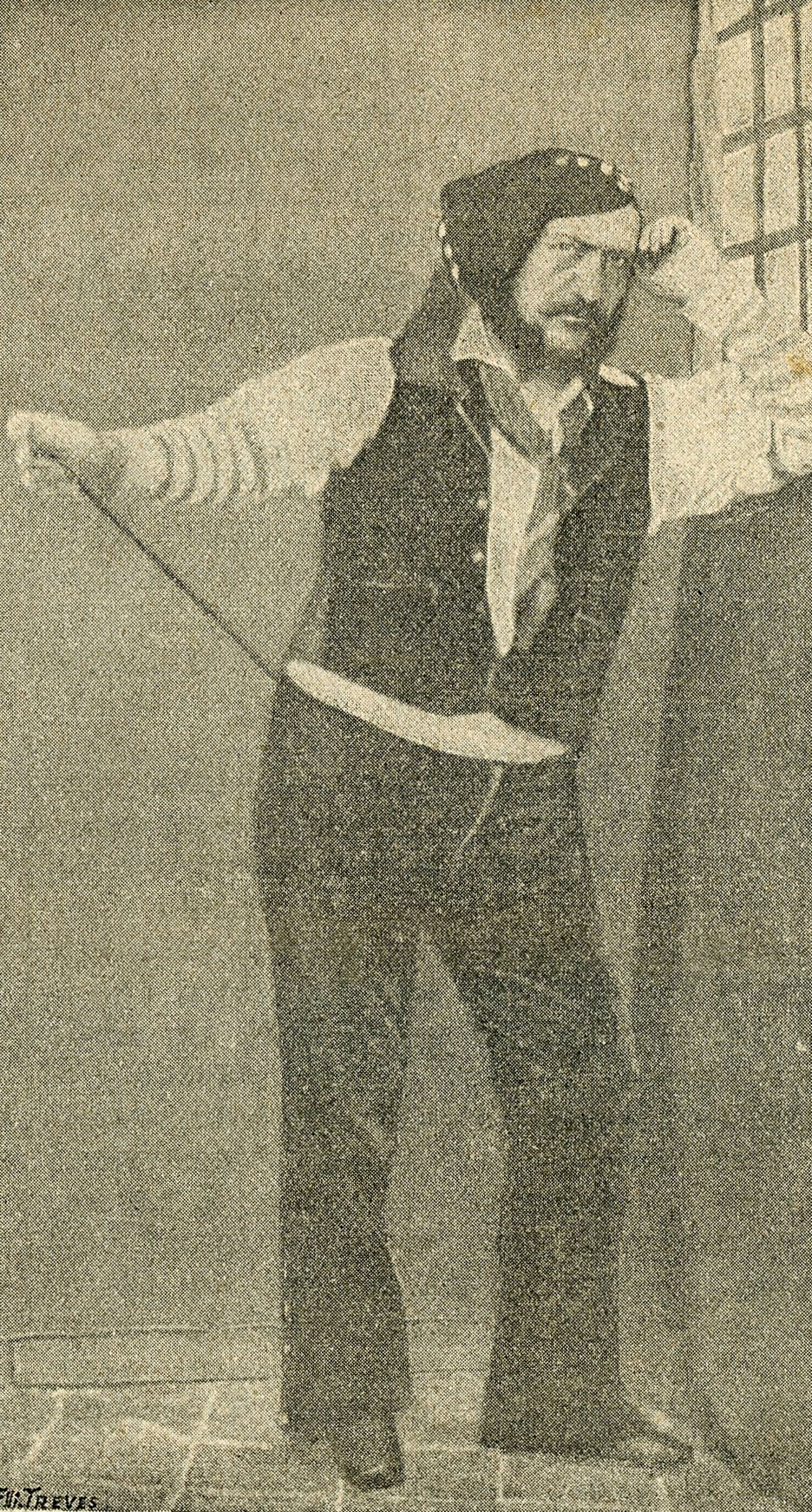
L'attore palermitano Giuseppe Rizzotto veste i panni di scena del "mafioso" durante la rappresentazione teatrale de I mafiusi de la Vicaria (1863).

Nel 1863 fece il suo debutto I mafiusi de la Vicaria, un'opera teatrale in lingua siciliana scritta dal commediografo Giuseppe Rizzotto in collaborazione con il maestro elementare Gaspare Mosca. La commedia, che descrive la vita e le abitudini di un gruppo di malandrini (detti in gergo mafiusi appunto) rinchiusi nelle Grandi Prigioni della Vicaria di Palermo durante gli ultimi anni del regime borbonico, ebbe grande successo in tutta Italia e venne tradotta in italiano, napoletano e meneghino, facendo sì che il termine mafia intesa come «associazione a delinquere, con gerarchie e con specifiche usanze, tra le quali veri e propri riti di iniziazione» si diffondesse su tutto il territorio nazionale. La commedia di Rizzotto e Mosca, nonostante lo avesse individuato e ne avesse coniato il nome, non colse la vera portata del fenomeno mafioso siciliano, limitandosi ad una visione di esso popolaresca e quasi folkloristica. Malgrado le evidenti ingenuità, il finale dell'opera teatrale risulta significativo se letto alla luce del periodo storico in cui è ambientato (cioè gli anni a cavallo dell'Unità d'Italia): il protagonista mafiusu viene "redento" dal suo passato criminale grazie ad un distinto personaggio che ha conosciuto dietro le sbarre (che nella commedia rimane senza nome ma viene generalmente identificato in Francesco Crispi, maggiore esponente della sinistra repubblicano-garibaldina nonché futuro primo ministro, ritenuto da più parti un vero e proprio capo-mafia), il quale gli offre l'iscrizione ad una società operaia di mutuo soccorso per dargli un avvenire onesto. A tal proposito rileva lo storico Salvatore F. Romano che «[la vicenda finale de I mafiusi de la Vicaria, n.d.r.] rispondeva, assai più di quanto non si possa pensare, alla prassi di assimilazione e di reciproca influenza che i gruppi politici, e specialmente quello che si raggruppava intorno a Crispi, esercitavano sui gruppi inferiori della mafia popolare».
Al di là dei punti di contatto tra realtà e finzione letteraria, lo sviluppo della mafia come organizzazione seguì le fasi dell'annessione della Sicilia al neonato Regno d'Italia (1861), il quale rappresentò un evento traumatico, soprattutto dal punto di vista dell'ordine pubblico, come evidenziato dal diplomatico Diomede Pantaleoni, incaricato dal Presidente del Consiglio Bettino Ricasoli e dal ministro dell’Interno Marco Minghetti di una missione conoscitiva nel Mezzogiorno, il quale scrisse:
(Rapporto di Diomede Pantaleoni al ministro Minghetti.)
Infatti si registrarono nella sola Palermo preoccupanti atti di vero e proprio terrorismo politico: nel 1861 vi fu il tentato omicidio ai danni di Domenico Peranni (futuro sindaco della città) e l'omicidio del consigliere di Corte d'appello Giovanbattista Guccione, entrambi esponenti della sinistra mazziniana-garibaldina; nel 1862 fu scoperta la congiura dei "pugnalatori" ai danni di tredici ignari passanti, forse capeggiata dal senatore Romualdo Trigona principe di Sant'Elia; nel 1863 fu assassinato l'ex generale garibaldino Giovanni Corrao, capo dell'ala estremista del Partito d'Azione mazziniano (per lo storico Giuseppe Carlo Marino si trattò del «primo delitto di Stato o il primo delitto "eccellente" di mafia nella storia dell'Italia unita»), e vi fu il fallito agguato nei confronti del barone Nicolò Turrisi Colonna (esponente della Sinistra storica ed anche lui futuro sindaco di Palermo); nel 1865 due leaders della frangia moderata del Partito d'Azione, Francesco Perroni Paladini e Carlo Trasselli, furono oggetto di tentativi falliti di omicidio (Trasselli verrà poi ucciso nel 1869). Oltre a Palermo, anche a Castellammare del Golfo, Santa Margherita Belice e Racalmuto si verificarono lotte tra fazioni politiche che degenerarono in fatti di sangue.
Ai delitti politici si sommava il brigantaggio comune, che assunse i toni di una forma di protesta all'introduzione del servizio di leva obbligatorio, che privava per cinque anni le famiglie contadine di braccia per l'agricoltura. Infatti i renitenti alla leva e i disertori che si diedero alla macchia (circa 26.000 nel 1863) divennero un vero e proprio esercito, ingrossato anche dalla delinquenza comune e da ex volontari del disciolto esercito garibaldino, che mise a ferro e fuoco le campagne siciliane dell'interno con furti e abigeati, spesso con la complicità dei gabellotti mafiosi, che a loro volta li assunsero come campieri e soprastanti per catturare altri briganti. A questo si aggiungeva il malcontento e la sfiducia delle classi meno abbienti per la mancata riforma promessa da Garibaldi riguardante il superamento del secolare sistema socio-economico del latifondo, che non fu minimamente intaccato, anzi, scrisse Leonardo Sciascia «le aspirazioni della nuova classe dominante dell'economia agricola siciliana, i gabellotti e i loro collaboratori cittadini si riducevano in fondo ad una cosa sola: che la Sicilia divenisse una colonia agricola del Nord commerciale e industriale. Il che avvenne e ovviamente non dispiacque alla classe commerciale e industriale del Nord e da ciò, con una più accentuata complicità dello stato italiano nell'affermazione e nel consolidamento della classe borghese mafiosa siciliana». I ceti più bassi furono inoltre penalizzati dall'introduzione di nuove tasse e balzelli particolarmente vessatori (l'odiosa tassa sul macinato ed imposte sul sale e i tabacchi, che divennero monopolio statale) e dal varo della legge che prevedeva l'esproprio e la vendita dei beni ecclesiastici, che nel passato avevano dato lavoro ad artigiani e ad addetti ai servizi che si ritrovarono disoccupati.
Per gestire la complicata situazione, nel settembre 1862 fu inviato a Palermo il generale Giuseppe Govone e l'anno seguente fu proclamato lo stato d'assedio: per stanare i briganti e i renitenti alla leva, Govone agì manu militari con metodi quasi terroristici nei confronti della popolazione civile, come incendi di campi e di case, privazione dell'acqua potabile a interi comuni allo scopo di indurre le famiglie a consegnare i ricercati e perquisizioni casa per casa, arrivando alla cattura di circa 4.000 renitenti e all'arresto o alla costituzione di oltre 1.300 malviventi soprattutto nelle province di Palermo, Caltanissetta, Agrigento (allora Girgenti) e Trapani. Questi metodi, che provocarono accese proteste in sede parlamentare da parte dell'opposizione di Sinistra, aumentarono la sfiducia e l'odio della popolazione siciliana nei confronti dello Stato centrale.

Fu in questa caotica e violenta fase di transizione che i mafiosi si presentarono con il loro abituale ruolo di mediatori: con il pretesto di proteggere i gabellotti e i contadini dal malgoverno statale e dalle ruberie dei briganti e dei ladruncoli (come si è già detto, possibilmente "arruolati" come campieri per combattere altre bande concorrenti), i mafiosi li costrinsero a pagare una taglia («u' pizzu», "erede" diretto delle «componende» di epoca borbonica) e a mantenere l'omertà, il codice del silenzio, come ricompensa per il loro "servizio"; ben presto, poiché riusciva ad imporre la sua volontà ai numerosi abitanti del latifondo e dei paesi viciniori, il boss mafioso divenne un procacciatore di voti per conto di determinati candidati alle elezioni, accrescendone ulteriormente il potere. Una delle prime testimonianze in merito fu quella del barone Turrisi Colonna, il quale, sopravvissuto ad un tentativo di omicidio, nel 1864 scrisse un pamphlet, Pubblica sicurezza in Sicilia nel 1864, in cui denunciò l'esistenza di un'organizzazione criminale (pur senza nominare il termine «mafia») che minacciava i proprietari terrieri e i contadini e che aveva particolari rituali e una struttura molto articolata: 
(Nicolò Turrisi Colonna, Pubblica sicurezza in Sicilia nel 1864)

### Il rapporto del prefetto Gualterio sulla «maffia»
Il 25 aprile 1865 il prefetto di Palermo, marchese Filippo Antonio Gualterio, inviò un rapporto al ministro dell'Interno Giovanni Lanza in cui affermava l'esistenza della «maffia o associazione malandrinesca» che sarebbe stata capeggiata dall'artigiano palermitano Giuseppe Badia, erede politico dell'ex generale Corrao (ucciso in circostanze misteriose nel 1863) alla guida dell'ala radicale-repubblicana del Partito d'Azione ed organizzatore delle locali società operaie. Il rapporto del prefetto Gualterio (considerato il primo documento ufficiale in cui compare il termine «mafia» intesa come associazione criminosa) fu il catalizzatore di una nuova e feroce repressione portata avanti dal generale Giacomo Medici, il quale, posto alla testa di 15.000 soldati, condusse retate di massa nelle province di Palermo, Trapani e Girgenti nei confronti di disertori, renitenti alla leva e presunti «maffiosi», identificati per lo più tra i seguaci politici di Badia (nella sola provincia di Palermo furono catturati 2384 uomini e 180 donne, compreso lo stesso Badia).
Di lì a poco, nel settembre 1866, scoppiò a Palermo e nei suoi dintorni la famosa rivolta del sette e mezzo, probabilmente organizzata dai seguaci del Badia in combutta con le squadre delle precedenti rivoluzioni siciliane, che esprimevano la diffusa delusione dei ceti popolari nei confronti del nuovo Stato unitario. Uno dei caporioni della rivolta fu infatti "Turi" Miceli, che rimase ucciso durante l'assalto per liberare Badia dalla prigione. La ribellione fu stroncata nel sangue dalle truppe del generale Raffaele Cadorna, che proclamò nuovamente lo stato d'assedio. Dopo questi fatti vi fu una violenta epidemia di colera e si diffuse la voce (rivelatasi infondata) tra la popolazione che sarebbe stata portata dai soldati "piemontesi" arrivati a sedare la rivolta.

### Il "metodo" Medici (1868-1873)
Nel dicembre 1866, al fine di ristabilire l'ordine dopo la rivolta del sette e mezzo, il generale Giacomo Medici fu nuovamente inviato in Sicilia per comandare le truppe di stanza sull'isola e nel 1868 sommò a questa carica quelle di prefetto di Palermo e di direttore generale dei lavori pubblici. Medici fu inoltre uno dei promotori della legge speciale di pubblica sicurezza approvata nel 1871 (legge n. 294/1871), che lo autorizzava all'uso di misure eccezionali (ammonizione giudiziaria e domicilio coatto) nei confronti dei soggetti indicati dalla voce pubblica come «mafiosi». Sotto la sua prefettura, che durò fino al 1873, si inaugurò una pratica già sperimentata dal suo predecessore Antonio Starabba di Rudinì, colui che coniò la distinzione tra «mafia maligna» e «mafia benigna»: come avvenne in passato con il famigerato funzionario borbonico Salvatore Maniscalco, si cominciò a fare affidamento sulle cosche mafiose che, ben conoscendo i meccanismi locali, facilmente presero le veci del governo centrale, il quale non riusciva a garantire un controllo diretto e stabile dell'isola (la cui organizzazione sociale era molto diversa da quella settentrionale). Medici addirittura non esitò a servirsi della soffiata di un mafioso per catturare Giuseppe Mazzini, sbarcato a Palermo nel 1870 per organizzare una nuova cospirazione repubblicana. Tuttavia il procuratore generale del Re Diego Tajani non approvò queste pratiche ed incriminò il questore Giuseppe Albanese (sottoposto di Medici) per complicità con le bande criminali, accusa che decadde per insufficienza di prove. Tajani fu perciò costretto a dimettersi dalla magistratura.

### L'opposizione della Sinistra storica e l'inchiesta Sonnino-Franchetti
Nel 1874 il ministro dell'Interno Girolamo Cantelli e il suo segretario generale Luigi Gerra (poi nominato prefetto di Palermo) avviarono una dura campagna in Sicilia contro briganti, mafiosi e i loro fiancheggiatori (manutengoli, secondo il linguaggio ufficiale dell'epoca), sospettati di agire in sincronia con una congiura anarchico-internazionalista già scoperta in Romagna. Furono quindi indagati e repressi dei gruppi di delinquenti nella borgata palermitana dell’Uditore e poi a Monreale che possedevano più di un tratto in comune: una cassa comunitaria, segni di riconoscimento, una gerarchia, regole di comportamento e un rituale d'affiliazione particolare di chiara ispirazione massonico-carbonara, che consisteva nel pungere con uno spillo il dito del neofita e nel fare sgorgare il sangue su un santino. Alla protesta di Nicolò Turrisi Colonna (esponente della Sinistra cui furono perquisite alcune proprietà alla ricerca di latitanti) si unì quella degli altri proprietari terrieri e dei rappresentanti della Sinistra nei confronti di queste misure considerate un affronto per la Sicilia. Perciò nelle successive elezioni politiche, su 48 deputati siciliani eletti, solo 6 risultarono candidati della Destra. Il 5 dicembre dello stesso anno, il ministro Cantelli presentò un progetto di legge per la concessione di poteri speciali al governo finalizzati a riportare l'ordine in Sicilia. Il dibattito parlamentare, che vide un aspro scontro tra i deputati di Destra e di Sinistra, si protrasse fino a giugno 1875 e in esso si distinse Diego Tajani, divenuto parlamentare della Sinistra, il quale denunciò la sconvolgente circostanza emersa dalle sue precedenti indagini da magistrato, ossia che a Palermo il questore Albanese e il prefetto-generale Medici, con la copertura del precedente ministro dell'Interno Lanza, proteggevano i mafiosi per mantenere l'ordine pubblico. Per questi motivi, fu istituita la Giunta parlamentare d'inchiesta sulle condizioni sociali ed economiche della Sicilia che, dopo aver raccolto una vasta documentazione in loco, presentò la relazione finale dei suoi lavori redatta dal deputato lombardo Romualdo Bonfadini, in cui si escludeva che in Sicilia ci fosse una questione sociale e si sosteneva che la mafia non fosse un'associazione organizzata ma soltanto «prepotenza diretta ad ogni scopo di male», una «solidarietà istintiva, brutale». Questa tesi riprendeva le teorie positiviste di Cesare Lombroso e Enrico Ferri, i quali affermavano che le cause principali della delinquenza nell'isola fossero la canicola e le anomalie fisiche della "razza" siciliana.
Una "contro-inchiesta" parallela a quella governativa fu condotta dall'intellettuale toscano Leopoldo Franchetti insieme a Sidney Sonnino, che arrivarono in Sicilia per ricercare i fattori ambientali e le cause storico-sociali che avevano generato la mafia e i ritardi dell’isola, pubblicando infine lo studio dal titolo Condizioni politiche e amministrative della Sicilia: secondo i risultati di tale indagine, la delinquenza minuta che esegue i delitti è costituita dai «facinorosi della classe infima» mentre i mafiosi sono considerati «facinorosi della classe media», un vero e proprio ceto capitalista che, in assenza di una classe borghese ben definita, si arricchisce e acquisisce posizioni di potere mettendo al servizio dei potenti i suoi violenti "servigi" (ad esempio con il racket della "protezione"), mirati ad assumere il controllo monopolistico di determinate attività economiche, tanto che Franchetti parla di «industria della violenza»:
(Leopoldo Franchetti, Condizioni politiche e amministrative della Sicilia)
L'inchiesta di Franchetti e Sonnino si unì a quella del loro mentore, l'intellettuale napoletano Pasquale Villari, il quale, nelle sue celebri Lettere meridionali (1875), oltre a denunciare i mali sociali dell'Italia meridionale quali la camorra e il brigantaggio, compì anche un'analisi del fenomeno mafioso in Sicilia:
(Pasquale Villari, Lettere meridionali)

### La repressione sotto Nicotera e la scoperta delle associazioni mafiose
Nel 1876 la Sinistra salì al potere con Depretis e il nuovo ministro dell'Interno Giovanni Nicotera, messo alle strette dal rapimento dell'industriale inglese John Forester Rose realizzato da una banda di briganti nella zona delle Madonie, decise di inviare a Palermo il prefetto Antonio Malusardi, investito di poteri eccezionali. Nel giro di otto mesi (15 gennaio-23 agosto 1877) furono uccisi in conflitto a fuoco ben cinque dei più temibili briganti, ne furono catturati tredici e sei si costituirono volontariamente. Si trattò di un'operazione realizzata con i soliti metodi spicci e feroci: accerchiamento notturno dei comuni, perquisizioni a tappeto e soprattutto uso su larga scala della deportazione dei sospetti, che provocarono talmente sconcerto tra la popolazione da far aumentare il numero dei suicidi e dei tentativi di suicidio. Malusardi trovò l'appoggio dei proprietari terrieri finché si concentrò nella caccia ai briganti ma, quando volse la sua attenzione sui notabili legati alla mafia come il consigliere comunale (futuro deputato) Raffaele Palizzolo, il parlamentare Giuseppe Torina e il marchese Spinola, fu duramente attaccato dalla stampa locale e collocato a riposo nel 1878. Nel clou di questa repressione anti-mafiosa, il ministro Nicotera cercò di accreditare la tesi della collusione della mafia con i cospiratori anarchico-internazionalisti ed infatti, in un discorso tenuto alla Camera dei deputati, affermò: «[gli anarchici] in Romagna erano accoltellatori, nel Napoletano camorristi, mafiosi in Sicilia».
A cavallo dell'operazione Malusardi furono inoltre scoperte e processate numerose associazioni segrete che presentavano varie somiglianze con le società operaie di mutuo soccorso e, nonostante si trovassero in territori distanti, presentavano dei tratti in comune tra loro: identici erano statuti, gerarchie, segni di riconoscimento e un particolare rituale di iniziazione sul modello della massoneria, sempre consistente nella puntura di un dito e nella bruciatura del santino su cui era sgorgato il sangue. Tuttavia il procuratore generale del Re Carlo Morena negò che tutte queste associazioni fossero collegate ed appartenessero ad un'unica organizzazione. La più importante e numerosa di queste fu quella degli Stuppagghieri a Monreale, che affonderebbe le sue radici nel "metodo" adottato durante la prefettura Medici: fu allora che sarebbe stata fondata da un fervente mazziniano, fratello del locale delegato di polizia Paolo Palmeri, per combattere a suon di omicidi la vecchia mafia rappresentata dal ceto dei giardinieri. La sua esistenza venne alla luce nel 1876 grazie alle indagini del successore di Palmeri, Emilio Bernabò, che si servì della testimonianza di un delatore, Salvatore D’Amico da Bagheria, finito ammazzato poco prima di testimoniare al processo contro gli affiliati alla setta, che si concluse in primo grado nel 1878 con alcune condanne ma, spostato a Catanzaro per un vizio di forma, finì con una generale assoluzione nel 1880.
Nel 1883, alcuni anni dopo la fine del ministero di Nicotera, fu scoperta dal funzionario di P.S. Ermanno Sangiorgi un'altra di queste associazioni, la "Fratellanza", radicata nel grosso comune di Favara, nei pressi di Girgenti (odierna Agrigento), che però aveva ramificazioni nei vicini paesi di Campobello di Licata, Canicattì, Comitini e Palma di Montechiaro, dove si macchiò di parecchi omicidi. La zona in cui la setta agiva era interessata dall'industria estrattiva dello zolfo ed infatti l'associazione trovò proseliti soprattutto tra i ceti zolfatai. Con le sue regole, gerarchie e rituali d'affiliazione, essa presentava le stesse identiche caratteristiche delle società segrete messe sotto processo pochi anni prima: ciò si spiegava con la circostanza che nel 1879 numerosi futuri membri della "Fratellanza" erano stati detenuti insieme a mafiosi palermitani nel carcere di Ustica. Nel 1885 i "fratelli" di Favara finirono tutti sotto processo a Girgenti ma molti negarono le loro confessioni, sostenendo che avevano parlato sotto tortura, ma alla fine furono tutti condannati ed incarcerati.

## Il caso Notarbartolo

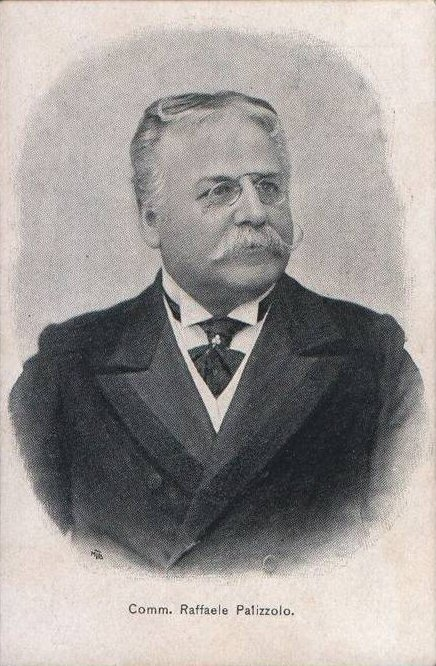
Il deputato crispino Raffaele Palizzolo, ritenuto il mandante del delitto Notarbartolo.

Il 1º febbraio 1893, su un treno in corsa sulla linea Termini Imerese-Palermo, venne ucciso a coltellate il marchese Emanuele Notarbartolo di San Giovanni, poi scaraventato giù dalla carrozza ferroviaria dai due sicari. L'omicidio Notarbartolo è considerato dagli studiosi il primo delitto "eccellente" (ossia che colpisce un importante personaggio con incarichi pubblici o visibilità mediatica) compiuto da Cosa nostra in Sicilia.
Fin da subito il principale sospettato come mandante fu Raffaele Palizzolo, deputato della Sinistra vicino alle posizioni di Crispi, già inquisito dal prefetto Malusardi quale noto protettore di briganti e mafiosi. Notarbartolo, rampollo di una delle più importanti famiglie aristocratiche siciliane e sindaco di Palermo dal 1873 al 1876, era invece un uomo della Destra ed infatti fu nominato direttore generale del Banco di Sicilia nel 1876 su proposta di Luigi Gerra, segretario del ministro dell'Interno Cantelli e prefetto di Palermo. Appena insediatosi, trovò una situazione disastrosa: impiego illegale di fondi del Banco per speculazioni finanziarie spericolate e il consiglio d'amministrazione composto da persone di nessuna competenza bancaria ma nominate soltanto per ragioni clientelari ed elettorali. Uno dei principali avversari del Notarbartolo all'interno del consiglio fu appunto Palizzolo, che lo fece addirittura rapire da una banda di briganti che proteggeva e fu rilasciato solamente dopo il pagamento di un lauto riscatto. Nel 1890 riuscì perfino a farlo rimuovere dalla direzione del Banco dal governo Crispi ma, tre anni più tardi, Notarbartolo ispirò un'ispezione disposta da Giolitti (subentrato a Crispi), che fece venir fuori le malefatte del nuovo direttore Giulio Benso della Verdura e dei consiglieri d'amministrazione. Le causa dell'omicidio era da ricercarsi probabilmente nel timore che potesse assumere nuovamente la carica di direttore.
Le indagini sull'omicidio brancolarono nel buio per lungo tempo: né il questore Michele Lucchesi né il procuratore generale del Re Vincenzo Cosenza osarono interrogare Palizzolo e vi furono seri tentativi di depistaggio. Soltanto nel 1900, grazie al figlio di Notarbartolo, Leopoldo, e all'ascesa al governo di Luigi Pelloux (amico di famiglia dei Notarbartolo), fu possibile portare a processo Palizzolo come mandante e un mafioso alle sue dipendenze, Giuseppe Fontana, come esecutore materiale. Il dibattimento, che si svolse a Bologna per legittimo sospetto, fu molto seguito dalla stampa nazionale e perciò rese pubblica in tutta Italia l'esistenza della mafia e i suoi rapporti con la politica. Nel 1902 Palizzolo e Fontana furono riconosciuti colpevoli e condannati a 30 anni di carcere ma, in difesa del deputato (ritenuto vittima di un clima di pregiudizi contro i siciliani da parte dei governanti settentrionali), si costituì il «Comitato pro Sicilia» su iniziativa di intellettuali quali Giuseppe Pitrè e Federico De Roberto, la cui attività si concluse con successo: la sentenza fu annullata per un vizio di forma e il nuovo processo, celebrato a Firenze, si concluse nel 1904 con il proscioglimento per insufficienza di prove dei due imputati.

### Il rapporto Sangiorgi

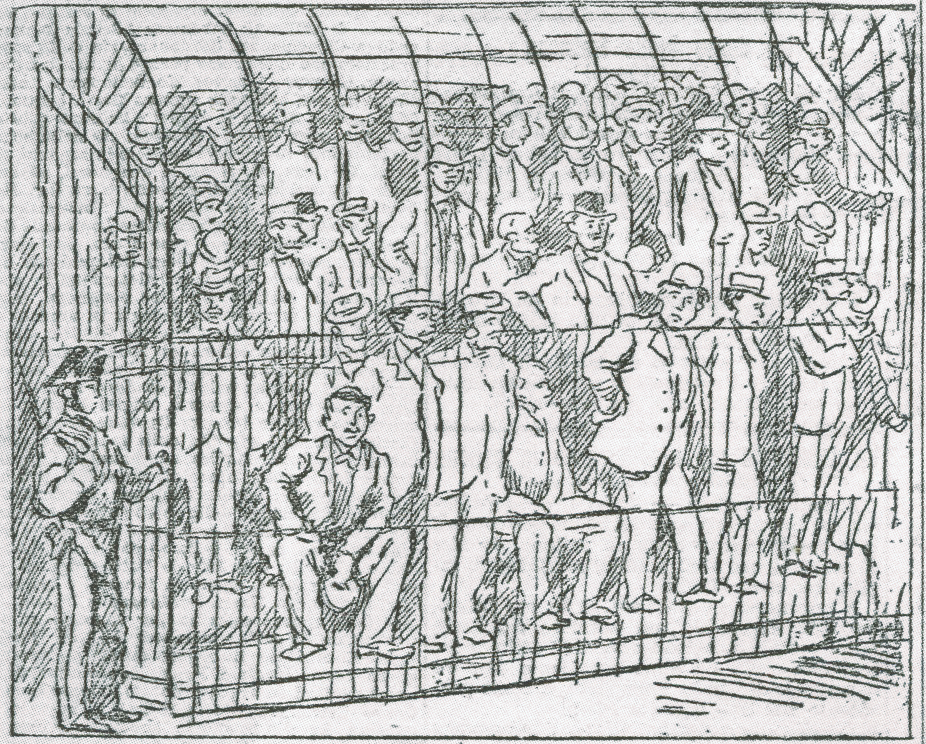
Illustrazione tratta dal quotidiano L'Ora relativa al processo – scaturito grazie al rapporto Sangiorgi – di Palermo del maggio 1901.

Nel 1898 il nuovo governo presieduto da Luigi Pelloux rimosse il questore di Palermo Michele Lucchesi (già stretto collaboratore del prefetto Malusardi ed accusato da più parti di lassismo nelle indagini sull'omicidio del marchese Notarbartolo), sostituendolo con Ermanno Sangiorgi, che si affrettò ad arrestare il deputato Raffaele Palizzolo e il boss mafioso Giuseppe Fontana, accusati appunto del delitto Notarbartolo. Sangiorgi era un funzionario di polizia romagnolo che si era già distinto nelle indagini anti-mafia per aver scoperto e smantellato con gli arresti la Fratellanza di Favara nel 1883. Ed è proprio a queste indagini che si dedicò: sfruttando la favorevole congiuntura offerta dal caso Notarbartolo, scoprì l'esistenza di un «tenebroso sodalizio» suddiviso in otto cosche che si spartivano il controllo delle borgate nella Piana dei Colli a Palermo e che presentavano regole, gerarchie e rituali d'iniziazione comuni tra loro, controllando attività criminali ed imponendo estorsioni ed assunzioni ad importanti famiglie aristocratiche e borghesi, come i Florio e i Whitaker. I capi delle cosche erano in apparenza possidenti benestanti ed avevano infatti interessi nel lucroso settore agrumario. Sangiorgi condensò queste scoperte in un rapporto stilato tra il novembre del 1898 e il febbraio del 1900, che portò a numerosi arresti e ad un processo, che si concluse con poche ed irrisorie condanne. Il prezioso lavoro investigativo di Sangiorgi è emerso soltanto in tempi recenti grazie alle ricerche d'archivio condotte dallo storico Salvatore Lupo.

## Le rivendicazioni agricole

### La situazione dopo l'Unità d'Italia
Nella seconda metà dell'Ottocento, anche se non più con un regime feudale, nelle campagne siciliane gli agricoltori erano ancora sfruttati. I grandi proprietari terrieri risiedevano a Palermo o in altre grandi città e affittavano i loro terreni a gabellotti con contratti a breve termine, che, per essere redditizi, costringevano il gabellotto a sfruttare i contadini. Per evitare rivolte e lavorare meglio, al gabellotto conveniva allearsi con i mafiosi, che da un lato offrivano il loro potere coercitivo contro i contadini, dall'altro le loro conoscenze a Palermo, dove si siglavano la maggioranza dei contratti agricoli.

La miserabile condizione dei contadini e dei zolfatai siciliani (già denunciata con lucidità dal Villari e dai suoi allievi Franchetti e Sonnino) rese possibile la diffusione a macchia d'olio sull'isola delle idee e delle organizzazioni facenti capo all'Internazionale socialista, che perciò i ministri dell'Interno Cantelli (della Destra) e Nicotera (della Sinistra) perseguitarono duramente con la scusa che fosse strettamente legata alla mafia. Per citare i casi più noti di perseguitati politici con l'accusa pretestuosa di essere "mafiosi", durante il ministero Cantelli vi fu il fratello del deputato radicale Saverio Friscia sottoposto alla misura del domicilio coatto mentre, sotto Nicotera, il leader internazionalista trapanese Francesco Sceusa fu ammonito per impedirgli di svolgere la sua attività politica. La relazione tra mafia e movimenti rivoluzionari fu per altro negata già all'epoca dal Procuratore del Re Giuseppe Di Menza. Lo storico Francesco Brancato ne da la seguente spiegazione:
(F. Brancato, La mafia nell’opinione pubblica e nelle inchieste dall’Unità d’Italia al fascismo)

### I fasci siciliani
A partire dal 1891 ebbero notevole diffusione in Sicilia i fasci, movimenti organizzati di matrice socialista che s'ispiravano al modello delle società operaie di mutuo soccorso di stampo mazziniano e repubblicano. Ne facevano parte in maggioranza contadini, artigiani, zolfatai e, per la prima volta, anche donne, che chiedevano ai "padroni" un trattamento lavorativo più equo, il cambiamento delle condizioni d'affitto dei terreni e maggiori diritti. I "padroni" si identificavano nei proprietari terrieri e nei loro gabellotti affiliati alla mafia.

I fasci più forti sorsero a Catania con Giuseppe De Felice Giuffrida, a Palermo con Rosario Garibaldi Bosco, a Piana dei Greci (odierna Piana degli Albanesi) con il medico Nicola Barbato, a Corleone con Bernardino Verro e ad Erice con Giacomo Montalto. Verro in particolare riuscì a riunire nel locale fascio circa 6.000 persone, quasi la totalità della popolazione adulta di Corleone. Il successo dei fasci era dovuto alla graduale diffusione dell'istruzione tra i ceti proletari e al disastro economico provocato dalla forsennata guerra commerciale con la Francia voluta da Crispi, che aveva danneggiato l'esportazione dei principali prodotti siciliani (frutta, vino e zolfo) e che, di conseguenza, aveva trascinato nella crisi produttori e lavoratori. Influì anche la fondazione del Partito Socialista Italiano, avvenuta a Genova nel 1892, che prese i fasci sotto la sua ala. Alcuni storici, come Giuseppe Carlo Marino e Salvatore Lupo, ritengono che il successo fu inizialmente dovuto anche ad infiltrazioni della mafia, probabilmente perché l'organizzazione malavitosa non voleva perdere il consenso dei contadini: infatti Vito Cascio Ferro, uno dei più famigerati mafiosi della sua epoca, divenne dirigente dei fasci di Bisacquino e di Chiusa Sclafani (comuni entrambi vicini a Corleone), e lo stesso Verro accettò di entrare a far parte di una cosca mafiosa, i "fratuzzi", che lo sottoposero al solito rituale d'affiliazione di stampo massonico. Come lui stesso raccontò in un'autobiografia resa pubblica dopo la sua morte, l'affiliazione ai "fratuzzi" sarebbe avvenuta nella primavera del 1893:
Tuttavia, alla fine dello stesso anno, i proprietari terrieri siciliani, preoccupati dagli scioperi e dai disordini nelle campagne, si appellarono a Crispi che, tornato al governo, proclamò lo stato d'assedio sull'isola ed affidò la feroce repressione al generale Roberto Morra di Lavriano, che fece sparare sui manifestanti inermi ed eseguì arresti di massa. I principali dirigenti dei fasci (De Felice Giuffrida, Garibaldi Bosco, Barbato e Verro) furono imprigionati e condannati da tribunali militari a pene severissime. Perciò l'Onorata società (termine usato all'epoca per identificare Cosa nostra) si distaccò dai fasci (che avevano tentato in tutti i modi di evitare la penetrazione di mafiosi nelle loro file, spesso riuscendoci) e anzi aiutò il governo nella repressione. Infatti a Lercara Friddi (11 morti), a Gibellina (20 morti) e a Giardinello (7 morti e 12 feriti), a sparare sulla folla di manifestanti non furono soltanto le truppe inviate a sedare la rivolta ma anche i campieri e le guardie municipali al servizio dei sindaci, che spesso appartenevano alla mafia. Tuttavia, nei processi che ne seguirono, i mafiosi che spararono sulla folla furono assolti mentre i manifestanti legati ai fasci che avevano ricevuto le pallottole furono condannati a pene durissime (in alcuni casi anche all'ergastolo).

## L'età giolittiana

### Le "affittanze collettive"

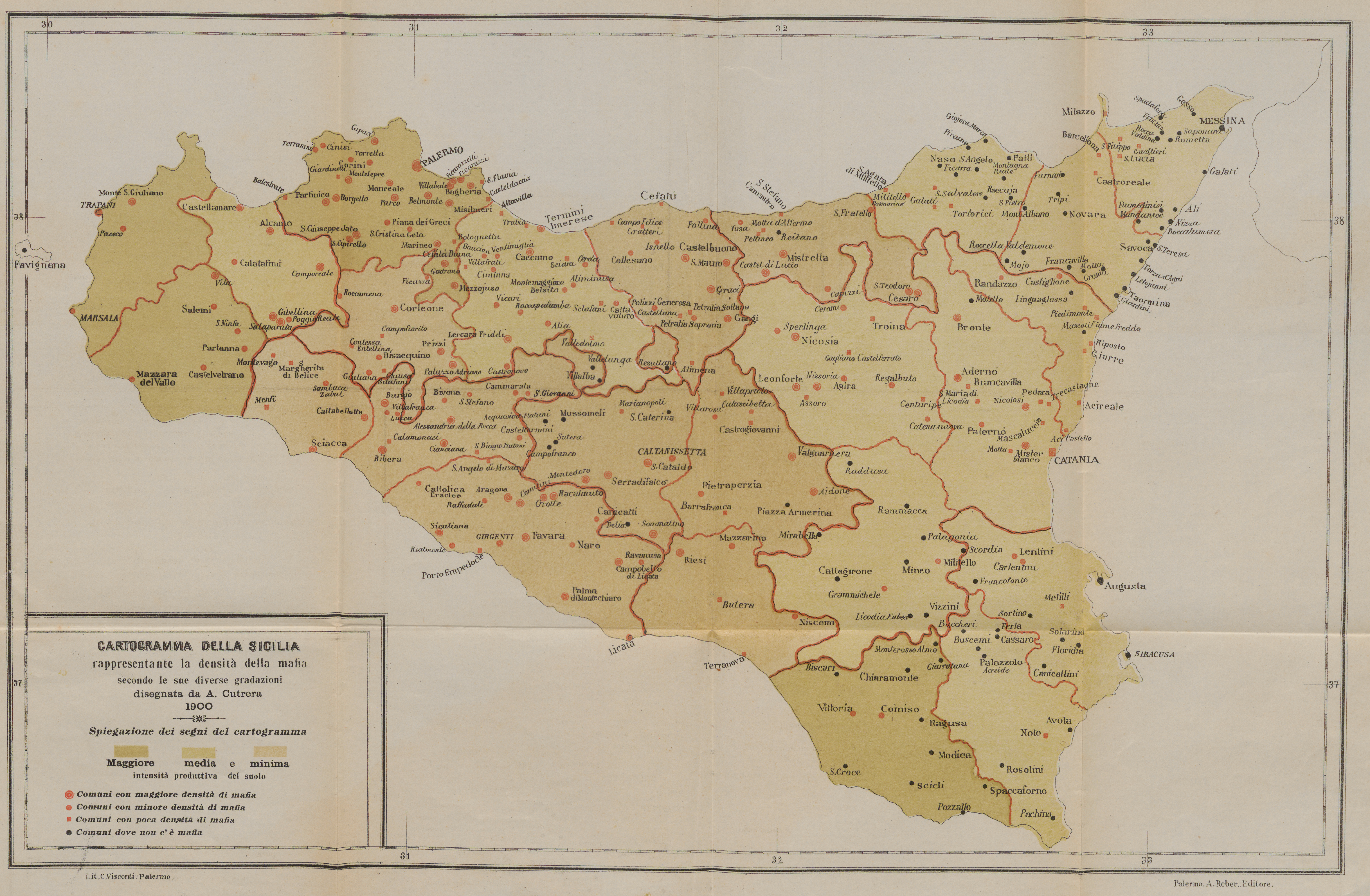
Cartina della Sicilia del 1900 che mostra la densità mafiosa dei comuni siciliani, pubblicata dal delegato di P.S. Antonino Cutrera nel suo libro "La mafia e i mafiosi".

La presidenza di Giovanni Giolitti (che governò, salvo brevi interruzioni, dal 1903 al 1914) fu caratterizzata da una serie di trasformazioni sociali ed economiche. Con l'introduzione della legge n. 100 del 1906 (promossa dall'allora primo ministro Sidney Sonnino), che autorizzava il Banco di Sicilia e le casse rurali a fare prestiti alle cooperative, si riuscì a consolidare ed estendere la stagione delle «affittanze collettive», cioè i contratti di affitto stipulati direttamente tra proprietari terrieri e cooperative contadine. Ad entrare nel nuovo mercato furono soprattutto le cooperative socialiste, i cui promotori furono Bernardino Verro (già "padre" dei Fasci siciliani) a Corleone, Lorenzo Panepinto a Santo Stefano Quisquina, Nicola Alongi a Prizzi e Giacomo Montalto e Sebastiano Cammareri Scurti ad Erice, mentre quelle cattoliche agirono ispirate dall'opera di don Luigi Sturzo e di don Alberto Vassallo di Torregrossa, sul modello dell'esperienza già avviata in Veneto da padre Luigi Cerutti e in Lombardia da Guido Miglioli.
Il sistema delle «affittanze collettive» contribuì all'eliminazione della figura del gabellotto parassitario (quasi sempre coincidente con il mafioso) ma non eliminò del tutto il ruolo della mafia, che si trasformò in quello di mediare tra cooperative e proprietari terrieri per la stipula dei contratti d'affitto. Inoltre, per stroncare il pericolo "rosso" che si esprimeva con gli scioperi (favoriti dalla politica intrapresa da Giolitti), le cooperative cattoliche non si chiusero ad infiltrazioni mafiose, a patto che questi ultimi scoraggiassero in tutti i modi i socialisti, che appunto rifiutavano categoricamente la mediazione mafiosa nella stipula dei contratti. Nel primo quindicennio del '900 si iniziarono perciò a contare le prime vittime socialiste ad opera della mafia: nella sola Corleone furono uccisi, in rapida successione, i militanti socialisti Luciano Nicoletti (1905), Andrea Orlando (1906) e lo stesso Verro (1915), oltre a Panepinto (1911), mentre nel 1914 a Piana dei Greci (odierna Piana degli Albanesi) furono trucidati Mariano Barbato (cugino di Nicola) e Giorgio Pecoraro, anche loro impegnati nella lotta contadina. I processi ai presunti responsabili di questi omicidi si conclusero quasi sempre con l’assoluzione.

### Il "ministro della malavita"
Nonostante le riforme sociali da lui promosse, Giolitti venne accusato da più parti di considerare la Sicilia come un mero serbatoio di voti poiché, nonostante le sue schiaccianti vittorie, egli non mise mai piede sull'isola (e nel meridione in generale): la sua base elettorale era costituita dalla corruzione dei deputati locali soprannominati spregiativamente gli "àscari" del governo, conniventi a loro volta con la criminalità mafiosa (i famosi "mazzieri") che si occupava di eseguire intimidazioni ed atti violenti nei confronti dei seguaci dei partiti avversi, come denunciò anche Gaetano Salvemini, definendo lo statista «ministro della malavita» in un celebre saggio da lui scritto. Lo storico Giuseppe Carlo Marino affermò che «[Giolitti] si orientò ad accettare l'idea che se quei potenti signori siciliani volevano la mafia avrebbero potuto pure tenersela a condizione che appoggiassero il suo governo». Un caso emblematico della generale corruzione dei deputati siciliani è rappresentato da Nunzio Nasi, parlamentare e per due volte ministro, avversario e sostenitore di Giolitti a seconda delle circostanze, nonché massone e patrono di vaste clientele (non immuni da influenze mafiose) nel trapanese, che nel 1908 fu condannato dall'Alta Corte di giustizia per aver rubato denaro pubblico ed aver attestato il falso: tale condanna (che scontò interamente non in prigione ma a casa propria) provocò violente dimostrazioni di protesta in tutta la Sicilia (ispirate anche da intellettuali del calibro di Luigi Capuana che fondarono comitati "pro-Nasi") in quanto la popolazione considerò le accuse ingiuste perché ispirate da sentimenti anti-siciliani da parte dei "continentali". Scrisse lo storico Denis Mack Smith: «Il processo all'ex ministro siciliano Nasi per peculato rafforzò la convinzione generale che la corruzione nell'isola fosse molto diffusa, e [Enrico] Ferri affermò una volta in pieno parlamento che esistevano solo poche "oasi" di onestà in tutto il Mezzogiorno.»

### L'emigrazione negli Stati Uniti e il delitto Petrosino

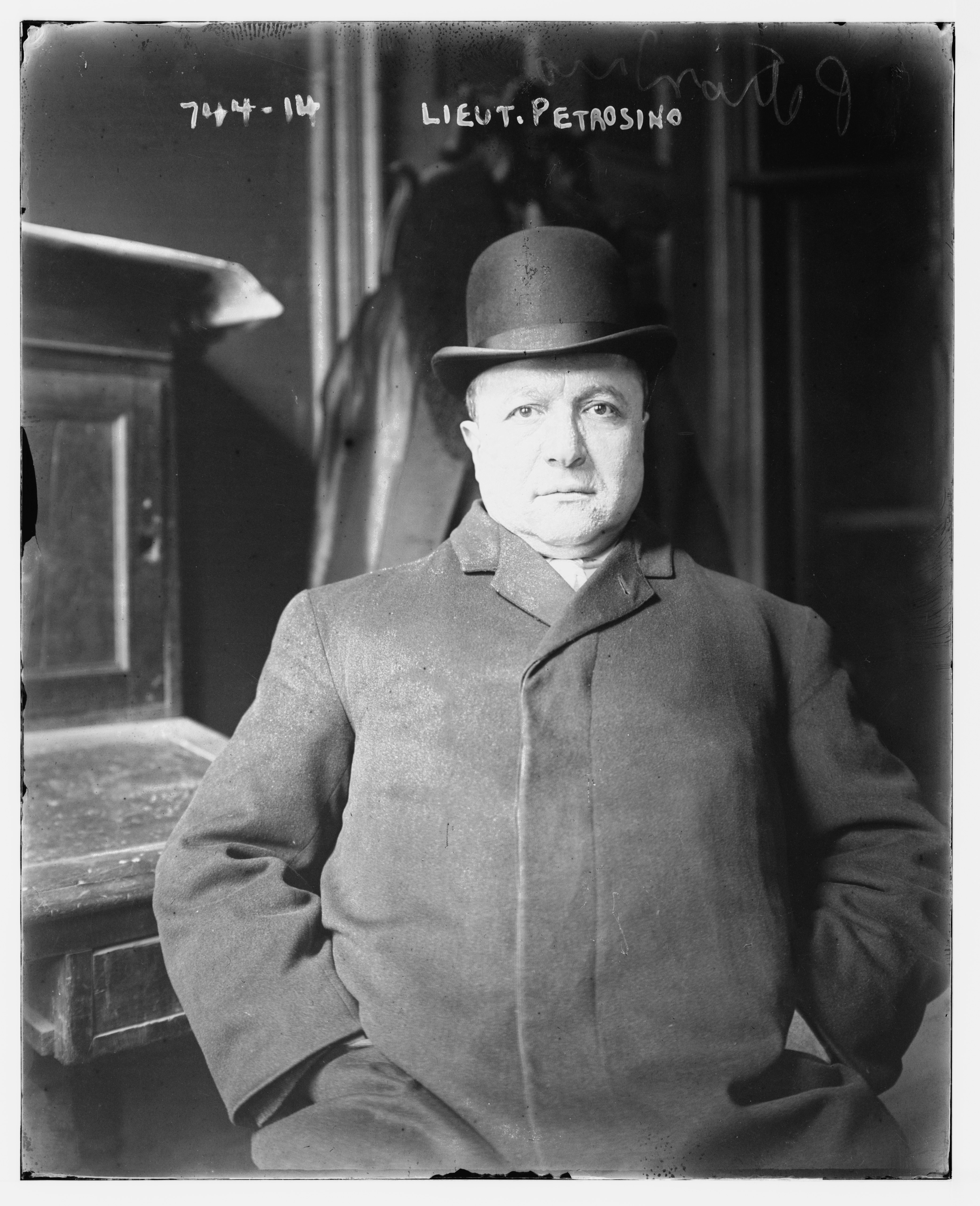
Il tenente italo-americano Joe Petrosino, ucciso a Palermo nel 1909.

Un altro fenomeno che contraddistinse l'epoca giolittiana fu l'emigrazione in massa verso le Americhe: da 15.432 emigranti siciliani che lasciarono l'isola nel 1896, si salì a 127.603 nel 1906 per toccare la punta massima di 146.061 nel 1913. Mescolati tra di loro vi erano, ovviamente, i mafiosi che impiantarono negli Stati Uniti le stesse attività che li avevano resi "celebri" in Sicilia: taglieggiamenti ed estorsioni nei confronti dei connazionali, omicidi, corruzione ed infiltrazione nei clubs politici (fra tutti, la Tammany Hall) e nei sindacati degli operai. Le estorsioni avvenivano con un particolare metodo: si spediva al malcapitato una lettera con minacce e richieste di denaro firmata solamente con un'impronta di mano realizzata con l'inchiostro nero, tanto che la stampa statunitense affibbiò alla misteriosa organizzazione il nomignolo di "Mano Nera". Rimasero vittime di questo tipo di estorsione anche il famoso tenore Enrico Caruso e il trasformista Leopoldo Fregoli. Su quest'organizzazione indagò a lungo l'italo-americano Joe Petrosino, tenente della Polizia di New York, il quale accertò che essa era composta in maggioranza da delinquenti siciliani e che quindi fosse necessario recarsi in Sicilia per effettuare più accurate indagini perché era lì che risiedeva la centrale dell'associazione. Il 20 febbraio 1909, prima di giungere a Palermo in missione segreta dagli Stati Uniti, Petrosino s'incontrò a Roma con il ministro dell'Interno di Giolitti, Camillo Peano, che gli promise la massima collaborazione alle sue indagini da parte del governo italiano. Dopo soltanto un mese circa, la sera del 12 marzo, Petrosino fu freddato nella centralissima Piazza Marina a Palermo da uno sconosciuto che subito si dileguò: si trattò del primo omicidio "eccellente" del nuovo secolo, che fece grande impressione in Italia e negli Stati Uniti ma rimase impunito. Infatti il presunto assassino, Vito Cascio Ferro, riuscì a cavarsela grazie ad un alibi fabbricatogli dal barone Domenico De Michele Ferrantelli, deputato filogiolittiano di Bivona e noto mafioso.

## La prima guerra mondiale e le sue conseguenze
Nel 1915 l'Italia entrò nella prima guerra mondiale; vennero chiamati alle armi centinaia di migliaia di giovani da tutto il Paese. In Sicilia i disertori furono numerosi: essi abbandonarono le città e si dettero alla macchia all'interno dell'isola, andando ad ingrossare le file dei briganti che vivevano per lo più di rapine ed abigeati. A causa della mancanza di braccia per l'agricoltura e della sempre maggiore richiesta di soldati dal fronte, moltissimi terreni vennero adibiti al pascolo.
Aumentati i furti di bestiame, i proprietari terrieri si rivolsero sempre più spesso ai mafiosi, piuttosto che alle impotenti autorità statali, per farsi restituire almeno in parte le mandrie. I boss, nei loro abituali panni, si prestavano a mediare tra i banditi e le vittime, prendendo una percentuale per il loro lavoro. Quella degli abigeati divenne un'autentica industria, tanto che gli "uomini d'onore" disponevano di una flottiglia di pescherecci per il trasporto del bestiame da ricettare verso le coste della Tunisia, dove la mafia aveva impiantato una sua "colonia" rimasta operativa almeno fino agli anni '50 (stando al racconto dell'ex boss mafioso Antonino Calderone). Siccome durante la Grande Guerra c'era l'ordine di requisire cavalli ed asini ai civili per esigenze belliche, i mafiosi fecero affari d'oro vendendo all'esercito il bestiame rubato, spesso con la complicità degli alti comandi.
Queste condizioni fecero aumentare enormemente l'influenza di Cosa nostra in tutta l'isola. Nel maggio 1916, per estirpare il brigantaggio, il governo decise la formazione di speciali squadriglie composte da carabinieri, poliziotti e cavalleggeri, il cui comando fu affidato al vicequestore Cesare Mori, che si distinse per i suoi metodi brutali, come perquisizioni indiscriminate, occupazione militare dei comuni, rastrellamenti e retate di massa, che nel giro di due anni gli consentirono di debellare ben quattro bande di briganti operanti tra le province di Caltanissetta, Girgenti e Palermo.
Alla fine della prima guerra mondiale, l'Italia dovette affrontare un momento di crisi, che rischiò di sfociare in una vera e propria rivolta popolare, ad imitazione della recente rivoluzione russa, tanto che questo periodo viene ricordato come «biennio rosso» (1919-1920). Al nord gli operai scioperarono ed occuparono le fabbriche chiedendo migliori condizioni di lavoro, al sud furono i giovani appena tornati a casa a lamentarsi per le promesse non mantenute dal governo (in particolar modo quelle relative alla terra). Moltissimi quindi andarono ad ingrossare le file dei banditi, altri entrarono direttamente nella mafia e altri ancora parteciparono alla rinascita dei movimenti socialisti siciliani o comunque formarono delle cooperative di reduci per ottenere l'affittanza diretta dei latifondi. Queste aspirazioni trovavano riscontro in un diritto legittimo: già nel 1917 era stata istituita l'Opera Nazionale Combattenti, ente pubblico che aveva il potere di espropriare terreni incolti da destinare alle cooperative di reduci, mentre nel 1919 il governo Nitti emanò il decreto-legge proposto dal ministro dell'agricoltura Visocchi che consentiva l'assegnazione dei latifondi in stato di abbandono alle cooperative o alle leghe di contadini da parte delle prefetture. Tuttavia il blocco agrario si coalizzò nuovamente con la mafia per soffocare nel sangue le richieste di questi movimenti: furono colpiti infatti gli esponenti più rappresentativi, come avvenne per Nicola Alongi, ucciso a Prizzi il 29 febbraio 1920, o per Sebastiano Bonfiglio, assassinato ad Erice il 10 giugno 1922, e tanti altri. Fu in questo clima di tensione che il fascismo fece la sua comparsa.

## Il ventennio fascista

### Il "prefetto di ferro"

Il prefetto Cesare Mori in camicia nera presso Piana dei Greci (odierna Piana degli Albanesi).

Dopo una visita in Sicilia avvenuta nel maggio 1924, il Presidente del Consiglio Benito Mussolini decise di intraprendere una campagna per sradicare una volta per tutte la mafia. La leggenda vuole che, durante il viaggio, Mussolini fu oltraggiato in pubblico dal sindaco-mafioso di Piana dei Greci, don Ciccio Cuccia, e da lì sarebbe partito il suo risentimento contro la mafia. Probabilmente covava già questo proposito, il quale si collocava nella sua volontà di una generale riorganizzazione dello Stato in senso autoritario e totalitario, che quindi non poteva tollerare la concorrenza di poteri alternativi quale era quello mafioso. Mussolini affidò l'incarico a Cesare Mori, funzionario di polizia che si era già distinto nella repressione del brigantaggio isolano durante la Grande Guerra, e lo destinò inizialmente alla prefettura di Trapani, dove rimase fino il 20 ottobre 1925, quando fu nominato prefetto di Palermo con poteri eccezionali estesi a tutta la Sicilia.

Alle elezioni amministrative del 1925, il blocco agrario-mafioso rappresentato dal principe Pietro Lanza di Scalea capì l'antifona ed abbandonò il suo vecchio protettore, lo statista liberale Vittorio Emanuele Orlando (addirittura "uomo d'onore" organico all'organizzazione, a detta dell'ex boss Buscetta), per appoggiare il listone fascista capeggiato dal medico oculista Alfredo Cucco, non esitando a servirsi della solita manovalanza malavitosa per intimidire gli avversari politici. Durante la campagna elettorale, Orlando tenne un celebre discorso pubblico al Teatro Massimo di Palermo, che fu interpretato come un tentativo maldestro di recuperare il favore perduto delle consorterie:
(Discorso di Vittorio Emanuele Orlando, 28 giugno 1925)
Un'altra frangia del notabilato mafioso guidata dal deputato liberal-democratico Andrea Finocchiaro Aprile (indicato anche lui come "uomo d'onore" da Buscetta ma fiero avversario politico di Orlando in quanto vicino alle posizioni di Nitti ed Amendola) ripiegò invece su posizioni dichiaratamente sicilianiste (ossia l'ideologia politica che auspicava l'autonomia e l'indipendenza isolana) in aperta opposizione al fascismo, considerato «l'esponente del capitalismo settentrionale contro il Mezzogiorno d'Italia» (dottrina che nell'immediato dopoguerra sfocerà nella fondazione del movimento separatista).
Mori non disturbò per il momento questi potentati e puntò subito l'attenzione alla delinquenza minuta (la cosiddetta «bassa mafia»), ossia alle bande di briganti che erano da sempre molto numerose nella zona delle Madonie ed avevano la loro base logistica nel piccolo comune montano di Gangi. Ai primi di gennaio del 1926 fece porre un vero e proprio assedio a Gangi, tornando ai suoi vecchi metodi spicci che «avrebbero fatto impallidire i gesuiti della Santa Inquisizione», come scrisse lo studioso Michele Pantaleone: occupazione militare del comune, distruzione di beni e proprietà, privazione dell'acqua potabile agli abitanti, perquisizioni, arresti arbitrari e, in alcuni casi, torture. Dopo circa una settimana di "assedio", tutti i capi-banda accettarono finalmente di arrendersi grazie alla decisiva mediazione dei baroni Li Destri e Sgadari (noti capi-mafia che fino ad allora li avevano protetti ma ora si adeguavano alla nuova situazione) e il successo di quest'azione contribuì ad alimentare il mito di Mori quale "prefetto di ferro". Durante il biennio 1926-1927 il "metodo" Mori fu replicato in tutti i comuni della Sicilia occidentale con retate di massa che portarono in carcere persone sulla base di semplici sospetti ma anche numerosi caporioni della mafia del calibro di Vito Cascio Ferro e Calogero Vizzini. Gli arrestati furono portati a centinaia sul banco degli imputati (vi furono casi in cui si arrivarono a contare fino a quattrocento imputati in un solo giudizio, dei veri e propri maxi-processi ante litteram), dove la pubblica accusa era spesso rappresentata dal Procuratore generale del Re Luigi Giampietro o da uno dei suoi pubblici ministeri più fidati, Giuseppe Guido Lo Schiavo, che fecero condannare i presunti "mafiosi" a pene severissime per fatti mai commessi o, se venivano assolti, gli facevano assegnare il confino di polizia.
Nel 1927 Mori presentò alcuni dossier (basati in gran parte su informazioni anonime) che accusavano il deputato fascista Alfredo Cucco e il generale Antonino Di Giorgio di presunti legami con la mafia. Entrambi ebbero la carriera rovinata: Di Giorgio fu costretto alle dimissioni da ogni incarico mentre Cucco fu espulso dal partito fascista e finì sotto processo, da cui fu infine assolto per insufficienza di prove. Probabilmente i due erano stati soltanto dei capri espiatori dati in pasto a Mori per coprire più alte responsabilità oppure, secondo un'altra ipotesi, vittime di una lotta di potere tra fazioni politiche cui il "prefetto di ferro" si sarebbe prestato.
Il 26 maggio 1927, in un famoso discorso alla Camera dei deputati, Mussolini annunciò trionfalmente che i reati in Sicilia erano stati dimezzati e che la mafia si avviava verso la definitiva sconfitta. Perciò l'anno seguente, Mori fu nominato senatore del Regno e nel giugno 1929 fu improvvisamente posto a riposo "per anzianità di servizio" con un telegramma di Mussolini. Nel 1931 anche Giampietro lasciò la magistratura per limiti d'età. La propaganda fascista poté finalmente proclamare che la mafia era stata definitivamente debellata.

### L'istituzione dell'Ispettorato di Pubblica sicurezza per la Sicilia
Nel 1932, in occasione del decennale della marcia su Roma, fu promulgata un'amnistia che portò alla scarcerazione di numerosi mafiosi che erano stati arrestati e condannati durante l'operazione Mori. Essi tornarono subito a delinquere e le conseguenze furono evidenti: a Canicattì, nell'agrigentino, vennero consumati tre omicidi «le cui modalità di esecuzione ed il mistero profondo in cui rimangono tuttora avvolti» rimandano a «delitti tipici di organizzazioni mafiose»; intorno a Partinico, alla metà degli anni trenta, si verificarono «incendi, danneggiamenti, omicidi […] a sfondo eminentemente associativo».
Nel settembre 1933 fu quindi istituito l'Ispettorato interprovinciale di Pubblica sicurezza per la Sicilia, sotto il comando del questore Giuseppe Gueli, che aveva un organico misto di uomini dell'Arma dei carabinieri e del Regio Corpo degli agenti di pubblica sicurezza, con competenza d'indagine su tutta l'isola. Le sue operazioni furono tenute nascoste dal regime fascista perché ufficialmente la mafia era stata dichiarata estinta con Mori.
Le indagini dell'Ispettorato accertarono che la mafia era organizzata «in forma settaria sulla falsa riga della massoneria» e stava attraversando una fase di transizione perché essa «[con Mori] fu sfrontata, potata, quasi intaccata al tronco, ma la base e le radici rimasero intatte, perché costituite dai cosiddetti "stati maggiori", ormai notoriamente composti da professionisti, titolati e da individui, in genere, di elevata classe sociale», che si identificavano nei fratelli Marasà, ricchi gabellotti di fondi agricoli nella borgata palermitana di Boccadifalco, i quali infatti non furono minimamente toccati dalla repressione di Mori perché probabilmente avevano fornito informazioni incriminanti sui loro rivali all'interno della mafia, che finirono tutti in prigione e ora tornavano dopo l'amnistia per vendicarsi con omicidi ed attentati. Nel 1938 queste scoperte furono condensate in un dettagliato rapporto di denunzia, che dovette aspettare altri tre anni per arrivare in tribunale: i fratelli Marasà e tanti altri indagati furono prosciolti da ogni accusa per mancanza di prove e il processo, come al solito, si concluse con pochi imputati condannati a pene miti. Nel frattempo i pochi mafiosi che avevano accettato di collaborare con l'Ispettorato rivelando strutture gerarchiche, rituali ed organigrammi, ritrattarono pubblicamente le loro confessioni, affermando che gli erano state estorte con la tortura.
Le indagini dell'Ispettorato non si fermarono qui. Infatti, nel luglio 1937, prima i carabinieri di Castelvetrano e poi la pubblica sicurezza di Alcamo raccolsero la testimonianza del medico Melchiorre Allegra, incappato in una retata dell'Ispettorato nella zona tra Trapani e Palermo, il quale confessò di essere mafioso, appartenente cioè ad «una setta con potenti ramificazioni, oltre che in Sicilia, in Tunisia, nelle Americhe e in Francia», e rivelò l'esistenza dei soliti rituali d'iniziazione, gerarchie e regole di comportamento. Oltre a fare i nomi di professionisti e notabili aderenti alla mafia, raccontò anche che, alcuni anni prima, il "prefetto di ferro" Mori avrebbe fatto da paciere fra le cosche in lotta per la spartizione di una tangente su alcuni appalti portuali e a tale scopo avrebbe organizzato, con la mediazione del barone Lucio Tasca Bordonaro (anche lui "uomo d'onore" affiliato alla mafia e futuro sindaco di Palermo), una riunione che si tenne in prefettura e vide la partecipazione dei principali capi-mafia. Stranamente, quei verbali non furono neanche presi in considerazione e rimasero sepolti in archivio per parecchi anni, finché furono ritrovati dal giornalista Mauro De Mauro nel 1962.
I rapporti e i documenti sulle attività dell'Ispettorato furono invece scoperti soltanto nel 2007 grazie alle ricerche condotte negli archivi dagli storici Vittorio Coco e Manoela Patti sotto la supervisione di Salvatore Lupo.

## La seconda guerra mondiale e il dopoguerra

### Dibattito sul ruolo di Cosa nostra nello sbarco alleato in Sicilia

Calogero Vizzini

Le voci di un possibile concorso di Cosa nostra nello sbarco alleato in Sicilia (9-10 luglio 1943) e nella successiva invasione dell'isola nacquero già alla fine della seconda guerra mondiale. Si pensò subito che vi fosse coinvolto il noto boss mafioso italo-americano Charles "Lucky" Luciano, inspiegabilmente scarcerato nel 1946 ed espulso dagli Stati Uniti. Nel 1951 indagò su questa faccenda pure la Commissione d'inchiesta statunitense sul crimine organizzato presieduta dal senatore Estes Kefauver, la quale giunse a queste conclusioni:
(Rapporto finale della Commissione Kefauver, 1951)
Infatti la Commissione Kefauver accertò che nel 1942 Luciano (condannato a cinquant'anni di reclusione per sfruttamento della prostituzione nel 1936 e da allora detenuto in un carcere di massima sicurezza) offrì il suo aiuto al Naval Intelligence per indagare sul sabotaggio di diverse navi nel porto di Manhattan, di cui furono sospettate alcune spie naziste infiltrate tra i portuali; in cambio della sua collaborazione, Luciano venne trasferito in un altro carcere, dove venne interrogato dagli agenti del Naval Intelligence e offrì anche di recarsi in Sicilia per prendere contatti in vista dello sbarco, progetto comunque non andato in porto. È quasi certo che la collaborazione di Luciano con il governo statunitense sia finita qui, anche se una parte della pubblicistica ritiene provato il complotto tra Cosa nostra e servizi segreti statunitensi volto a favorire lo sbarco e l'avanzata degli anglo-americani: il racconto più celebre fu quello fornito dallo studioso e giornalista Michele Pantaleone, il quale sostenne che, attraverso Luciano, la testa di ponte dell'invasione alleata in Sicilia sarebbe stato Calogero Vizzini, detto don Calò, notabile e gabellotto di Villalba, ritenuto nel dopoguerra il capo supremo della mafia. Lo studioso riportò nel celebre saggio da lui scritto, Mafia e politica (1962), la sua testimonianza oculare e quella di altri abitanti di Villalba che nel '43 avrebbero visto aerei caccia americani lanciare un fuolard con il simbolo L (di Luciano) per annunciare lo sbarco e un carro armato con identico vessillo prelevare l'anziano capo-mafia per concordare i movimenti di truppe con gli alti comandi alleati: frutto di questo pactum sceleris fu la ricostruzione di Cosa nostra dopo i duri colpi inferti dal prefetto Mori durante il fascismo. Inoltre l'Amgot (il governo militare dei territori occupati dagli Alleati diretto dal colonnello Charles Poletti) si sarebbe affidato completamente a Vizzini per scegliere gli uomini da collocare nei posti-chiave dell'amministrazione isolana e lo stesso Poletti si scelse come interprete di fiducia l'italo-americano Vito Genovese, luogotenente di Luciano in Italia.
Sulla scia di Pantaleone, alcuni autorevoli studiosi, tra i quali il giornalista Filippo Gaja e gli storici Salvatore F. Romano, Gaetano Falzone e Giuseppe Carlo Marino, ritennero possibile il coinvolgimento di Cosa nostra nello sbarco alleato. Anche la relazione conclusiva della Commissione parlamentare antimafia, approvata a maggioranza nel 1976, ragionò in questi termini:
(Relazione finale di maggioranza della Commissione parlamentare antimafia, pp. 115-116, 4 febbraio 1976)
In tempi più recenti, la teoria della partecipazione mafiosa allo sbarco è stata riproposta dagli storici Nicola Tranfaglia e Giuseppe Casarrubea, a seguito della scoperta di documenti desecretati dall'amministrazione Clinton e conservati presso il NARA di Washington e il College Park del Maryland relativi ad un piano elaborato nel luglio 1942 da due agenti italo-americani dell'O.S.S. (i servizi segreti statunitensi antesignani della C.I.A.), Max Corvo e Victor Scamporino, che prevedeva il reclutamento di «sei agenti di origine siciliana» negli Stati Uniti da inviare in Sicilia prima dello sbarco con funzioni di spionaggio, sabotaggio e guerra psicologica, ma non è stato chiarito se il progetto fu effettivamente realizzato e se gli agenti fossero di estrazione mafiosa poiché Corvo, il 20 luglio 1943, scrisse «l’efficacia delle infiltrazioni [degli agenti dell’O.S.S. nell’isola] è stata vanificata e resa quasi impossibile dalla rapidità delle operazioni militari».
Queste ricostruzioni sono però smentite da altre testimonianze: infatti le ricerche condotte dagli storici Salvatore Lupo, Rosario Mangiameli, Francesco Renda e John Dickie liquidano l'aiuto di Cosa nostra allo sbarco alleato come una «favola che ha la forza di un mito». Innanzitutto il racconto di Pantaleone presenterebbe delle falle perché in contraddizione con altre testimonianze oculari. E bisogna notare che gli anglo-americani avevano mezzi militari superiori agli italo-tedeschi da non aver bisogno dell'aiuto della mafia per sconfiggerli: lo sbarco in Sicilia fu l'operazione aereo-navale più grande della storia militare che vide coinvolti circa 450.000 soldati, 2.775 navi, 4.000 aerei, 14.000 veicoli e 600 carri armati, un'operazione talmente segreta e delicata che gli Alleati non ne avrebbero certo messo a conoscenza la mafia. Al di là di questo, come ha osservato Salvatore Lupo, nell'eventualità di un aiuto della mafia, la zona scelta per lo sbarco sarebbe stata allora quella della Sicilia occidentale, da cui proveniva la maggioranza dei mafiosi emigrati negli States, e non la zona sud-orientale dell'isola, dove effettivamente avvenne e dove Cosa nostra all'epoca non disponeva di valide teste di ponte. I documenti ufficiali dimostrano inequivocabilmente che i contatti tra mafia e Alleati effettivamente vi furono ma avvennero dopo lo sbarco e non prima: si hanno le prove di incontri di Vizzini con agenti dell'O.S.S. per riportare l'ordine nelle campagne turbate dal crescente banditismo. Poi anche il ruolo di Vizzini sarebbe da ridimensionare: egli avrebbe cercato di accreditarsi presso i suoi interlocutori statunitensi come il capo assoluto della mafia e, secondo la testimonianza dell'ex boss Antonino Calderone, gli stessi capi-mafia erano infastiditi dall'atteggiamento esuberante di Vizzini perché amava mettersi «troppo in mostra» come «cantanti e ballerine», a dispetto della segretezza dell'organizzazione.

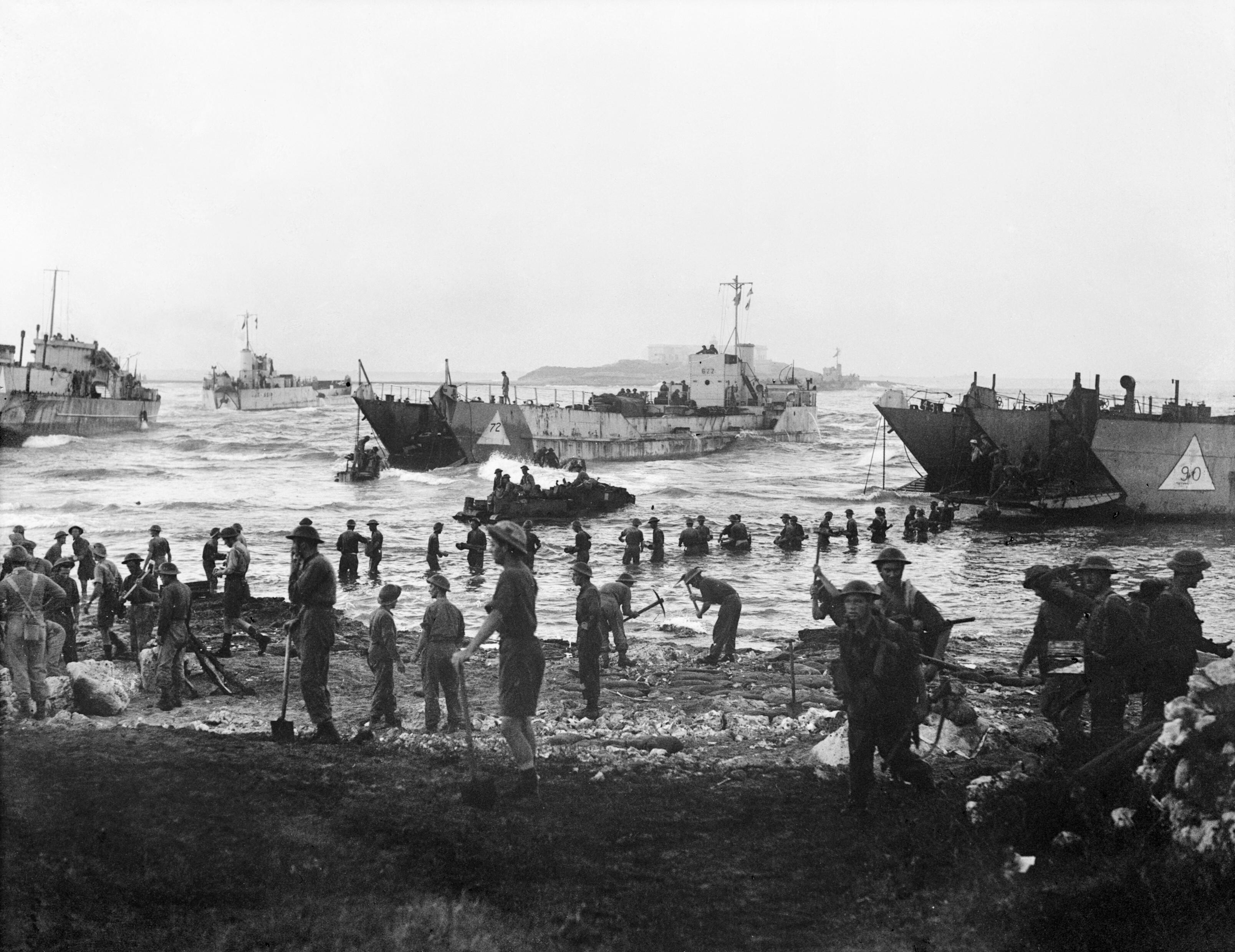
Un momento dello sbarco alleato in Sicilia.

Inoltre, come dimostrato dal rapporto dell'Ispettorato di Pubblica sicurezza del '38, Cosa nostra non era stata completamente smantellata dal prefetto Mori ma si stava riorganizzando già prima della guerra e quindi non avrebbe avuto bisogno degli Alleati per rinascere, come sostenuto da Pantaleone. Spesso, nella nomina delle autorità locali da sostituire a podestà e prefetti fascisti, l'Amgot si affidò semplicemente al parere di interpreti di origine siciliana (in diversi casi provenienti da ambienti mafiosi italo-americani, come avvenne con Vito Genovese) o a quello delle autorità ecclesiastiche locali e dell'aristocrazia terriera, con cui aveva instaurato un ottimo rapporto: un esempio su tutti, Vizzini fu scelto come sindaco di Villalba su raccomandazione della diocesi di Caltanissetta perché proveniente da una famiglia di parroci e vescovi mentre a Palermo fu nominato sindaco il barone Lucio Tasca Bordonaro, massimo rappresentante della nobiltà agraria siciliana (ed indicato in un rapporto dei carabinieri come un autentico capo-mafia). La situazione è ben descritta in un rapporto segreto intitolato "The problem of mafia in Sicily" redatto dal capitano dell'O.S.S. William E. Scotten il 29 ottobre 1943 sempre per conto dell'Amgot (quindi poche settimane dopo l’avvenuta occupazione):
(Rapporto del cap. W.E. Scotten al generale Julius Holmes, 29 ottobre 1943)
Il blocco agrario-mafioso aveva infatti salutato con favore l'arrivo degli anglo-americani perché risentito con il regime fascista, oltre che per la persecuzione di Mori, anche per la promulgazione della legge sulla colonizzazione del latifondo siciliano del 2 gennaio 1940, che li costringeva ad apportare migliorie produttive ai loro latifondi pena l’esproprio delle loro campagne.

### Il movimento separatista, il banditismo e le lotte contadine (1943-1950)
Gli occupanti anglo-americani alimentarono le istanze autonomiste (il cosiddetto «sicilianismo») da sempre proprie delle élite agrarie, che sfociarono nella nascita del Movimento indipendentista siciliano (M.I.S.), la prima organizzazione politica nata dopo lo sbarco alleato (nonostante l'Amgot vietasse ogni attività di tipo politico) che mirava alla separazione della Sicilia dallo Stato italiano ed (almeno inizialmente) anche la sua annessione agli Stati Uniti d'America. L'adesione di Cosa nostra al separatismo è dimostrata dalla partecipazione di Calò Vizzini al primo convegno regionale clandestino dei separatisti, avvenuto a Catania il 6 dicembre 1943: egli era uno dei tre principali leaders dell'ala agraria-conservatrice del movimento, insieme al barone Tasca e al deputato liberale Andrea Finocchiaro Aprile, tutti in odor di mafia.
Infatti, in quei mesi convulsi, la Sicilia viveva una periodo di caos e sbandamento: il razionamento dei generi alimentari di prima necessità aveva prodotto un diffuso mercato nero ('ntrallazzu) praticato da improvvisati commercianti e speculatori. I mafiosi installati dagli Alleati nelle amministrazioni locali si trovavano nelle condizioni ideali per controllare il movimento delle merci e dei mezzi di trasporto. La fame e la povertà avevano inferocito i ceti meno abbienti e il banditismo aveva trovato nuova linfa, tanto che ogni comune della Sicilia occidentale aveva la sua banda e tutte si dotarono di armi pesanti abbandonate dalle truppe italo-tedesche in ritirata: estorsioni, rapine e sequestri di persona divennero endemici. Il bandito fu famigerato di quegli anni fu Salvatore Giuliano. Quella di Giuliano è la storia tipica di ogni bandito siciliano: ucciso nel '43 un carabiniere che lo aveva fermato con farina di contrabbando, si diede alla macchia e trovò la protezione e l'aiuto della mafia per formare la sua banda.
Il governo dell'Amgot durò fino al febbraio del 1944, quando la Sicilia passò sotto l'amministrazione del Regno del Sud, guidato dal governo Badoglio, cui partecipavano tutti i partiti antifascisti aderenti al C.L.N. Fu deciso di istituire un Alto Commissariato per governare la Sicilia e alla sua guida fu posto Francesco Musotto, di tendenze filo-separatiste, che rimase in carica per quattro mesi, quando fu sostituito dal democristiano Salvatore Aldisio, che invece avviò una politica antisecessionista. Alcuni dispacci segreti inviati al Segretario di Stato degli Stati Uniti il 21 e 27 novembre 1944 dal console americano a Palermo, Alfred T. Nester, dimostrano che Calogero Vizzini, attraverso il generale Giuseppe Castellano (lo stesso che firmò per l'Italia l'armistizio di Cassibile nel 1943), cercò di far sostituire Aldisio con Virgilio Nasi, più vicino alle posizioni separatiste, ma il progetto sfumò. Infatti Aldisio perseguitò duramente il movimento separatista, che fu messo fuori legge e i suoi leaders principali (tra cui Finocchiaro Aprile) arrestati ed inviati al confino.

Salvatore Giuliano

Nel maggio del ’44 il ministro dell’Agricoltura del governo Badoglio, il comunista calabrese Fausto Gullo, emanò una serie di decreti-legge che prevedevano la concessione delle terre incolte e malcoltivate alle cooperative di contadini ed anche una più equa divisione dei prodotti agricoli tra proprietario e contadino. Ridotto il loro spazio politico dall'azione del governo e dall'iniziativa dei partiti democratici, i separatisti spalleggiati dagli agrari corsero ai ripari giocando nuovamente la carta della mafia: un episodio clamoroso che ebbe una triste risonanza nazionale fu l'attentato subìto il 16 settembre 1944 dal segretario regionale del P.C.I. Girolamo Li Causi, preso a pistolettate dagli uomini di Calò Vizzini per impedirgli di tenere un comizio nella piazza di Villalba. Si cercò inoltre di strumentalizzare il malcontento della popolazione contro il governo per il carovita e la chiamata alle armi, che era sfociata nella strage di via Maqueda a Palermo (19 ottobre 1944), quando i soldati spararono sui manifestanti provocando 19 morti e 108 feriti. Fu deciso quindi di passare alla lotta armata con la creazione dell'E.V.I.S. (Esercito volontario per l'indipendenza siciliana), inizialmente guidato da Antonio Canepa, il quale, rimasto ucciso in un agguato dai contorni misteriosi, fu sostituito da Concetto Gallo (a detta di Calderone, anch'egli "uomo d'onore") che, d'accordo con Finocchiaro Aprile e Lucio Tasca, decise di affidarsi al banditismo per condurre la guerriglia. Fu agganciato il bandito Giuliano per coordinare le operazioni nella Sicilia occidentale (gli fu addirittura offerta la carica di "colonnello" del neocostituito esercito), che consistettero in diversi attacchi armati alle stazioni dei carabinieri di Bellolampo, Pioppo, e Montelepre, che furono occupate e i carabinieri uccisi senza pietà. L'E.V.I.S. fu poi definitivamente sconfitto nella battaglia di San Mauro (29 dicembre 1945), nei pressi di Caltagirone, e perciò la causa separatista perse vigore a vantaggio della linea autonomista caldeggiata da Aldisio, che si concretizzò nel regio decreto del 15 maggio 1946, emanato dal re Umberto II, che riconosceva appunto l'autonomia speciale della Regione Siciliana.
Rimasto "orfano" della lotta separatista, il banditismo fu assoldato per reprimere le legittime istanze dei movimenti contadini, rappresentati dalla Federterra, che reclamavano l'applicazione dei decreti Gullo con la formazione di cooperative agricole, scioperi ed occupazioni pacifiche dei latifondi lasciati incolti. Anche il bandito Giuliano attaccò le leghe contadine e l'offensiva culminò nella strage di Portella della Ginestra (1º maggio 1947), contro i manifestanti socialisti e comunisti a Piana degli Albanesi (provincia di Palermo), in cui morirono 11 persone (otto adulti e tre bambini) e altre 27 rimasero ferite. Dalle file del banditismo emerse anche la figura di Luciano Leggio (detto anche Liggio, a causa di un'errata trascrizione del cognome), la "primula rossa di Corleone", che avrà una rapida "carriera": da semplice scassapagghiaru assurgerà a figura mafiosa di primo piano trasformandosi in campiere e poi in gabellotto (il più giovane di tutta la Sicilia) assoldato dagli agrari per reprimere le istanze contadine, come dimostrò con l'omicidio del sindacalista Placido Rizzotto, ucciso e gettato in un dirupo il 10 marzo 1948. Rizzotto è uno dei 39 sindacalisti barbaramente uccisi in Sicilia tra il 1945 e il 1958 che in quegli anni lottarono per la terra negata.
Abbandonato al suo destino il movimento separatista, i notabili mafiosi passarono ad appoggiare i liberali e i monarchici (che garantivano una maggiore protezione ai privilegi terrieri) alle elezioni politiche del 1946 e alle regionali del 1947 ma, alle elezioni politiche del 1948, confluirono in massa nella Democrazia Cristiana, che si apprestava a diventare il partito governativo: «Dovevamo fermare i comunisti a qualsiasi costo. [...] Nell'immediato dopoguerra era meglio governare con i mafiosi piuttosto che consegnare il Paese ai comunisti di Stalin», dichiarò anni dopo in un'intervista Giuseppe Alessi, considerato il "padre nobile" della Democrazia Cristiana. Perciò la manovalanza del banditismo divenne inutile e si provvide subito ad eliminarla: una dopo l'altra, le bande si sfaldarono perché i capi furono trovati misteriosamente uccisi, oppure ammazzati in conflitti a fuoco o arrestati a seguito di "soffiate". Anche la banda Giuliano fu smantellata dagli arresti operati dal Comando forze repressione banditismo, voluto dal ministro dell'Interno Mario Scelba e guidato dal colonnello dei carabinieri Ugo Luca, che non esitò a servirsi delle soffiate di elementi mafiosi per catturare i banditi: lo stesso Giuliano fu ucciso nel 1950 dal suo luogotenente Gaspare Pisciotta (segretamente diventato anch'egli un informatore del colonnello Luca) ma la versione ufficiale data dalle autorità fu che il bandito cadde in un conflitto a fuoco con i carabinieri, fatto in seguito smentito perché un'inchiesta giornalistica ne dimostrò la falsità. Rimasto latitante sotto la protezione degli uomini del colonnello Luca, Pisciotta venne poi arrestato ed accusò apertamente alcuni deputati monarchici e democristiani di essere i mandanti della strage di Portella della Ginestra (probabilmente per depistare gli inquirenti dalle sue personali responsabilità nel massacro) ma morì a causa di una tazzina di caffè avvelenato nel carcere dell'Ucciardone nel 1954.

## Il "miracolo" economico

### La riforma agraria e l'infiltrazione negli enti pubblici
Nel 1950 l'Assemblea regionale siciliana varò la legge per la riforma agraria, che limitava il diritto alla proprietà terriera a soli 200 ettari ed obbligava i proprietari terrieri ad effettuare opere di bonifica e trasformazione, pena l'esproprio. L'applicazione della legge però procedette a rilento e soltanto nel 1955 si assegnarono ai contadini più poveri le prime terre espropriate. Si trattava quasi sempre dei terreni peggiori che non si prestavano a nessuna trasformazione perché, nel frattempo, gli agrari avevano avuto modo di vendere la parte migliore dei loro fondi, spesso attraverso la mediazione mafiosa. L'ente regionale istituito per occuparsene, l'E.R.A.S. (Ente per la Riforma Agraria in Sicilia), si dimostrò un carrozzone clientelare e parassitario che non ostacolò questa pratica.
Tuttavia il ceto agrario subì un duro colpo con questa riforma, cui cercò di reagire mobilitando i migliori avvocati siciliani (si parlò di «offensiva della carta bollata») oppure, come al solito, facendo intimidire ed uccidere dalla mafia i sindacalisti che davano voce alle istanze del movimento contadino, come avvenne con l'omicidio ai danni di Salvatore Carnevale, avvenuto a Sciara nel 1955.
Come conseguenza diretta, la riforma agraria comportò lo smembramento della grande proprietà terriera (fino ad allora importantissima per gli interessi dei mafiosi) e la riduzione del peso economico dell'agricoltura a favore di altri settori come il commercio o il terziario del settore pubblico. In questo periodo l'amministrazione pubblica in Sicilia divenne l'ente più importante in fatto di economia: dal 1950 al 1953 i dipendenti regionali passarono da circa 800 ad oltre 1 350. Si moltiplicarono gli enti regionali e i consorzi di bonifica che avrebbero dovuto dare impulso alla rinascita economica della Sicilia (per citare i più noti, E.S.E., A.S.T., So.Fi.S., E.M.S. e tanti altri) ma, nella maggioranza dei casi, si rivelarono dei carrozzoni clientelari (al pari dell'E.R.A.S.), poiché dal 1946 al 1963 le assunzioni avvennero maggiormente per chiamata diretta, non per concorso, quindi non per merito ma per raccomandazione, amicizia o favore elettorale. Perciò l'inserimento nei vari livelli delle amministrazioni locali e degli enti regionali divenne il nuovo terreno di conquista privilegiato per Cosa nostra al posto della grande proprietà terriera: si stima che negli anni '60, l'amministrazione comunale di Trapani contasse come dipendenti 15 parenti di mafiosi, quella di Caltanissetta 16, quella di Agrigento 20.
In quegli anni, Cosa nostra condizionò anche la formazione dei governi regionali. Dal 1949 al 1955 si alternarono due giunte di centro-destra presiedute dal democristiano Franco Restivo (appoggiato elettoralmente dalle cosche, secondo alcune testimonianze). Nel 1954, con l'affermarsi a livello nazionale della corrente democristiana Iniziativa democratica di Amintore Fanfani, i mafiosi passarono ad appoggiare i «Giovani Turchi» fanfaniani rappresentati a livello locale da Giuseppe La Loggia (Agrigento), Antonino Drago (Catania) e Giovanni Gioia (Palermo). In particolare quest'ultimo, eletto deputato nel 1958, inaugurò la cosiddetta "strategia delle tessere", consistente nella distribuzione di tessere del partito a parenti, amici e, persino, ai defunti, che gli consentirono di aprire solo a Palermo ben 59 sezioni democristiane. Egli inoltre fu l'artefice del passaggio di diversi esponenti monarchici e liberali tra le file dei fanfaniani e, con essi, ovviamente arrivò anche la mafia. Il sindaco democristiano di Camporeale, Pasquale Almerico, che si oppose a questa nuova alleanza, fu ucciso senza pietà nel 1957.
Nel 1958, Cosa nostra si rivelò fondamentale nella formazione del governo regionale presieduto da Silvio Milazzo, che era appoggiato da un'inedita coalizione tra comunisti, democristiani e missini in aperta opposizione ai fanfaniani, tanto da definire questa convergenza di forze politiche opposte come «milazzismo». Benché i governi Milazzo estromisero alcuni capi-mafia dai consorzi di bonifica, il regista occulto di quest'operazione trasformista fu Paolino Bontate, ufficialmente grossista di agrumi ma in realtà capocosca della borgata palermitana di Villagrazia, considerato il trait d'union tra monarchici e democristiani. Una volta ottenuti i suoi scopi, la mafia montò ad arte uno scandalo ai danni del governo Milazzo, causandone la rapida caduta.
Nel 1961, all'infelice esperienza del milazzismo, seguì un governo regionale di centro-sinistra (il primo della storia repubblicana) guidato dal democristiano Giuseppe D'Angelo, che intraprese subito una serrata battaglia per la moralizzazione della vita pubblica contro quei potentati economici cresciuti grazie ai legami con la mafia. Tuttavia D'Angelo non poté portare a termine questi propositi perché fu costretto alle dimissioni e nelle elezioni successive perse addirittura il suo seggio all'Assemblea regionale siciliana. Secondo Antonino Calderone, vi era addirittura il progetto di assassinare D'Angelo ma non se ne fece nulla perché all'interno di Cosa nostra la proposta di morte non fu accolta all'unanimità.

### L'infiltrazione nell'imprenditoria e i "sacchi" edilizi

Vito Ciancimino durante una seduta del consiglio comunale di Palermo.

L'ampliamento dell'amministrazione pubblica fece sì che uno stuolo di dipendenti regionali si trasferisse da ogni parte dell'isola a Palermo (sede degli uffici del nuovo governo regionale), la cui popolazione crebbe da 350.000 a 665.000 abitanti tra il 1959 e il 1963. La città portava ancora i segni dei bombardamenti del 1943, ed anche 40 000 dei suoi abitanti, che avevano avuto la casa distrutta, richiedevano nuove abitazioni. Il nuovo piano di ricostruzione edilizia si rivelò però un fallimento perché all'interesse pubblico furono anteposti gli appetiti affaristici di numerosi «professori universitari, industriali, proprietari terrieri, giovani avvocati» appartenenti al centro-destra di Restivo che, annidati all'interno dell'amministrazione comunale, s'accordarono per la distruzione sistematica di parchi, giardini e ville (avvenuta attraverso "provvidenziali" demolizioni con esplosivo o incendi dolosi) necessaria per lasciare il posto alla costruzione di quartieri residenziali nuovi di zecca. Questi speculatori senza scrupoli furono bollati come moderni lanzichenecchi in un coraggioso articolo apparso sul quotidiano L'Ora nel giugno '61, che appunto parlò di «sacco di Palermo». Ma nel frattempo ai notabili vicini a Restivo si sostituirono due nuovi protagonisti, i «Giovani Turchi» fanfaniani Salvo Lima e Vito Ciancimino, "delfini" del deputato Gioia. Entrambi erano legati a noti esponenti mafiosi (Lima in particolare era figlio di un "uomo d'onore" finito nelle maglie della repressione anti-mafia di epoca fascista) e, mentre a livello regionale si consumava l'effimera parabola del milazzismo, diedero la scalata alle principali cariche dell'amministrazione locale, collegandosi anche al mondo degli affari e delle banche. Con loro, il «sacco di Palermo» sarebbe entrato in una nuova e più spregiudicata fase: un'inchiesta prefettizia voluta dal governo D'Angelo accertò che, durante il periodo in cui prima Lima e poi Ciancimino furono assessori ai lavori pubblici del comune di Palermo, il nuovo piano regolatore cittadino sembrò andare in porto nel 1956 e nel 1959 ma furono apportati centinaia di emendamenti, in accoglimento alle istanze di privati cittadini (molti dei quali in realtà erano uomini politici e mafiosi, a cui si aggiungevano parenti e associati), che permisero in tempi rapidissimi un'altra serie di demolizioni ai danni di villini privati in stile Liberty di inestimabile valore artistico ed architettonico da sostituire con vertiginosi condomini multipiano (l'urbanista Bruno Zevi definì una di queste distruzioni «un atto di banditismo di nuovo tipo»). In particolare, l'inchiesta appurò che nel periodo in cui Ciancimino fu assessore (1959-64), delle 4 000 licenze edilizie rilasciate, 1 600 figurarono intestate a tre prestanome, che non avevano nulla a che fare con l'edilizia. L'imprenditore che più incarnò la situazione di disordine edilizio che viveva Palermo in quegli anni fu Francesco Vassallo, il quale fece una rapidissima carriera nonostante le chiare origini mafiose, riuscendo ad ottenere prestiti agevolati dalle banche, appalti di opere pubbliche e contratti vantaggiosi conclusi con l'amministrazione regionale. Nonostante risultasse che costruisse edifici in palese violazione delle clausole dei progetti e delle licenze edilizie, questo spregiudicato imprenditore rimase sempre impunito.
I giornali favoleggiarono di una presunta società VA.LI.GIO. (Vassallo-Lima-Gioia) che dominava all'interno del comune di Palermo e decideva in esclusiva a chi si dovessero assegnare gli appalti pubblici o le licenze edilizie. Ma, al contrario della convinzione comune, il sacco edilizio di Palermo vide in realtà protagoniste imprese non siciliane, tra cui la Società Generale Immobiliare (con capitale vaticano) e le cooperative settentrionali. Infatti analoghe speculazioni si ebbero negli stessi anni nello sviluppo edilizio di altre grandi città come Roma, Milano e Napoli, con la sola differenza che a Palermo l'affarismo politico-imprenditoriale si sommò a quello mafioso. Il ruolo delle "famiglie" si sarebbe limitato in diversi casi alla intermediazione tra i proprietari dei terreni edificabili e le imprese "forestiere" oppure all'imposizione di manodopera o del materiale di costruzione. In quegli anni infatti si moltiplicarono le ditte attive nel trasporto e nella fornitura di materiale per l'edilizia, che fecero la fortuna di boss mafiosi del calibro di Angelo La Barbera, Rosario Mancino, Antonino Sorci e Pietro Torretta, i quali si imposero sul mercato utilizzando, come al solito, metodi violenti ed intimidatori.
Ancora più drammatica era invece la situazione ad Agrigento, tanto da diventare uno scandalo nazionale: nel 1966 una spaventosa frana distrusse una parte della città e, per una pura casualità, non fece vittime ma lasciò 8.000 persone sfollate. Il disastro era imputabile alla concessione senza regole di un numero spropositato di licenze edilizie, come dimostrato dal fatto che il numero dei fabbricati costruiti ad Agrigento nel 1955 passò da poche decine ad oltre 1.500 in zone soggette a frane e oltretutto di interesse archeologico, anche a ridosso della celebre Valle dei Templi. Il ministro dei Lavori pubblici Giacomo Mancini nominò una commissione d'inchiesta ministeriale per indagare sulla faccenda e, con una relazione, furono resi noti gli abusi e i nomi dei responsabili, cioè, come scrisse Michele Pantaleone, «una massa di speculatori dell'edilizia, legati con amministratori e impiegati del comune e della provincia, della Regione ed anche dello Stato, imparentati o soci con deputati regionali o nazionali». Il deputato comunista Mario Alicata, in un discorso pronunciato alla Camera dei deputati, affermò che dietro questo "comitato d'affari" «c’era il connubio […] tra la mafia e parte della classe politica agrigentina». Tuttavia non si arrivò mai alla punizione dei colpevoli dello scempio edilizio di Agrigento ma anzi in città scoppiò una sommossa popolare fomentata dal "partito dei costruttori" contro la decisione del ministro Mancini di bloccare le licenze di costruzione.
Contestualmente a questi avvenimenti, all'ombra della corrente fanfaniana si affermarono due potentati che avrebbero influenzato la vita economica siciliana per oltre un trentennio: i cugini Antonino ed Ignazio Salvo di Salemi e il gruppo Costanzo di Catania. Entrambi appoggiarono il milazzismo anche in ragione delle leggi approvate a sostegno dell’imprenditoria. I Salvo appartenevano ad una famiglia mafiosa da generazioni e proprio il loro connubio con Paolino Bontate e con il figlio Stefano determinò la caduta del governo Milazzo ed, in cambio, i governi regionali che subentrarono assegnarono alla società dei due cugini la riscossione del 40% delle tasse siciliane con un aggio che si aggirava tra il 7% e il 10%, il più alto percepito in tutta Italia. Furono tuttavia duramente avversati dal governo di Giuseppe D'Angelo e perciò ne causarono la caduta fino ad estrometterlo del tutto dalla vita politica. Invece i Costanzo, attivi nel settore delle costruzioni e delle commesse pubbliche, si legarono indissolubilmente a Luigi Saitta prima e ai nipoti Giuseppe e Antonino Calderone poi, boss mafiosi catanesi che divennero i loro factotum incaricati di tenere le relazioni con le "famiglie" mafiose dei luoghi in cui svolgevano lavori, con cui concordavano l'importo delle tangenti da pagare e i nomi delle ditte "amiche" a cui assegnare i sub-appalti e le forniture di materiale. La mafia catanese era relativamente giovane (nella sua testimonianza, Antonino Calderone affermò che essa fu fondata da un altro suo zio durante gli anni del "prefetto di ferro" Mori) ma rimasta fino al quel momento in sordina ed ora approfittava della favorevole congiuntura offerta dal "miracolo" economico e dall'industrializzazione, che fecero di Catania la "Milano del sud". Erano gli anni in cui Enrico Mattei, presidente dell'E.N.I., scoprì nella Sicilia meridionale vasti giacimenti petroliferi, che portarono all'apertura dello stabilimento Anic a Gela con relativo indotto. Perciò i gruppi mafiosi della Sicilia occidentale come i Bontate, i Citarda e i Salvo iniziarono ad investire massicciamente in quella parte dell'isola, dove trovarono dei validi partners proprio nei Calderone-Saitta, rimasti fino ad allora confinati in disparte. Nel 1962 lo stesso Mattei rimase ucciso a causa di un misterioso sabotaggio del suo aereo privato dopo essere partito dall'aeroporto di Catania, probabilmente organizzato dal Bontate e da Giuseppe Di Cristina (personaggio a metà tra «colletto bianco» e boss mafioso che controllava l'asse strategico Riesi-Gela) su richiesta di Cosa nostra italo-americana (forse su ispirazione dei petrolieri statunitensi, preoccupati dalla crescente concorrenza di Mattei sul mercato internazionale del petrolio). Ad attirare il presidente dell'E.N.I. nel tranello mafioso (incosapevolmente, secondo Buscetta) sarebbe stato uno dei suoi uomini più fidati, il fanfaniano Graziano Verzotto, che era anche «compare d'anello» del boss Di Cristina.

### L'organizzazione del contrabbando e la nascita della "Commissione"

La facciata del Grand Hotel et des Palmes, dove nel 1957 sarebbe avvenuto il grande summit tra Cosa nostra statunitense e mafia siciliana.

Dal 1946 in poi, oltre cento mafiosi italo-americani furono rimpatriati in Italia perché gli Stati Uniti li dichiararono elementi "indesiderabili". Tra di essi vi erano boss mafiosi di rilievo come Charles "Lucky" Luciano, Joe Adonis e Frank Coppola, i quali si mantennero lontani dalla Sicilia e scelsero di stabilirsi sul "continente": Luciano a Napoli, Adonis a Milano e Coppola a Pomezia, nei pressi di Roma. Tuttavia continuarono a mantenere contatti con l'organizzazione siciliana e se ne servirono per organizzare in grande stile il contrabbando di sigarette ed eroina. In particolare la droga era destinata ai loro "colleghi" d'oltreoceano, dove il "vizio" era particolarmente diffuso negli slums delle grandi metropoli come New York e Chicago. Viceversa, i gangster italo-americani esiliati in Italia erano per i mafiosi siciliani la chiave d'accesso per il mercato statunitense e li invogliava ad intraprendere questo losco "commercio" la blanda legislazione italiana in fatto di stupefacenti, che prevedeva pene irrisorie per i trasgressori perché all'epoca l'uso di droga in Italia era limitato a gruppi sociali molto ristretti e quindi quasi nessuno se ne curava.
Il contrabbando nel Mediterraneo era però appannaggio esclusivo delle organizzazioni corso-marsigliesi, cui i siciliani furono costretti ad interfacciarsi per rifornirsi. Negli States la droga giungeva spesso occultata nei bauli di ignari emigranti imbarcati su transatlantici di linea oppure attraverso fidati corrieri reclutati dall'organizzazione. Nel giro di pochi anni, alcuni mafiosi siciliani si trasformarono in "turisti" della droga: boss come Angelo La Barbera, Rosario Mancino, Gaetano Badalamenti, Tommaso Buscetta e Salvatore "Cicchiteddu" Greco furono notati in alberghi costosi in giro per l'Italia e la Costa Azzurra, dove potevano agevolmente contattare i contrabbandieri marsigliesi per concordare i movimenti della "merce". Il cugino omonimo di "Cicchiteddu", «Totò l'Ingegnere», allestì una flotta contrabbandiera di pescherecci e fu segnalata la sua presenza sotto falso nome in diverse città marittime, tra cui Marsiglia e Tangeri, da dove si manteneva in corrispondenza con Coppola. La Barbera e Mancino invece risultarono in costante contatto con Adonis a Milano e nel 1960 si spinsero fino agli Stati Uniti via Messico, dove cercarono di piazzare della droga ma senza successo perché furono segnalati dall'Interpol ed espulsi. Un altro "turista", il capo-mafia palermitano Calcedonio Di Pisa, fu beccato da un'agente infiltrato del Narcotic Bureau mentre cercava di vendergli una partita di eroina.
Nel 1952 avvenne uno dei primi sequestri di droga in terra siciliana: ad Alcamo fu trovato un baule carico di 6 kg di eroina destinato a Frank Coppola, che finì in manette e fu condannato a soli due anni di carcere. Lo stesso Luciano risultò in contatto con alcuni corrieri della droga arrestati in Italia ma non si riuscirono mai a trovare prove per arrestarlo.
Dal 10 al 14 ottobre 1957 si tennero una serie di incontri presso il Grand Hotel et des Palmes (il più lussuoso ed esclusivo albergo di Palermo) tra mafiosi italo-americani e siciliani (Joseph Bonanno, Gaspare Magaddino, Carmine Galante, Frank Garofalo, Lucky Luciano, Cesare Manzella, Giuseppe Genco Russo ed altri). Le forze dell'ordine si accorsero del meeting ma non intervennero, limitandosi ad osservare il viavai dei partecipanti, molti dei quali non furono riconosciuti (a differenza di quello che fecero il mese successivo gli inquirenti statunitensi che bloccarono ed arrestarono diversi boss mafiosi italo-americani che si trovavano riuniti in una villa ad Apalachin, nello Stato di New York). Si sospettò che lo scopo degli incontri fosse quello di affidare direttamente ai siciliani la gestione del traffico degli stupefacenti perché la rivoluzione castrista a Cuba (1956-57) aveva privato i corrieri di quell'importante base di smistamento per l'eroina destinata agli U.S.A., dove, allo stesso tempo, le "famiglie" italo-americane si trovavano sotto la pressione investigativa del Narcotic Bureau, che era riuscito ad incriminare e a far condannare centinaia di boss e gregari per imputazioni connesse alla droga. Alcuni sostennero che alle riunioni avrebbe partecipato anche l'uomo d'affari siculo-statunitense Michele Sindona (allora agli esordi), che si sarebbe occupato di curare la parte finanziaria del nuovo accordo commerciale. È certo però che, in quel periodo, presso l'Hotel des Palmes (già quartier generale del colonnello Charles Poletti durante l'occupazione alleata nel '43) alloggiavano abitualmente, oltre a Lucky Luciano e Joseph Bonanno, anche i cugini Salvo e il dirigente democristiano Verzotto (già «compare d'anello» del boss Di Cristina e in affari con Sindona), che, tra i saloni dell'albergo, architettarono l'intrigo politico che provocò la caduta del governo Milazzo. Inoltre, durante il suo soggiorno in Sicilia, il boss italo-statunitense Joseph Bonanno era accompagnato da Fortunato Pope, direttore del quotidiano Il progresso italo-americano e responsabile degli affari italiani per conto della C.I.A.
Nella sua testimonianza resa parecchi anni più tardi, Buscetta negò sempre che lui e i suoi amici fossero coinvolti in attività di narcotraffico, con la giustificazione che i frequenti viaggi avvenivano per andare a giocare al casinò o per avventure galanti. Anche del summit dell'Hotel des Palmes diede una versione diversa: affermò che la droga non c'entrava nulla con quegli incontri (a cui lui stesso ammise di aver partecipato) ma erano soltanto un bentornato da parte degli "amici" siciliani al boss Bonanno, che mancava da tanti anni dalla Sicilia. L'incontro conviviale però non sarebbe avvenuto all'Hotel des Palmes (dove semplicemente Bonanno alloggiava e riceveva persone venute a salutarlo) ma in un ristorante di Mondello, cui parteciparono, a detta di Buscetta, tutti i «pezzi grossi» dell'epoca: La Barbera, Mancino, "Cicchiteddu" Greco, Badalamenti, Di Pisa, Cesare Manzella, Totò Minore e Vincenzo Rimi. Sempre secondo Buscetta, Bonanno si appartò a parlare con lui, Badalamenti e "Cicchiteddu" Greco (che gli erano stati "raccomandati" da Luciano ed Adonis) e gli propose di seguire l'esempio dei mafiosi italo-americani, cioè fondare una "Commissione" che mettesse pace tra le varie "famiglie" ed emettesse in esclusiva sentenze di morte. Buscetta, Badalamenti e "Cicchiteddu" si adoperarono in prima persona per realizzare il progetto, che fu apparentemente accettato da tutte le "famiglie". Le nuove regole prevedevano che facessero parte del nuovo organo di governo soltanto mafiosi di basso rango (esclusi quindi i capifamiglia), i quali avrebbero rappresentato un "mandamento", cioè tre o quattro "famiglie" contigue territorialmente. Nota lo storico John Dickie che la versione di Buscetta nasconde la verità: in realtà i personaggi da lui indicati come presenti al pranzo di Mondello erano tutti astri nascenti nel mercato della droga di respiro internazionale (come dimostrato dai loro frequenti viaggi) e la "Commissione" proposta da Bonanno ben si adattava a dare loro più spazio e potere rispetto ai boss di vecchio stampo legati più alla dimensione locale che ai traffici transnazionali.

### L'attenzione dell'opinione pubblica sul problema mafioso
Gli anni del dopoguerra furono caratterizzati dall'atteggiamento di minimizzazione o addirittura di negazionismo sul fenomeno mafioso da parte di alcuni esponenti politici di area governativa (come si rileva, ad esempio, da alcune esternazioni dell'allora ministro dell'Interno Mario Scelba). Questa linea fu anche seguita dalla Chiesa cattolica siciliana, come emerge dalle dichiarazioni dell'arcivescovo di Palermo, cardinale Ernesto Ruffini, che, in una lettera pastorale del 1964, indicò il romanzo-capolavoro di Giuseppe Tomasi di Lampedusa Il Gattopardo, il gran parlare di mafia e l'attivista Danilo Dolci come le tre cause che maggiormente contribuivano a disonorare la Sicilia (il nipote dell'arcivescovo, il futuro ministro democristiano Attilio Ruffini, godrà dell'appoggio elettorale delle cosche). Non mancarono inoltre episodi di colpevole connivenza tra Chiesa e mafia, come dimostra uno dei casi di cronaca nera più seguiti di quegli anni, il processo ai quattro frati cappuccini di Mazzarino (piccolo comune nel nisseno) condannati perché in combutta con una cosca in alcune vicende di omicidi ed estorsioni (per il cardinale Ruffini invece le accuse ai frati erano soltanto «una montatura social-comunista»). Più ambigua invece la posizione della magistratura, che oscillava dalle rassicuranti dichiarazioni dei procuratori generali di Palermo che proclamavano l'estinzione della delinquenza mafiosa alle discutibili opinioni del giudice di Cassazione (con la passione per la scrittura) Giuseppe Guido Lo Schiavo (assurto al ruolo di insigne «mafiologo» perché si era distinto nella repressione anti-mafia durante gli anni del "prefetto di ferro" Cesare Mori), il quale, partendo dall'assunto che nell'immediato dopoguerra la mafia avesse collaborato con le autorità nella distruzione del banditismo, argomentò che essa svolgeva una funzione ausiliaria e non antagonista rispetto allo Stato e quindi auspicò che l'organizzazione indirizzasse il suo operato «sulla via del rispetto delle leggi [...] e del miglioramento sociale».
Il dibattito pubblico sul fenomeno fu perciò monopolizzato dalle forze politiche di sinistra, in particolare dal P.C.I. e dal P.S.I., che avevano visto numerosi loro sindacalisti cadere per mano mafiosa nella lotta per la riforma agraria e quindi richiedevano a gran voce, almeno dal 1949, l'istituzione di una commissione parlamentare d'inchiesta sulla mafia che mettesse finalmente a nudo le collusioni con la classe dirigente (in primis con la Democrazia Cristiana), rifacendosi all'esperienza statunitense della Commissione Kefauver. Celebri infatti furono le denunce sui rapporti tra mafia e potere portate all'attenzione dell'opinione pubblica dalle interrogazioni parlamentari del deputato comunista Girolamo Li Causi oppure dagli scritti e dagli articoli firmati da intellettuali di sinistra del calibro di Leonardo Sciascia, Carlo Levi, Danilo Dolci, Michele Pantaleone e Giuseppe Fava, che ebbero il merito principale di sollevare l'attenzione sul problema.
Uno dei mezzi utilizzati dal P.C.I. per condurre la sua campagna di stampa anti-mafia fu un quotidiano di sua proprietà, L'Ora di Palermo. Nel 1958 L'Ora pubblicò congiuntamente al quotidiano Paese Sera di Roma (anch'esso di proprietà del P.C.I.) un'inchiesta a puntate sul fenomeno mafioso dal titolo Tutto sulla mafia firmata dai giornalisti Felice Chilanti, Nino Sorgi (avvocato de L'Ora che si firmava con lo pseudonimo di Castrense Dadò), Michele Pantaleone, Mario Farinella, Enzo Lucchi, Mino Bonsangue ed Enzo Perrone: si trattò della prima indagine giornalistica sulla mafia mai pubblicata da un giornale italiano, che venne portata a termine nonostante l'attentato dinamitardo del 19 ottobre del 1958 che distrusse per ritorsione parte della redazione e della tipografia de L'Ora. A seguito di questo grave fatto, il Presidente della Repubblica Giuseppe Saragat dichiarò in Parlamento: «Ci voleva l'attentato all'Ora per scoprire che in Sicilia c'è la mafia». L'attentato fu inoltre all'origine della proposta di legge presentata dai senatori Ferruccio Parri e Simone Gatto per l'istituzione di una Commissione parlamentare antimafia. Il dibattito divenne sempre più infuocato a causa dello scandalo politico (che ebbe un'ampia eco mediatica perché finì al centro di una popolare trasmissione del nuovo mezzo televisivo, Tribuna politica) determinato dalla scelta della Democrazia Cristiana di candidare alle elezioni amministrative del 1960 il noto capo-mafia Giuseppe Genco Russo: un imbarazzato Aldo Moro (all'epoca segretario nazionale della D.C.) si giustificò davanti alle telecamere che la direzione del partito non aveva la competenza per esaminare tutte le liste di candidati presentate negli ottomila comuni dove si andava al voto. Ma tutte queste circostanze, insieme ai 211 omicidi commessi nella sola Palermo tra il 1951 e il 1959, non fecero abbastanza notizia, a giudicare dal fatto che un sondaggio nazionale del 1962 dimostrò che ancora un italiano su tre non sapeva cosa fosse la mafia mentre un altro terzo l'aveva soltanto sentita nominare. Poi, il 31 marzo dello stesso anno, la Rai mandò in onda il primo reportage televisivo sul problema, «Rapporto da Corleone» realizzato dal giornalista Gianni Bisiach per il programma RT-Rotocalco Televisivo di Enzo Biagi, che svelò al grande pubblico il potere della mafia (in questo caso, nella persona del feroce boss Luciano Liggio) basato sulla paura e sull'omertà che teneva in scacco il piccolo comune di Corleone, nella Sicilia più interna. Soltanto nel dicembre successivo, a seguito della favorevole congiuntura politica offerta dall'avvento dei governi di centro-sinistra a livello regionale e nazionale, fu approvato il disegno di legge che istituiva la Commissione antimafia (legge n. 1720/62), la quale entrò in funzione soltanto nel febbraio 1963, sotto la presidenza del deputato Paolo Rossi, ma non tenne alcuna seduta a causa dell'avvenuto scioglimento delle Camere.

### La «prima guerra di mafia» e l’«occasione mancata»
A Palermo le tensioni latenti riguardo agli affari illeciti nei settori dell'edilizia e del contrabbando riesplosero con l'uccisione di uno dei "turisti" della droga, Calcedonio Di Pisa (26 dicembre 1962), che ruppe una fragile tregua raggiunta tra i principali mafiosi palermitani del tempo. L'omicidio fu attribuito ai fratelli Angelo e Salvatore La Barbera contro cui si scatenò la caccia all'uomo da parte della "Commissione" con una lunga catena di omicidi, sparatorie ed autobombe (un'arma inconsueta per quei tempi perché mai utilizzata prima d'allora sul territorio nazionale), che culminarono nella strage di Ciaculli (30 giugno 1963), in cui morirono sette uomini delle forze dell'ordine dilaniati dall'esplosione dell'ennesima Giulietta imbottita di esplosivo che stavano provando a disinnescare e che era probabilmente destinata al mafioso rivale "Cicchiteddu" Greco (capo del "mandamento" di quella zona). I giornali paragonarono Palermo alla Chicago degli anni '30 e definirono il conflitto come "prima guerra di mafia", tentando di presentarla come una resa dei conti tra "nuova" mafia dell'edilizia e del contrabbando (rappresentata dai La Barbera) e "vecchia" mafia agraria (legata a "Cicchiteddu" Greco): secondo gli storici John Dickie e Salvatore Lupo, questa rappresentazione non rispecchia la realtà poiché risulta la circostanza che nel campo dei La Barbera militasse un boss mafioso "vecchio stampo" come Pietro Torretta mentre uno degli alleati di "Cicchiteddu" risultò essere il corleonese Luciano Leggio, indicato come mafioso di nuova generazione.
Nella sua testimonianza, Buscetta liquidò invece la faccenda come una bega nata a causa di un matrimonio riparatore avversato dalla "famiglia" del Di Pisa, in cui si inserì furbescamente Michele Cavataio (capo-mafia della borgata dell'Acquasanta) in rappresentanza di una coalizione di vecchi boss spodestati dal potere crescente della "Commissione": la strategia di Cavataio e dei suoi alleati consisteva nell'uccidere gli avversari e presentare gli omicidi come responsabilità di Angelo La Barbera e dello stesso Buscetta per spaccare dall'interno il nuovo organo di governo mafioso. Lo storico Dickie afferma che, con questa versione, Buscetta intendeva occultare le sue personali responsabilità nella guerra e il ruolo cruciale assunto nella vicenda dal traffico di stupefacenti.
La strage di Ciaculli provocò molto scalpore nell'opinione pubblica italiana e il governo, nella persona del ministro dell'Interno Mariano Rumor, decise di prendere seri provvedimenti: nei mesi successivi vi furono circa duemila arresti di sospetti mafiosi nella provincia di Palermo e, per queste ragioni, secondo le dichiarazioni dei collaboratori di giustizia Tommaso Buscetta e Antonino Calderone, la "Commissione" di Cosa nostra venne sciolta e molte cosche mafiose decisero di sospendere le proprie attività illecite, disperdendosi. Alcuni boss riuscirono a fuggire all'estero, dove fondarono veri e propri imperi commerciali fondati sul traffico di droga: Buscetta andò negli Stati Uniti e poi in Brasile, il trapanese Totò Minore pure negli States, mentre i due cugini di Ciaculli, "Cicchiteddu" Greco e «Totò l'Ingegnere», si trasferirono in Venezuela (dove se ne persero le tracce) insieme al cognato Antonino Salamone (capo-mafia di San Giuseppe Jato) e ai Cuntrera-Caruana di Siculiana. Tuttavia, le “famiglie” più avvedute (in particolare quelle di Corleone, di Santa Maria di Gesù e di Cinisi) avevano tenuto in vita le strutture essenziali, mentre l’organizzazione continuava a vivere nelle province di Trapani, Caltanissetta, Catania ed Enna, rimaste di fatto non toccate dalle indagini. Nella provincia di Agrigento, invece, il discusso omicidio del commissario di P.S. Cataldo Tandoy, avvenuto nel centro di Agrigento nel 1960 e ricondotto in un primo momento ad una pista passionale con implicazioni politiche, aveva portato ad un processo celebrato a Lecce per legittima suspicione, che si concluse nel 1968 con la condanna all'ergastolo dei vertici della cosca mafiosa di Raffadali, piccolo centro dell'entroterra agrigentino.
A causa dello scandalo provocato dalla strage di Ciaculli, la Commissione parlamentare antimafia, presieduta dal senatore ed ex magistrato Donato Pafundi, iniziava finalmente i suoi lavori dopo una prima fase di stasi, raccogliendo notizie e dati necessari alla valutazione del fenomeno mafioso, proponendo misure di prevenzione e svolgendo indagini su casi particolari. Accogliendo le richieste della Commissione antimafia, il Parlamento approvò la famosa legge n. 575 del 1965, la c.d. legge antimafia, che introdusse la misura del soggiorno obbligato nei confronti degli «indiziati di appartenere ad associazioni mafiose», partendo dal presupposto che «il mafioso fuori dal proprio ambiente diventa pressoché innocuo», ma questa legge si rivelò un boomerang: inviati al soggiorno obbligato spesso in comuni dell'Italia settentrionale, i boss andarono ad inquinare zone ancora estranee al fenomeno mafioso.
Nel 1968, al termine della legislatura, il presidente Pafundi concluse i lavori della Commissione con una striminzita relazione, accolta dalle polemiche. Perciò Michele Pantaleone ed altri intellettuali di sinistra parlarono della Commissione come di un'«occasione mancata». Riconfermata nelle successive due legislature, la Commissione antimafia concluderà le sue indagini soltanto nel 1976, dopo numerosi dibattiti, polemiche e il cambio di ben due presidenti in disaccordo tra loro (dopo Pafundi, il deputato Francesco Cattanei e, poi, il senatore Luigi Carraro, tutti democristiani). La relazione finale di maggioranza redatta dal senatore Carraro venne giudicata inadeguata e riduttiva rispetto al tema delle complicità politiche ed istituzionali della mafia e perciò i membri d'opposizione della Commissione produssero ben due relazioni di minoranza, una di area comunista firmata, tra gli altri, dai deputati Pio La Torre e Cesare Terranova, l'altra di schieramento missino dai deputati Angelo Nicosia, Beppe Niccolai e dal senatore Giorgio Pisanò.

### La disfatta giudiziaria
Durante gli anni dell'«occasione mancata», furono celebrati alcuni processi contro i protagonisti dei conflitti mafiosi di quegli anni arrestati a seguito della strage di Ciaculli. Tali provvedimenti giudiziari si tennero quasi sempre in località fuori dalla Sicilia a causa della legittima suspicione: un centinaio di mafiosi vennero giudicati in un processo svoltosi a Catanzaro nel 1968 (La Barbera Angelo + 116, il famoso "processo dei 117"); in dicembre venne pronunciata la sentenza ma solo i boss La Barbera e Torretta ebbero condanne pesanti mentre il resto degli imputati furono assolti per insufficienza di prove o condannati a pene brevi per il reato di associazione a delinquere e, siccome avevano aspettato il processo in stato di detenzione, furono rilasciati immediatamente.
Un altro processo di rilievo si svolse a Bari nel 1969 contro Luciano Liggio e i suoi accoliti, protagonisti della faida mafiosa avvenuta a Corleone alla fine degli anni cinquanta (Leggio Luciano + 63): gli imputati vennero tutti assolti per insufficienza di prove e un rapporto della Commissione parlamentare antimafia criticò aspramente il verdetto poiché risultò che la giuria avesse subìto minacce ed intimidazioni. Dopo l'assoluzione di Bari, la Commissione antimafia tornò ad occuparsi di Liggio a causa della sua clamorosa fuga da una clinica romana, dove era riuscito a farsi operare nonostante pendesse su di lui una richiesta di arresto.
Un processo che fece clamore in quegli anni fu inoltre quello celebratosi a Perugia nei confronti di Vincenzo e Filippo Rimi (boss mafiosi di Alcamo, cognato e nipote di Gaetano Badalamenti) per l'assassinio di Salvatore Lupo Leale, avvenuto il 30 gennaio 1962 nel contesto di una faida mafiosa, a seguito delle accuse della coraggiosa madre Serafina Battaglia, che fu la prima donna che testimoniò in tribunale contro un boss mafioso. Però nel 1971, in Cassazione la condanna fu annullata perché si scoprì che la Battaglia aveva mentito. Il nuovo processo portò il 13 febbraio 1979 all'assoluzione dei Rimi per insufficienza di prove.
La frustrazione degli inquirenti per le numerose assoluzioni per insufficienza di prove nei confronti dei mafiosi (e quindi per l'impunità da loro raggiunta) emerse da una dichiarazione rilasciata dal colonnello dei carabinieri Carlo Alberto Dalla Chiesa alla Commissione parlamentare antimafia nel 1970:
(Audizione del col. C. Alberto Dalla Chiesa in Commissione antimafia, 4 novembre 1970)

## La stagione dei grandi traffici

### La riorganizzazione di Cosa nostra

La «strage di viale Lazio» (10 dicembre 1969).

Dopo la fine dei grandi processi di Catanzaro e Bari, i boss Bontate, Di Cristina e Liggio decisero l'eliminazione di Michele Cavataio poiché ritenuto il principale responsabile di molti delitti della "prima guerra di mafia" (compresa la strage di Ciaculli) che avevano provocato la dura repressione delle autorità contro Cosa nostra: per queste ragioni, il 10 dicembre 1969 un "gruppo di fuoco" capeggiato da Salvatore "Totò" Riina (braccio destro di Liggio) trucidò Cavataio ed altri tre uomini in una sparatoria passata alla storia come «strage di viale Lazio», che fece notizia per i metodi "militari" utilizzati.
Nell'estate del 1970, Buscetta e "Cicchiteddu" Greco tornarono rispettivamente dagli Stati Uniti e dal Venezuela per tenere una serie di incontri a Zurigo, Milano e Catania, cui parteciparono Bontate, Badalamenti, Di Cristina, Calderone e Liggio: oggetto delle discussioni fu la richiesta, avanzata a Cosa nostra attraverso la massoneria deviata ed ambienti statunitensi, di partecipazione al golpe neofascista organizzato dal principe Junio Valerio Borghese, in cambio della revisione dei processi a carico di alcuni boss; Calderone e Di Cristina stessi andarono a Roma per incontrare il principe Borghese ed ascoltare le sue proposte ma in seguito la richiesta fu respinta. Durante gli incontri, si decise inoltre di costituire un "triumvirato" che governasse provvisoriamente Cosa nostra, composto da Stefano Bontate, Gaetano Badalamenti e Luciano Liggio, benché quest'ultimo si facesse spesso rappresentare da Salvatore Riina. Nello stesso periodo in cui il "triumvirato" provvisorio si insediò al potere, fu deciso di porre in essere una serie di azioni intimidatorie: il tentato omicidio del deputato del M.S.I. Angelo Nicosia, membro della Commissione parlamentare antimafia (1º giugno 1970), accoltellato sotto casa a Palermo da uno sconosciuto (forse un sicario di Di Cristina); la scomparsa del giornalista de L'Ora Mauro De Mauro (16 settembre 1970), che rimase vittima della «lupara bianca» per aver scoperto un coinvolgimento dei mafiosi nel misterioso incidente aereo in cui morì il presidente dell'E.N.I. Enrico Mattei; l'esplosione di alcune bombe rudimentali posizionate presso le sedi e gli uffici dell'Ente minerario siciliano e di alcuni assessorati regionali la notte di Capodanno del 1971; l'omicidio del procuratore capo di Palermo Pietro Scaglione (5 maggio 1971), assassinato in un agguato insieme al suo autista Antonino Lo Russo: si trattava del primo "delitto eccellente" commesso dall'organizzazione mafiosa nel dopoguerra. Sulla figura di Scaglione pesarono forti sospetti alimentati dalla Relazione conclusiva di minoranza del Movimento Sociale Italiano in Commissione Parlamentare Antimafia (redatta dai parlamentari Giorgio Pisanò, Angelo Nicosia e Beppe Niccolai), dicerie in seguito smentite perché risultò dalle sentenze della magistratura (oltre che dalle testimonianze di colleghi e familiari) che il procuratore assassinato fu «un magistrato integerrimo e spietato persecutore della mafia». Secondo la testimonianza del giornalista Mario Francese, ucciso nel 1979, Pietro Scaglione «fu convinto assertore che la mafia aveva origini politiche e che i mafiosi di maggior rilievo bisognava snidarli nelle pubbliche amministrazioni».
Dopo l'omicidio Scaglione, fu convocato un vertice d’emergenza a Roma cui presero parte il ministro dell’Interno Franco Restivo, il capo della polizia Angelo Vicari e il comandante generale dell’Arma dei carabinieri Corrado Sangiorgio, in cui si decise di attivare un gruppo interforze a Palermo tra carabinieri e corpo di pubblica sicurezza. Vi presero parte il colonnello Carlo Alberto Dalla Chiesa (per l'Arma) e il commissario Boris Giuliano (per la pubblica sicurezza) con i loro collaboratori, che in un paio di mesi portarono a termine un lavoro di mappatura delle cosche emergenti (la cosiddetta mafia "nuovo corso"), anche servendosi di informatori e spie. Il risultato fu una delle più vaste operazioni anti-mafia di quegli anni, che durò dal giugno all'ottobre del 1971 con la denuncia per i reati di associazione per delinquere e traffico di stupefacenti nei confronti di 114 boss mafiosi, in gran parte individuati ed arrestati in diverse città italiane: oltre Palermo e Catania, anche Milano, Roma e Livorno, a dimostrazione del policentrismo assunto da Cosa nostra. Finirono di colpo in manette «pezzi grossi» del calibro di Paolino Bontate insieme al figlio Stefano, Gaetano Badalamenti, Giuseppe Calderone, Gerlando Alberti, Frank Coppola e tanti altri. Tuttavia, nonostante l'impegno profuso dal giudice istruttore Filippo Neri e dal pubblico ministero Aldo Rizzo, il relativo processo si concluse nel luglio 1974 con sole 34 condanne a pene irrisorie.
Nel 1974, passata anche questa tempesta giudiziaria, fu deciso di sciogliere il "triumvirato" per porre un freno al troppo potere acquisito da Liggio e Riina (gli unici rimasti in libertà perché latitanti): Badalamenti avrebbe guidato la nuova "Commissione", che si ricostituiva con nove capi-mandamento, questa volta scelti non più tra i "soldati" semplici (secondo il "modello" Buscetta) ma tra i capifamiglia.
L'anno seguente, quasi in risposta alla ricostituzione della "Commissione", Giuseppe Calderone riuscì a convincere i boss delle altre province siciliane a formare un comitato di sei membri per prendere decisioni che esulassero dall'ambito strettamente provinciale, che prese il nome di "Commissione interprovinciale" o «la Regione», di cui egli stesso assunse la "presidenza". L'idea di una Commissione regionale non era nuova (secondo Antonino Calderone, un organismo del genere esisteva già negli anni '50) ma con essa l'ala catanese di Cosa nostra rivendicava la propria autonomia decisionale rispetto ai più potenti palermitani, anche in ragione del raggiunto benessere dovuto allo sviluppo economico e ai legami con la grande imprenditoria isolana.
In questo contesto, un certo Leonardo Vitale si presentò spontaneamente alla questura di Palermo nel marzo 1973 e dichiarò agli inquirenti che stava attraversando una crisi religiosa e intendeva cominciare una nuova vita; infatti confessò al giudice istruttore Aldo Rizzo di appartenere alla "famiglia" della borgata palermitana di Altarello di Baida e si autoaccusò di numerosi reati, rivelando per primo il ruolo apicale assunto da Riina e descrivendo anche il rito di iniziazione per entrare in Cosa nostra e l'organizzazione di una cosca mafiosa: si trattava di uno dei primi mafiosi nel dopoguerra che decideva di collaborare apertamente con le autorità e il caso venne citato nella relazione di minoranza presentata nel 1976 dai parlamentari di sinistra membri della Commissione antimafia. Tuttavia nel processo scaturito dalle sue dichiarazioni che si concluse nel 1977, Vitale (definito dalla stampa "il Joe Valachi di Altarello") non venne ritenuto credibile e tutti gli altri imputati che aveva accusato furono assolti (a cominciare dal boss mafioso Pippo Calò). Al contrario Vitale fu condannato a 25 anni di reclusione per gli omicidi confessati e la sua pena venne commutata in detenzione in un manicomio criminale perché dichiarato "seminfermo di mente"; scontata la pena e dimesso, Vitale verrà ucciso nel 1984.

### Il contrabbando di sigarette e la «Pizza connection»
A partire dal 1961, il centro del contrabbando di sigarette nel Mediterraneo si spostò su Napoli a seguito della chiusura del porto franco di Tangeri. Buscetta affermò che, dalle 500 casse di sigarette dell'immediato dopoguerra, si passò alle 40.000 sbarcate a ogni viaggio tra Napoli e Palermo nel biennio 1973-1974, anni in cui il contrabbando visse un intenso boom, che era dovuto alla dissoluzione della concorrenza corso-marsigliese, scompaginata dalla repressione poliziesca avviata in Francia. Il volume di affari divenne talmente imponente che diversi mafiosi siciliani, come Gerlando Alberti, Giuseppe Calderone e Stefano Bontate, decisero di trasferirsi in Campania per meglio controllare il traffico ed addirittura nel 1974 si provvide ad affiliare nell'organizzazione siciliana i camorristi napoletani Michele Zaza, i fratelli Nuvoletta e Antonio Bardellino, al fine di tenerli sotto controllo e di lusingarne le vanità.
Tuttavia, dal 1974, i mafiosi iniziarono ad abbandonare le sigarette per dedicarsi a tempo pieno nella droga: proprio a cavallo di quegli anni, la domanda di sostanze stupefacenti (in particolare di eroina) aveva assunto proporzioni preoccupanti nell'Europa occidentale e nell'America settentrionale allargandosi a tutte le classi sociali ed alimentando quindi un "popolo" di milioni di tossicodipendenti, continuamente decimato da un alto tasso di morti per overdose e dedito all'accattonaggio e ai furti per acquistare la "dose" giornaliera. I vecchi contrabbandieri iniziarono perciò ad incettare morfina base o eroina già pronta grazie ad accordi con i trafficanti della mafia turca conclusi in Svizzera o a Milano, dove già si recavano per la compravendita delle sigarette. Inoltre alcuni chimici marsigliesi sfuggiti alla repressione in patria accettarono di venire in Sicilia per insegnare ai mafiosi il delicato processo chimico per trasformare la morfina base in eroina: in breve si moltiplicò a dismisura il numero dei laboratori clandestini nascosti nelle campagne della Sicilia occidentale. I quattro laboratori scoperti nel 1980 nei dintorni di Palermo erano capaci di produrre 50 kg di eroina alla settimana, con una produzione annua stimata di 4/5 tonnellate. Il prodotto finito poi raggiungeva gli Stati Uniti con svariati mezzi. Il volume degli scambi di droga divenne tale da imporre il reclutamento di elementi estranei alle "famiglie", molto spesso assoldati come corrieri, grossisti o spacciatori. Negli States il traffico era pure gestito da "uomini d'onore" siciliani che si erano trasferiti lì da alcuni anni ma non facevano parte delle "famiglie" italo-americane, di cui si servivano invece per smerciare il "prodotto": ne furono un esempio i Cuntrera-Caruana a Montréal, i Gambino a Cherry Hill, i Catalano-Ganci-Lamberti a Brooklyn, che aprirono catene di pizzerie, ristoranti e bar negli Stati Uniti come copertura per i loro grossi guadagni illegali, tanto che gli inquirenti statunitensi parlarono di «Pizza connection». Si calcola che, alla fine degli anni settanta, questi gruppi controllassero la distribuzione di circa il 30% dell'eroina consumata negli Stati Uniti, con un giro d'affari annuo di 700-800 miliardi di lire.
Tutte le fasi di questa "industria" erano saldamente in mano ai boss mafiosi Stefano Bontate, Gaetano Badalamenti e Salvatore Inzerillo, che appunto potevano contare sui contatti con gli acquirenti di morfina base, con i chimici incaricati della raffinazione ed, infine, con i venditori negli Stati Uniti. Secondo Buscetta, questi tre boss erano «diventati miliardari nel giro di un paio di anni [...] Parlavano di ville al mare e in montagna, di miliardi, di barche e di banche come se parlassero della spesa da fare la mattina». Come scoprì nel '79 il commissario Boris Giuliano (ucciso poco tempo dopo per queste sue indagini), grosse cifre di dollari statunitensi "sporchi" venivano versate presso gli istituti di credito di Palermo: in seguito il giudice Giovanni Falcone avrebbe accertato con le sue verifiche bancarie che uno di coloro che effettuavano queste operazioni era un dirigente di banca imparentato con Bontate. Infatti il volume dei profitti era tale che, oltre agli investimenti nei settori più tradizionali (il solo Bontate possedeva ben quattro società intestate a prestanome ed attive nell'edilizia, in cui affluirono svariati milioni di lire di provenienza ignota), Bontate e Inzerillo progettavano di impiegare i narco-dollari, tramite i Gambino, nella costruzione di una nuova Las Vegas ad Atlantic City, nel New Jersey. Ma altri miliardi di narco-dollari si persero senza lasciare traccia in un intricato giro mai completamente chiarito di scatole cinesi, filiali offshore in America Latina e conti correnti in banche svizzere patrocinato dai banchieri piduisti Michele Sindona e Roberto Calvi, all'epoca ai vertici della grande finanza privata italiana e poi entrambi protagonisti di uno dei più gravi scandali finanziari della storia repubblicana. Al centro di questo "sistema" vi sarebbe stato il boss Pippo Calò, in un primo tempo alleato di Bontate e Inzerillo, che si sarebbe occupato «della gestione e del trasferimento in Svizzera di ingenti somme di denaro appartenenti ad esponenti mafiosi» dalla sua base operativa a Roma, dove aveva intrecciato importanti relazioni d'affari con neofascisti, agenti segreti, prelati, faccendieri e camorristi (parte di quel milieu che risultò implicato a vario titolo nella misteriosa morte del bancarottiere Calvi, che fu trovato impiccato a Londra nel 1982). Le stesse timide ammissioni di Sindona lasciarono trasparire l'esistenza di un sistema di riciclaggio ancora più vasto ed inquietante (solo sfiorato dalle investigazioni) che avrebbe coinvolto il Banco di Sicilia e una piccola banca milanese con il suo contorno di società commerciali e holding svizzere.
Nonostante il copioso flusso di narco-dollari avesse arricchito tutti i gradi della gerarchia mafiosa, che partecipavano a vario titolo al traffico o ne imbastivano altri più o meno estesi, alcuni capi-mafia (in particolare Salvatore Riina e i suoi alleati) non si accontentarono di una posizione subalterna al trio Bontate-Inzerillo-Badalamenti nel mercato della droga, con la conseguente nascita di inevitabili invidie e rivalità.

### L'ascesa dei Corleonesi e il dualismo Lima-Ciancimino (1970-1977)
Il 13 ottobre 1970 avvenne l'elezione di Vito Ciancimino a sindaco di Palermo su designazione del suo "padrino" politico Gioia e con il sostegno decisivo del P.R.I. di Aristide Gunnella (futuro ministro supportato elettoralmente dal boss Di Cristina). La nomina fu aspramente contestata dalle opposizioni (P.C.I. in testa), dalla Commissione parlamentare antimafia, dal capo della polizia Angelo Vicari e persino da Salvo Lima che, ormai abbandonati i fanfaniani di Gioia per passare alla corrente Primavera di Giulio Andreotti, intendeva rifarsi una "verginità" politica adoperandosi in prima persona per le dimissioni di Ciancimino, le quali arrivarono a meno di due mesi dall'inizio del mandato. L'elezione di Ciancimino coincise temporalmente con l'ingresso dei suoi due compaesani, i boss corleonesi Luciano Liggio e Totò Riina, nel "triumvirato" provvisorio che doveva governare Cosa nostra.
Nel 1972, approfittando della simultanea carcerazione di Bontate e Badalamenti a causa del blitz dei «114», Riina rimase da solo al comando del "triumvirato". La prima azione che fece fu quella di organizzare il sequestro del facoltoso imprenditore Luciano Cassina (legato a Bontate) e di distribuire il riscatto tra le varie "famiglie" che avevano subìto gli arresti. Quella dei sequestri di persona a scopo di estorsione divenne un'industria remunerativa, sull'esempio della 'ndrangheta calabrese e dell'anonima sarda: gli ostaggi, spesso ricchi imprenditori o loro familiari, passavano di mano tra le varie bande criminali come merce di scambio, venivano incatenati e nascosti in rifugi di fortuna durante le trattative per il riscatto ed, in diversi casi, uccisi o mutilati per indurre le famiglie a pagare, come nel caso del miliardario John Paul Getty III, cui fu mozzato l'orecchio e spedito ad un quotidiano. Si disse che in questo rapimento fosse coinvolto anche Liggio, l'imprendibile "primula rossa" di Corleone, che aveva deciso di esportare sul "continente" quest'attività. A questa decisione contribuì il divieto di realizzare sequestri in Sicilia imposto da Bontate, Badalamenti, Inzerillo, Di Cristina e dai Calderone. Tutti loro non avevano bisogno di ricorrere a questa rozza attività (tipica invece di una "mafia di campagna" qual'era quella dei Corleonesi) perché avevano grossi interessi nell'edilizia ed iniziavano ad investire massicciamente nel contrabbando di sigarette e nella droga. Potevano inoltre vantare stretti legami con le élite imprenditoriali ed affaristiche, nonché con la politica a livello nazionale e con la massoneria deviata: da qui appunto l'imposizione del divieto dei sequestri, che intendeva salvaguardare i loro amici imprenditori (in particolare i Salvo e i Costanzo) dal pericolo di rapimenti.
Nel 1974 la quasi permanente latitanza di Liggio fu interrotta da un'indagine della Guardia di Finanza a Milano che aveva portato alla liberazione di un ostaggio. Rimasto da solo al comando dei Corleonesi, Riina (insieme a Bernardo Provenzano, anche lui ex fedelissimo di Liggio) continuò a costruire la sua base di potere, trovando proseliti soprattutto nella zona della Piana dei Colli, ormai devastata dal sacco edilizio: i boss mafiosi delle borgate di San Lorenzo e Resuttana, Giuseppe Giacomo Gambino e Francesco Madonia, divennero a Palermo gli alleati di ferro dei Corleonesi. Presto anche altri boss come Pippo Calò e Michele Greco divennero seguaci di Riina in opposizione allo strapotere acquisito da Bontate e dagli altri suoi amici. Nel frattempo, i Corleonesi riuscirono ad inserirsi con imprese "amiche" nei sub-appalti per la ricostruzione della valle del Belìce dopo il terremoto del 1968 e, oltre Palermo, continuarono ad allargare le loro alleanze al nisseno con il vecchio Francesco Madonia (solo omonimo del boss di Resuttana), a Trapani con Mariano Agate, Vincenzo Milazzo e Francesco Messina Denaro, ad Agrigento con Antonio Ferro e Carmelo Colletti, a Catania con Benedetto Santapaola e, addirittura, nel napoletano con i fratelli Nuvoletta. Nel 1975, Riina giunse persino a minacciare l'autorità dei Salvo nella zona di Trapani, facendo rapire un loro parente e socio, il ricco imprenditore Luigi Corleo, per la cui liberazione fu chiesto un riscatto miliardario. Ma Corleo non tornò più a casa, probabilmente perché morì di crepacuore durante il sequestro, e ciò minò anche il prestigio di Bontate e Badalamenti, che non riuscirono nemmeno a recuperare il cadevere dello scomparso. Cionostante, Riina negò ogni coinvolgimento nel rapimento ed anzi scaricò tutta la responsabilità su alcuni banditi operativi nel trapanese, che provvide a sterminare uno per uno per accreditarsi agli occhi dei mafiosi locali.
La spaccatura all'interno di Cosa nostra ebbe riflessi anche nello scenario politico: mentre Lima (appoggiato dal tandem Bontate-Badalamenti e dai Salvo) era diventato ad ogni elezione uno dei candidati più votati della Sicilia occidentale (riuscendo quindi a farsi eleggere prima deputato e poi europarlamentare), Ciancimino (notoriamente legato ai Corleonesi di Riina) diede vita in seno alla Democrazia Cristiana ad un gruppo indipendente, che si alleò con gli andreottiani a seguito di un patto siglato nel '76 ed arrivò a dominare tutti i comitati d'affari all'interno del comune di Palermo, decidendo in esclusiva gli assegnatari degli appalti, dall'illuminazione pubblica alla manutenzione di strade e fognature: a trarne vantaggio furono soprattutto imprenditori vicini a "famiglie" mafiose (i Cassina, gli Spatola, i Maniglia, per citare le imprese più note) che, a loro volta, versavano le relative tangenti agli uomini politici e ai boss di Cosa nostra attraverso la copertura fornita dalla Banca del Vaticano (meccanismo corruttivo che, anni più tardi, servirà da esempio per la distribuzione della famosa tangente Enimont finita al centro dell'indagine Mani Pulite). Nonostante l'apparente riavvicinamento per accordi politici, tra Lima e Ciancimino non sarebbe corso buon sangue. Secondo un'autorevole testimonianza «Lima era il Kissinger della politica, un mediatore, una persona prudente mentre [Ciancimino] era un uomo d’impeto e Lima [lo] considerava, diciamo, un parvenu, intelligente sì ma gli dava fastidio il modo in cui Ciancimino operasse politicamente». Lima si sarebbe rivolto persino al boss Buscetta per cercare di limitare le ingerenze di Ciancimino (e quindi dei Corleonesi) nel settore delle opere pubbliche.
Il primo ad accorgersi del potere acquisito dai Corleonesi fu il colonnello dei carabinieri Giuseppe Russo, il quale scoprì che i miliardi dei sequestri di persona erano investiti in società intestate a prestanome che si occupavano delle attività più varie (dall'acquisto di terreni ed immobili alla speculazione edilizia, alla sofisticazione dei vini). Nel 1977, per queste sue indagini, il colonnello Russo fu assassinato insieme ad un suo amico, l'insegnante Filippo Costa, con cui si trovava in vacanza a Ficuzza, nei pressi di Corleone.

## La "seconda guerra di mafia"

### La stagione dei "cadaveri eccellenti" (1977-1980)

L'omicidio del giudice Cesare Terranova (25 settembre 1979).

Il duplice omicidio Russo-Costa avvenne senza il permesso della "Commissione" e ciò causò il risentimento di Bontate, Badalamenti e dei loro alleati contro i Corleonesi. Per ritorsione, Riina ordinò di uccidere Di Cristina ma i killers sbagliarono obiettivo. Secondo alcune testimonianze, nel 1978 tornò dal Venezuela addirittura "Cicchiteddu" Greco per cercare di ricomporre la situazione (secondo altri, arrivò per concordare l'offensiva contro i Corleonesi). Fu allora che Di Cristina si accordò con Calderone per assassinare colui che riteneva responsabile del fallito agguato ai suoi danni, cioè Francesco Madonia (principale alleato dei Corleonesi nella provincia di Caltanissetta) e poi si rivolse ai carabinieri, facendo una serie di confidenze nel disperato tentativo che riuscissero ad arrestare in tempo i Corleonesi ed annunciando inoltre che presto avrebbero fatto uccidere il giudice Cesare Terranova (cosa che effettivamente avvenne). Riina utilizzò questa manovra come pretesto per assassinare Di Cristina mentre qualche tempo dopo anche Giuseppe Calderone finì ucciso dal suo sodale Benedetto Santapaola, che era passato alla fazione corleonese. Badalamenti fu invece espulso dalla "Commissione" con la scusa di essere l'ispiratore dell'omicidio di Madonia e del complotto ai danni di Riina e dei suoi alleati. Fuggito in Brasile per timore di essere eliminato anche lui, Badalamenti fu quindi sostituito nella carica di capo della "Commissione" da Michele Greco (detto "il Papa", capo del "mandamento" di Brancaccio-Ciaculli, che era passato anche lui con i Corleonesi). Prima di riuscire a scappare oltreoceano, Badalamenti fece in tempo a far assassinare, dilaniandolo con l'esplosivo, il giovane Peppino Impastato (9 maggio 1978), militante della sinistra extraparlamentare che denunciava pubblicamente i suoi traffici e i suoi legami con la politica locale e l'imprenditoria. Per parecchi anni, l'omicidio Impastato fu fatto passare come un attentato kamikaze.
Contestualmente all'uscita di scena di Badalamenti, Bontate ricevette un ulteriore colpo al suo prestigio vedendosi rifiutare dalla "Commissione" (ormai composta in maggioranza da fedeli alleati dei Corleonesi) la sua proposta (probabilmente sollecitata da ambienti vicini alla politica o ai servizi segreti) di intercedere presso le Brigate Rosse per la liberazione di Aldo Moro, sfruttando i contatti di Buscetta nell'ambiente carcerario. Poi, durante l'anno successivo, la "Commissione", sempre istigata dai Corleonesi, scatenò una serie senza precedenti di "omicidi eccellenti" nei confronti di esponenti delle istituzioni che intralciavano il suo potere. Nel solo 1979 infatti vennero barbaramente trucidati: il giornalista Mario Francese (26 gennaio), che sul Giornale di Sicilia aveva firmato una serie di articoli d'inchiesta sugli affari di Riina e dei suoi amici; il segretario provinciale democristiano Michele Reina (9 marzo), appartenente alla corrente andreottiana che si opponeva alle interferenze di Vito Ciancimino (referente politico dei Corleonesi) nel settore degli appalti ed aveva inoltre promosso un'inedita alleanza con il P.C.I. per la formazione di una nuova giunta comunale a Palermo; il commissario Boris Giuliano (21 luglio), il quale stava indagando sul flusso di denaro sporco proveniente dal narcotraffico che si riversava negli istituti di credito e, per tale ragione pochi giorni prima che morisse, incontrò l'avvocato milanese Giorgio Ambrosoli, assassinato l'11 luglio precedente su mandato del bancarottiere italo-americano Michele Sindona perché indagava sul crac delle sue banche (dove appunto si riciclavano i capitali sporchi del gruppo mafioso Bontate-Inzerillo-Gambino); il giudice Cesare Terranova, ucciso insieme al maresciallo di polizia Lenin Mancuso che lo scortava (25 settembre) perché si apprestava ad insediarsi a capo dell'Ufficio istruzione del Tribunale di Palermo, da dove avrebbe potuto coordinare tutte le indagini antimafia. Nel 1980 vi furono altri tre "cadaveri eccellenti": il presidente della Regione Siciliana Piersanti Mattarella (6 gennaio), seguace politico di Aldo Moro che, alla guida di un governo regionale di «solidarietà autonomista» (cioè con l'appoggio esterno del P.C.I.), voleva avviare un'opera di modernizzazione dell'apparato amministrativo della Regione ed aveva disposto ispezioni su alcuni appalti pubblici; il capitano dei carabinieri Emanuele Basile (4 maggio), che stava proseguendo le indagini del commissario Giuliano sulle "famiglie" di Corso dei Mille ed Altofonte, principali alleate dei Corleonesi; il procuratore capo Gaetano Costa (6 agosto), che venne fatto assassinare dal boss Salvatore Inzerillo perché aveva personalmente firmato una serie di mandati di arresto nei confronti di affiliati alla sua "famiglia", accusati di traffico di eroina e di aver protetto la misteriosa fuga in Sicilia (camuffata in rapimento) del bancarottiere Sindona finalizzata probabilmente ad un progetto di golpe separatista in accordo con ambienti statunitensi e massonici (o forse nascondeva una manovra di ricatto per recuperare il denaro dei Bontate-Inzerillo-Gambino andato perduto nella bancarotta delle sue banche). Il procuratore Costa fu lasciato da solo persino dai colleghi, che rifiutarono di firmare i mandati di cattura. Inzerillo voleva inoltre mandare un segnale ai Corleonesi, dimostrando che anche lui era capace di ordinare un omicidio "eccellente".

L'omicidio del Presidente della Regione Siciliana Piersanti Mattarella (6 gennaio 1980).

Nell'estate del 1980, Buscetta tornò a Palermo dopo essere fuggito dalla semilibertà e fu incaricato da Bontate e Inzerillo di convincere Pippo Calò ad abbandonare i Corleonesi e a passare nuovamente dalla loro parte. Ma, fallito questo tentativo, Buscetta capì che si preparava una nuova guerra e preferì trasferirsi nuovamente in Brasile, dove fu poi raggiunto da Badalamenti. Nella sua testimonianza resa qualche anno più tardi, Buscetta cercò di gettare una sinistra luce sui Corleonesi, raccontandoli come la "mafia" cattiva che non aveva remora ad uccidere i rappresentanti dello Stato, sempre più invischiata nel mercato della droga e dei sequestri di persona. Al contrario egli affermò di appartenere, insieme a Bontate e Badalamenti, alla mafia "buona" che incarnava i vecchi valori morali di giustizia e rifiutava la contrapposizione violenta con lo Stato, nonché la vendita di droga. Questa visione appare fuorviante poiché è dimostrato che Bontate e Badalamenti (sicuramente anche lo stesso Buscetta, nonostante lo abbia sempre negato) furono grossi trafficanti di stupefacenti che, all'uccisione indiscriminata degli uomini dello Stato, preferivano il condizionamento silenzioso e pervasivo delle istituzioni realizzato attraverso politici compiacenti o l'infiltrazione in logge massoniche deviate. Inoltre diverse fonti affermano che il "buono" Bontate, a cavallo della missione fallita di Buscetta, inviò un suo socio nel giro della droga da un mercante straniero per rifornirsi di armi da fuoco pesanti e giubbotti antiproiettile nell'imminenza di un conflitto armato contro i Corleonesi.

### La "mattanza" (1981-1982)

L'omicidio di Stefano Bontate (23 aprile 1981).

Il pretesto della guerra fu fornito, nei primi mesi del 1981, dal mancato rientro dei profitti derivati dalla vendita di un'ingente partita di eroina negli Stati Uniti che Bontate ed Inzerillo avevano effettuato per conto di Riina e di altre "famiglie" palermitane. Poco tempo dopo avvenne la misteriosa scomparsa di Giuseppe Panno, anziano "patriarca" mafioso di Casteldaccia (secondo alcuni soppresso dai Corleonesi, secondo altri da Bontate stesso per far ricadere la colpa su Riina). Per vendicare Panno, Bontate organizzò in gran segreto l'uccisione di Riina, che lo venne a sapere e lo anticipò facendo assassinare brutalmente prima lui (23 aprile) e, subito dopo, anche il suo principale alleato Inzerillo (11 maggio). Il 25 maggio successivo, otto mafiosi appartenenti alle cosche Bontate-Inzerillo vennero attirati in imboscate dai loro stessi associati (passati segretamente con i Corleonesi) e fatti sparire. Il "gruppo di fuoco" corleonese sterminò anche i numerosi "candidati" alla successione di Panno nella zona tra Bagheria, Casteldaccia ed Altavilla Milicia (che venne soprannominata «triangolo della morte» dalla stampa dell'epoca) ed, al loro posto, installò al comando i propri fedelissimi. In quei due anni (1981-82) si contarono circa 200 omicidi per le strade di Palermo e del «triangolo della morte», a cui si aggiunsero altrettante «lupare bianche».
Il massacro si estese perfino negli Stati Uniti: Paul Castellano, capo della "famiglia" Gambino di New York, inviò i mafiosi Rosario Naimo e John Gambino (imparentato con gli Inzerillo) a Palermo per accordarsi con la "Commissione", la quale stabilì che i parenti superstiti di Inzerillo fuggiti negli Stati Uniti avrebbero avuta salva la vita a condizione che non tornassero più in Sicilia ma, in cambio della loro fuga, Naimo e Gambino dovevano trovare ed uccidere Antonino e Pietro Inzerillo, rispettivamente zio e fratello del defunto Salvatore, fuggiti anch'essi negli Stati Uniti: Antonino Inzerillo rimase vittima della «lupara bianca» a Brooklyn mentre il cadavere di Pietro venne ritrovato nel bagagliaio di un'auto a Mount Laurel, nel New Jersey, con una mazzetta di dollari in bocca e tra i genitali (14 gennaio 1982).
Buscetta e Badalamenti riuscirono a scampare alla carneficina perché si trovavano in quel momento in Brasile ma i Corleonesi colpirono i loro parenti per costringerli ad uscire allo scoperto: due figli di Buscetta rimasero vittime della «lupara bianca» e gli vennero uccisi un fratello, un genero, un cognato e quattro nipoti. A Badalamenti furono invece assassinati undici familiari. Ma il caso più eclatante fu quello di Salvatore Contorno, "soldato" di Bontate sopravvissuto ad un agguato organizzato dai Corleonesi nel 1981, cui per ritorsione furono assassinati 35 tra parenti ed amici. La vendetta dei Corleonesi s'abbatté anche su Giovannello Greco e Pietro Marchese, due "soldati" della borgata di Ciaculli considerati "traditori" perché avevano abbandonato lo schieramento di Riina per passare con Buscetta e Badalamenti: Giovannello Greco si vide uccidere il padre, lo zio, il suocero e il cognato prima di far perdere le sue tracce all'estero mentre Marchese finì accoltellato mentre era detenuto all'Ucciardone.
Anche i potenti cugini Antonino ed Ignazio Salvo, temendo di finire anche loro vittime della vendetta dei Corleonesi, cercarono di convincere (invano) Buscetta a tornare dal Brasile per guidare la riscossa dei "perdenti" ma, alla fine, s'accordarono con Michele Greco ed ebbero salva la vita, finendo così nell'orbita di Riina.

Il cadavere sfigurato di Salvatore Inzerillo (11 maggio 1981).

Alla fine del 1982 la polizia scoprì nella zona del porticciolo di Sant'Erasmo, nella parte orientale della città dominata dal feroce boss Filippo Marchese (bieco assassino al servizio dei Corleonesi), una casa abbandonata dove i killers attiravano le proprie vittime, le torturavano e poi le facevano sparire, sciogliendole nell'acido o buttandole in alto mare. I giornali paragonarono quella casa alla «camera della morte», ossia la sezione della tonnara dove si svolge l'ultimo atto cruento della "mattanza", ossia la tradizionale pesca siciliana dei tonni, che qui venivano intrappolati e poi finiti ad arpionate dai pescatori. Marchese infatti guidava le squadre di killers che seminavano lutti nel «triangolo della morte» Bagheria-Casteldaccia-Altavilla e l'11 agosto del 1982 fece uccidere il medico legale Paolo Giaccone, freddato lungo i viali del Policlinico perché si era rifiutato di modificare una perizia su un'impronta digitale che incastrava per omicidio uno dei sicari del «triangolo della morte». Anche il poliziotto Calogero Zucchetto fu assassinato all'uscita di un bar nella centralissima via Notarbartolo il 14 novembre successivo perché dava la caccia ad alcuni temibili killers del «triangolo della morte». Marchese fu poi ammazzato e fatto sparire dai suoi stessi uomini perché appariva troppo sadico persino agli occhi di Riina.
Nel novembre 1982 si registrò l'ultimo atto della "mattanza": nel corso di una grigliata all'aperto nella tenuta di Michele Greco a Ciaculli, furono ammazzati simultaneamente il boss Rosario Riccobono e altri mafiosi di Partanna-Mondello, Noce e dell'Acquasanta, che avevano tradito il duo Bontate-Inzerillo per passare con i Corleonesi, i quali li ritenevano inaffidabili proprio per questo motivo: furono perciò strangolati da Riina in persona e dai suoi, i loro corpi spogliati e buttati in bidoni pieni di acido. Nella stessa giornata, in ore e luoghi diversi di Palermo, furono anche uccisi numerosi loro associati per evitarne la reazione.
Nello stesso periodo, nelle altre province siciliane Riina e Provenzano imposero i propri uomini di fiducia, che eliminarono i mafiosi locali che erano stati legati al gruppo Bontate-Badalamenti: infatti Francesco Messina Denaro (capo del "mandamento" di Castelvetrano) divenne il rappresentante mafioso della provincia di Trapani (scalzando i potenti Rimi di Alcamo, costretti a scappare dalla Sicilia, e Totò Minore, che invece fu soppresso e fatto sparire), Carmelo Colletti della provincia di Agrigento, Giuseppe "Piddu" Madonia (figlio di Francesco e capo del "mandamento" di Vallelunga Pratameno) di quella di Caltanissetta mentre Benedetto Santapaola divenne capo della Famiglia di Catania dopo l'omicidio del suo rivale Alfio Ferlito (ex vice di Giuseppe Calderone), trucidato insieme a tre carabinieri che lo stavano scortando in un altro carcere nella cosiddetta «strage della circonvallazione» (16 giugno 1982).
In queste circostanze, la "Commissione" (ormai composta soltanto da capi-mandamento fedeli a Riina e Provenzano) ordinò l'omicidio dell'onorevole Pio La Torre, che era giunto da pochi mesi in Sicilia per prendere la direzione regionale del P.C.I. ed aveva proposto un disegno di legge che prevedeva per la prima volta il reato di "associazione mafiosa" e la confisca dei patrimoni mafiosi di provenienza illecita: il 30 aprile 1982 La Torre venne trucidato insieme al suo autista Rosario Di Salvo in una strada di Palermo.

### L'invio di Dalla Chiesa in Sicilia e la strage di via Carini

Carlo Alberto dalla Chiesa in divisa da generale dei carabinieri.

Nel marzo del 1982, il generale dei carabinieri Carlo Alberto Dalla Chiesa accettò la proposta del Presidente del Consiglio Giovanni Spadolini e del ministro dell'Interno Virginio Rognoni di assumere l'incarico di prefetto di Palermo con la promessa di poteri di coordinamento fuori dall'ordinario per contrastare l'emergenza mafiosa. Il governo Spadolini, il primo della storia repubblicana a non essere presieduto da un democristiano, puntava con la nomina di Dalla Chiesa a replicare contro la mafia i clamorosi successi ottenuti dal generale nella lotta al terrorismo brigatista.
L'ex generale e nuovo prefetto Dalla Chiesa fu costretto ad insediarsi d'urgenza a Palermo con sei giorni di anticipo a causa dell'allarme suscitato dall'omicidio del deputato Pio La Torre, che, prima di essere assassinato, si era espresso a favore della sua nomina. Tuttavia, i poteri speciali di coordinamento promessi da Spadolini e Rognoni non gli furono mai concessi nonostante le sue insistenze perché la coalizione governativa era alle prese con le proprie divisioni interne: alcuni "franchi tiratori" annidati nella maggioranza parlamentare avevano determinato una crisi di governo, affossando un decreto fiscale che avrebbe potuto danneggiare gli interessi economici del gruppo affaristico-mafioso dei Salvo (che in maggio erano stati sottoposti ad un accertamento fiscale voluto dal ministro delle Finanze Rino Formica). Anzi il neo-prefetto avvertì un clima di ostilità e freddezza nei suoi confronti da parte della classe politica locale, in gran parte aderente alla corrente andreottiana (il gruppo dominante all'interno della D.C. siciliana), che riteneva il suo invio a Palermo un tentativo del governo «di criminalizzare tutta una popolazione ed il potere politico che essa democraticamente esprimeva, facendo sospettare chissà quali connivenze», come dichiarò in un'intervista Nello Martellucci, sindaco di Palermo dell'epoca ed andreottiano di ferro (era uno dei fedelissimi di Salvo Lima nel capoluogo regionale). Dalla Chiesa interpretò quelle dichiarazioni come un avvertimento nei suoi confronti e scrisse a Spadolini che si trattava di veri e propri «"messaggi" [...] da parte della "famiglia politica" più inquinata del luogo». Persino lo stesso Andreotti affermò che la presenza di Dalla Chiesa sarebbe stata più necessaria in Calabria o in Campania: già da prima del suo insediamento a Palermo, Dalla Chiesa scrisse nel suo diario personale di aver avvertito Andreotti che non avrebbe avuto alcun riguardo per «quella parte dell'elettorato a cui attingono i suoi importanti sostenitori» (lo statista democristiano negò di aver ricevuto un simile avvertimento e di aver sempre avuto un rapporto di reciproca stima con il generale). Analoghe considerazioni negative sull'invio di Dalla Chiesa in Sicilia furono raccolte in ambienti della magistratura e delle forze dell'ordine. Ciononostante, il neo-prefetto incassò il sostegno di ampi strati della società civile (in particolare gli studenti), della Chiesa palermitana, dei sindacati e dei comitati antimafia che, spontaneamente, si stavano formando.

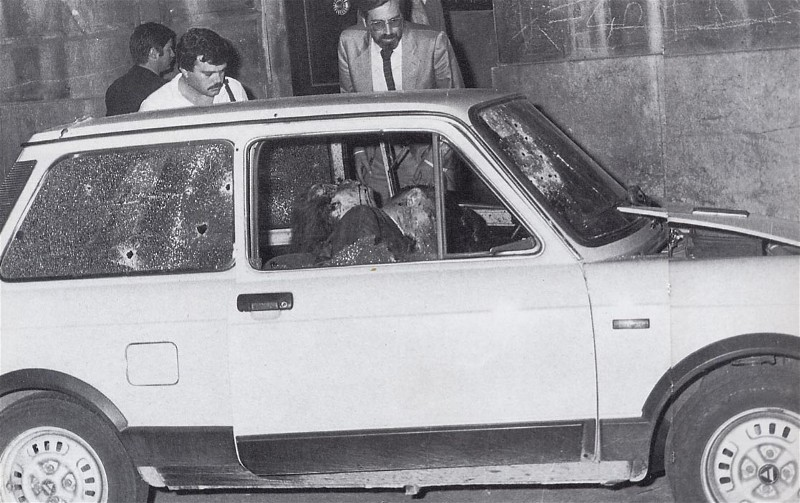
L'omicidio di Carlo Alberto Dalla Chiesa e della moglie Emanuela Setti Carraro in via Carini a Palermo (3 settembre 1982).

Il 10 agosto successivo, Dalla Chiesa decise di denunciare il suo stato di isolamento e la mancata concessione dei poteri di coordinamento antimafia con una famosa intervista rilasciata al giornalista Giorgio Bocca, in cui parlò anche dei legami tra le cosche ed alcune famose imprese catanesi (il riferimento implicito era ai Costanzo e agli altri cavalieri del lavoro Graci, Rendo e Finocchiaro). Tali affermazioni causarono la replica stizzita dell'allora prefetto di Catania, Francesco Abatelli, il quale dichiarò ai giornali che a Catania «la mafia non c’è» (un anno prima il prefetto Abatelli aveva presenziato all'inaugurazione dell'autosalone di proprietà del boss catanese Benedetto Santapaola).
Infine il 3 settembre 1982, dopo soli cento giorni dal suo insediamento, Dalla Chiesa venne brutalmente assassinato da un gruppo di fuoco mafioso insieme alla giovane moglie Emanuela Setti Carraro e all'agente di scorta Domenico Russo mentre percorrevano in automobile un'anonima strada del centro città, la via Isidoro Carini. Durante i funerali delle vittime, celebrati in tutta fretta l'indomani della strage e trasmessi in diretta televisiva nazionale, la folla presente contestò duramente gli uomini di governo venuti per partecipare alla funzione. Sul luogo della strage qualcuno lasciò un cartello anonimo con scritto «Qui è morta la speranza dei palermitani onesti».

## Gli anni della "primavera"

### Il decennio del «riflusso»: la «mafio-tangentopoli» e la nascita del fronte antimafia (1979-1990)
Gli anni '70 furono caratterizzati da «una cappa di silenzio» (come l'ha definita Giovanni Falcone) che calò su Cosa nostra perché, a parte alcuni sparuti gruppi della sinistra extraparlamentare (come Democrazia Proletaria, che nel 1979 organizzò a Cinisi, "feudo" del boss Gaetano Badalamenti, la prima manifestazione pubblica contro la mafia che la storia ricordi, con oltre 2.000 partecipanti da tutta Italia), il grosso della politica, della magistratura e delle forze dell'ordine erano impegnate nella lotta alle Brigate Rosse e al terrorismo in generale. Al contrario, nel decennio successivo, con la stagione dei "cadaveri eccellenti" e la "mattanza" scatenata dai Corleonesi con cadenza quasi quotidiana e culminata nella strage di via Carini (3 settembre 1982), la mafia divenne «una questione nazionale» (così titolarono i due quotidiani italiani più popolari, Repubblica e il Corriere della Sera, all'indomani dell'omicidio Dalla Chiesa): la società civile, la Chiesa e la Democrazia Cristiana, che fino ad allora erano stati indifferenti (se non addirittura conniventi) nei confronti del fenomeno mafioso, cambiarono atteggiamento ed iniziarono a farsi interpreti di un nuovo clima di opposizione alla violenza mafiosa.
Tuttavia questi cambiamenti, che comportarono la nascita di un vasto fronte antimafia, avvennero in un preciso contesto storico, gli anni '80, considerati gli anni del «riflusso» perché caratterizzati da un ottimismo smisurato e da benessere economico ma anche da clientelismo e corruzione endemici, in cui la scena politica nazionale era dominata dal cosiddetto Pentapartito (alleanza governativa fra D.C.-P.S.I.-P.L.I.-P.S.D.I.-P.R.I.), sempre con Andreotti e Craxi in posizioni-chiave. Furono anche gli anni di faraonici flussi di investimenti pubblici concessi senza controllo a favore del Sud Italia (solo nel 1986 saranno stanziati 120mila miliardi delle vecchie lire), che le imprese settentrionali arrivate in Sicilia fecero a gara a gestire ma dovettero fare i conti con gli appetiti delle "famiglie" mafiose locali: i Corleonesi di Riina nominarono persino un vero e proprio ministro dei lavori pubblici di Cosa nostra nella persona dell'imprenditore Angelo Siino, il quale ideò il famoso "tavolino", un sistema spartitorio degli appalti regionali e delle relative tangenti spettanti a politici e mafiosi, cui partecipavano tutte le parti in causa (Cosa nostra, amministratori pubblici, imprese locali e del Nord Italia) di questo unico ed indivisibile sistema di malaffare, che lo storico Marino ha denominato «mafio-tangentopoli».
In questo frangente, per prima, prese posizione la Chiesa cattolica siciliana: le omelie dell'arcivescovo di Palermo, monsignor Salvatore Pappalardo, tenute in occasione dei funerali di diversi "cadaveri eccellenti", divennero dei veri e propri atti d'accusa contro le aberrazioni del potere mafioso (e contro l'inerzia dello Stato nella lotta a Cosa nostra). A causa di queste sue posizioni, la messa di Pasqua del 1982 celebrata dal cardinale Pappalardo nel carcere dell'Ucciardone fu disertata da tutti i detenuti.
Sempre in quegli anni a Palermo iniziarono a nascere diverse associazioni e comitati organizzati che si schierarono apertamente contro la mafia, la droga e il degrado urbano, come il Coordinamento antimafia costituito dai familiari di alcuni "cadaveri eccellenti". Il 26 febbraio 1983 i comitati studenteschi e i parroci del territorio, con l'adesione del cardinale Pappalardo e di forze eterogenee (dalla C.G.I.L. alla C.I.S.L., dal P.C.I. alle A.C.L.I. e gli Scout, nonché tante altre associazioni sia laiche che cattoliche), diedero luogo ad una storica marcia antimafia che sfilò lungo il famigerato «triangolo della morte» Bagheria-Casteldaccia-Altavilla con la partecipazione di circa 10.000 persone.

#### Il particolare ruolo della Democrazia Cristiana e del Partito Comunista: la «Primavera di Palermo»

Leoluca Orlando negli anni '80.

Agli albori degli anni '80, la Democrazia Cristiana stava tentando da alcuni anni di limitare l’influenza dei gruppi mafiosi al suo interno: la breve esperienza dei governi regionali di «solidarietà autonomista» (1976-1979), frutto di un accordo politico tra il segretario regionale della D.C. Rosario Nicoletti e quello del P.C.I. Achille Occhetto (a sua volta specchio del «compromesso storico» tra Moro e Berlinguer), fu vista come un tradimento da Cosa nostra, che infatti decise di non intervenire per liberare Moro dalle Brigate Rosse e poi decretò l'eliminazione dei protagonisti di quella stagione, l'andreottiano Michele Reina e il moroteo Piersanti Mattarella. Questi ultimi due omicidi fecero maturare in Andreotti la convinzione che fosse stato «un grave errore intrattenere buone relazioni con i mafiosi» (come si legge nella sentenza che prescrive il reato nei suoi confronti e lo assolve per le condotte successive al 1980), tanto che lui e il suo "proconsole" in Sicilia, il deputato Salvo Lima (il quale si defilò dalla scena siciliana candidandosi alle elezioni europee del '79), iniziarono progressivamente a prendere le distanze da Cosa nostra e a schierarsi apertamente in favore di iniziative legislative antimafia.
Il processo di rinnovamento interno alla D.C. fu però compiutamente realizzato dal nuovo segretario nazionale Ciriaco De Mita, che, affidandosi a sua volta a uomini "nuovi" come Sergio Mattarella (fratello di Piersanti), Calogero Mannino (in seguito scagionato dalle accuse di aver agevolato Cosa nostra dopo un lungo iter giudiziario) e Rino Nicolosi (che assunse la presidenza della Regione siciliana e poi, in un memoriale consegnato alla magistratura, ammetterà le sue responsabilità nelle torbide vicende della «mafio-tangentopoli»), intendeva depurare il partito da coloro che erano più compromessi con la mafia, in particolare Vito Ciancimino, allontanato dalla Democrazia Cristiana nel 1983 proprio per volontà di De Mita.Tutti coloro che all'interno della D.C. si erano opposti a Ciancimino avevano subìto pesanti attentati intimidatori, come avvenuto a Nello Martellucci (legato a Lima), a Elda Pucci (detta la «lady di ferro» per il coraggio dimostrato contro la mafia) e a Giuseppe Insalaco, che si erano succeduti nella carica di sindaco di Palermo tra il 1980 e il 1984, quando la città fu commissariata a causa degli scandali riguardanti l'amministrazione comunale. Fu l'azione rinnovatrice di Ciriaco De Mita e Sergio Mattarella che portò nel 1985 all'elezione a sindaco di Palermo di Leoluca Orlando, il quale era stato uno stretto collaboratore di Piersanti Mattarella e s'ispirava all'insegnamento dei padri gesuiti Bartolomeo Sorge ed Ennio Pintacuda, animatori di uno dei tanti comitati civici che si opponevano alla mafia. L'esperimento politico di Orlando fu chiamato «Primavera di Palermo» perché non si limitò a coinvolgere le opposizioni (in particolare il P.C.I., che nel 1989 entrò per la prima volta nella giunta comunale), le associazioni e i movimenti nel governo della città ma intendeva estromettere tutti quei "comitati d'affari" che esistevano da oltre un ventennio all'interno dell'amministrazione comunale e che facevano riferimento a Vito Ciancimino e a Salvo Lima (ad esempio il gruppo imprenditoriale dei Cassina). Infatti, nonostante fosse democristiano, Orlando divenne celebre per i suoi attacchi pubblici a Craxi e ad Andreotti (nonché al suo "delfino" Lima), da lui accusati di ricevere voti di provenienza mafiosa. Queste dure prese di posizione gli causarono diverse critiche, tanto che nel 1990, dopo cinque anni di governo cittadino, con l'avvento di Arnaldo Forlani (alleato appunto di Andreotti e Craxi) alla segreteria nazionale della Democrazia Cristiana, Orlando sarà scaricato dal suo stesso partito e costretto alle dimissioni dalla carica di sindaco. Il bilancio finale dell'esperienza della «Primavera» orlandiana risultò alquanto controverso perché il tentativo di bloccare l'ingerenza di Ciancimino nell'assegnazione degli appalti pubblici si rivelò fallimentare e risultò in seguito che uno degli assessori della giunta Orlando, il futuro senatore Vincenzo Inzerillo, fosse in rapporti con la mafia.
Anche il P.C.I., che fino ad allora aveva avuto un ruolo fondamentale nella lotta contro la mafia ma era rimasto sempre relegato all'opposizione, con l'adesione al patto di «solidarietà autonomista» (prima) e il sostegno alla giunta Orlando (poi) avviò relazioni politiche e d'affari con personaggi chiacchierati, nonostante in passato fossero stati attaccati dagli stessi comunisti per i loro legami con Cosa nostra. Dimostrazione fu il voto contrario del P.C.I. alla mozione presentata dal Gruppo Arcobaleno al Parlamento europeo nel 1984 che proponeva di discutere sulle relazioni dell'eurodeputato Lima con la mafia ma soprattutto gli accordi stipulati da alcune aziende aderenti alla Legacoop (tradizionalmente legate al P.C.I.) con i Cassina e i Costanzo (gruppi imprenditoriali notoriamente legati a "famiglie" mafiose) per la realizzazione di importanti lavori pubblici (si scoprì in seguito che diversi imprenditori "rossi" furono cooptati nel "tavolino" di Angelo Siino, il sistema spartitorio degli appalti siciliani voluto dai Corleonesi). Quando nel 1988 fu chiesto conto di tali rapporti d'affari al deputato regionale del P.C.I. Michelangelo Russo, egli rispose che «uno prima di formare consorzi a Palermo non può certo fare l’analisi del sangue ai gruppi locali» (dichiarazione subito sconfessata dal partito).

### L'Alto Commissariato antimafia, la legge "Rognoni-La Torre" e nuovi "cadaveri eccellenti"
L'efferato omicidio del generale Carlo Alberto Dalla Chiesa, della moglie Emanuela Setti Carraro e dell'agente di scorta Domenico Russo (passato alla storia come "strage di via Carini"), oltre a provocare lo sdegno dell'opinione pubblica siciliana e nazionale, ebbe un effetto politico dirompente: nei giorni successivi al massacro, il governo Spadolini II emanò il decreto-legge 6 settembre 1982, n. 629 (convertito nella legge n. 726 del 12 ottobre 1982), che istituiva l'Alto Commissariato per la lotta alla mafia, organo che aveva il compito di coordinare a livello nazionale tutte le attività antimafia, poteri di coordinamento speciali che erano a lungo stati negati al prefetto Dalla Chiesa. Alla guida dell'Alto Commissariato fu nominato Emanuele De Francesco, direttore del S.I.S.D.E. (il servizio segreto civile dell'epoca), che scelse come suo capo di gabinetto Bruno Contrada, dirigente di polizia passato al S.I.S.D.E. e poi riconfermato nell'incarico nel 1985 dal successore di De Francesco, Riccardo Boccia, fino all'anno successivo, quando andò a coordinare la struttura del S.I.S.D.E. in Sicilia (Contrada sarà poi condannato per concorso esterno in associazione mafiosa perché ritenuto legato a boss del calibro di Bontate e Riccobono). Ben presto sull'Alto Commissariato, oltre all'accusa di essere un inefficace carrozzone politico, pesò addirittura il sospetto di essere stato d'intralcio all'azione di magistrati e forze dell'ordine impegnati nella lotta alla mafia fino alle voci di un presunto coinvolgimento in operazioni poco chiare e persino "sporche" (si parlò di un fantomatico agente sfregiato alle dipendenze sia del S.I.S.D.E. che dell'Alto Commissariato, in seguito identificato nell'ex poliziotto calabrese Giovanni Aiello). Tra l'altro, con l'Alto Commissariato collaborava, per la raccolta di informazioni, il Centro “Scorpione” di Trapani, l'unica sede dell'organizzazione Gladio in Sicilia aperta nel 1987 ed operativa almeno fino al 1990.
Inoltre, sempre nei giorni seguenti alla strage di via Carini, il Parlamento varò in tutta fretta la legge 13 settembre 1982 n. 646 (detta "Rognoni-La Torre" dal nome dei promotori del disegno di legge) che introdusse nel codice penale italiano l'art. 416-bis, il quale prevedeva per la prima volta nell'ordinamento italiano il reato di "associazione di tipo mafioso" e la confisca dei patrimoni di provenienza illecita.
Tutto ciò indusse i mafiosi a scatenare ritorsioni contro i magistrati che applicavano questa nuova norma: il 26 gennaio 1983, il territorio di Trapani subì il suo primo delitto "eccellente", cioè l'omicidio del giudice Giangiacomo Ciaccio Montalto, il quale aveva avuto l'innovativa idea di condurre accertamenti nelle banche locali per dimostrare il ruolo delle "famiglie" trapanesi nel traffico internazionale di droga e preparava il suo trasferimento alla Procura di Firenze, da dove avrebbe potuto disturbare gli interessi dei Corleonesi in Toscana; il 29 luglio un'autobomba parcheggiata sotto casa uccise Rocco Chinnici, capo dell'Ufficio Istruzione del Tribunale di Palermo, insieme a due agenti di scorta e al portiere del condominio. Era la prima volta che un'autobomba veniva utilizzata contro un magistrato, tanto che l'unico termine di paragone possibile furono gli attacchi terroristici che avvenivano in Libano in quel frangente storico («Palermo come Beirut», titolarono infatti i principali quotidiani italiani). Si seppe che l'attentato era stato preannunciato da un informatore almeno due settimane prima ma non fu presa nessuna misura di sicurezza. Inoltre il settimanale L'Espresso pubblicò alcuni appunti di Chinnici in cui accusava colleghi ed avvocati di complicità con Cosa nostra, denunciando un clima di condizionamento delle indagini.
Alcune settimane prima dell'attentato che aveva ucciso Chinnici, il 13 giugno 1983, erano stati trucidati in un agguato in via Scobar a Palermo il capitano dei carabinieri Mario D'Aleo insieme all'appuntato Giuseppe Bommarito e al carabiniere Pietro Morici, che stavano proseguendo le indagini del capitano Emanuele Basile sugli alleati dei Corleonesi (in particolare sui Brusca di San Giuseppe Jato) e sui loro interessi nel campo dei lavori pubblici.
Il 5 gennaio 1984 anche Catania ebbe il suo primo "cadavere eccellente": fu ucciso il giornalista e scrittore Giuseppe Fava, che sul suo periodico I Siciliani stava conducendo una solitaria campagna di stampa contro i Costanzo e gli altri "cavalieri del lavoro" catanesi (da lui definiti i «quattro cavalieri dell'apocalisse mafiosa» in un celebre articolo), accusandoli di aver intrecciato legami con il boss Benedetto Santapaola dopo la fine dei Calderone. Il sindaco democristiano di Catania, Angelo Munzone, e il suo capo-corrente, il deputato Antonino Drago (definito «il Salvo Lima di Catania» in quanto leader della corrente andreottiana nella Sicilia orientale ed anch'egli con un passato da fanfaniano), dichiararono ai giornalisti che «a Catania la mafia non c'è» e non bisognava criminalizzare i "cavalieri del lavoro" che «hanno dato notevoli occasioni di lavoro alla città» in quanto, sentendosi accusati, esisteva il pericolo che essi «emigrino, investendo i loro danari in Piemonte o in Liguria».

### Il pool antimafia, i primi "pentiti" e il maxiprocesso

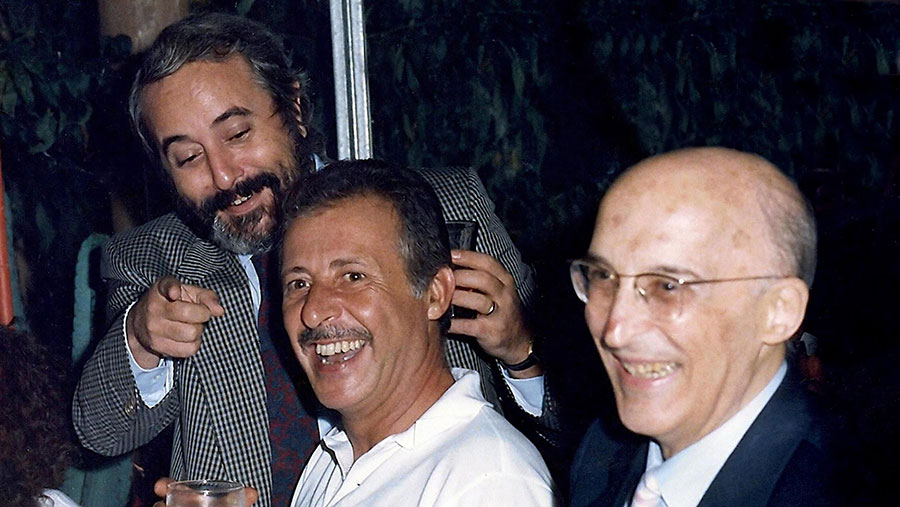
Giovanni Falcone (sulla sinistra) insieme a Paolo Borsellino (al centro) ed Antonino Caponnetto nel 1986.

Dopo l'assassinio di Chinnici, il giudice Antonino Caponnetto, che lo sostituì a capo dell'Ufficio Istruzione, decise di istituire un "pool antimafia", ossia un gruppo di giudici istruttori che si sarebbero occupati esclusivamente e a tempo pieno dei reati di stampo mafioso, di cui chiamò a far parte i magistrati Giovanni Falcone, Paolo Borsellino, Giuseppe Di Lello e Leonardo Guarnotta. Falcone in particolare era esperto in investigazioni patrimoniali e bancarie, che aveva già utilizzato con successo in un processo contro la cosca Inzerillo. Furono infatti le indagini sui patrimoni accumulati illecitamente e sui conti bancari (rivoluzionarie per l'epoca) che consentirono al pool di accumulare un abbondante materiale probatorio in grado di decifrare i legami tra le cosche. Tuttavia la conferma a questo lavoro arrivò con la collaborazione di Tommaso Buscetta: arrestato in Brasile ed estradato in Italia nel giugno 1984, il boss, braccato dai Corleonesi che gli avevano sterminato la famiglia, decise di raccontare tutto ciò che sapeva su Cosa nostra al giudice Falcone, rivelando i nomi degli adepti e gli organigrammi delle "famiglie", l'esistenza di regole di comportamento, gerarchie e rituali d'affiliazione che consentirono di considerare le cosche non più come gruppi criminali autonomi ma parte di un'unica organizzazione, Cosa nostra appunto. Buscetta tacque però sui legami della mafia con il mondo politico: gli unici personaggi legati alla politica che accusò furono Vito Ciancimino e i cugini Nino ed Ignazio Salvo ma non volle andare oltre, nonostante le insistenze di Falcone. Il 29 settembre 1984 le dichiarazioni di Buscetta produssero 366 ordini di cattura eseguiti, oltre a Palermo, anche a Roma, Milano e Frosinone. Stessa cosa fece subito dopo Salvatore Contorno, anche lui sopravvissuto alla «seconda guerra di mafia» e vittima di vendette trasversali contro i suoi parenti ed amici, le cui dichiarazioni costituirono una conferma a quelle di Buscetta. Nell'ottobre del 1984 le rivelazioni di Contorno portarono ad altri 127 mandati di cattura, nonché arresti eseguiti tra Palermo, Roma, Bari e Bologna.

Tommaso Buscetta viene estradato dal Brasile in Italia, dove inizierà a collaborare con il giudice Falcone (15 luglio 1984).

Inoltre, nell'aprile 1984, Gaetano Badalamenti fu acciuffato in Spagna ed estradato negli Stati Uniti: le intercettazioni telefoniche e le indagini dell'F.B.I. accertarono che il boss, nonostante fosse caduto in disgrazia agli occhi dell'organizzazione siciliana (fosse quindi "posato" in gergo mafioso), rimaneva una formidabile fonte di approvvigionamento di eroina per il gruppo Catalano-Ganci-Lamberti di Brooklyn. Tuttavia gli esponenti di tale gruppo risultarono affiliati a "famiglie" legate ai Corleonesi, notori nemici del Badalamenti (alcuni sostennero che fosse un doppiogiochista, altri che stava per essere attirato in un tranello per assassinarlo). Era il caso della «Pizza connection», definita la «più grande operazione del secolo contro la criminalità organizzata» dal Procuratore generale degli Stati Uniti William French Smith, che segnò l'inizio di una proficua collaborazione tra il pool antimafia e gli inquirenti statunitensi, i quali stipularono un accordo speciale per utilizzare entrambi e proteggere Buscetta, divenuto testimone-chiave del caso che, infine, si concluse con la condanna negli Stati Uniti a 45 anni di carcere per Badalamenti e per Salvatore Catalano, boss dell'omonimo gruppo siculo-americano.
Messi alle strette dalla pressione giudiziaria, i Corleonesi non fecero attendere la loro reazione: prima con la cosiddetta strage di Piazza Scaffa (18 ottobre 1984), quando in una stalla del quartiere palermitano di Corso dei Mille-Sant'Erasmo (zona controllata dai più feroci killers di Riina) furono massacrate a fucilate otto persone per punire uno "sgarro", e l'omicidio di alcuni "pentiti" (come Leonardo Vitale, assassinato il 2 dicembre dello stesso anno) e di loro amici e parenti, al fine di mettere paura a Buscetta e Contorno ed indurli così a ritrattare. I due collaboratori di giustizia non si lasciarono tuttavia intimidire e continuarono a rendere dichiarazioni al giudice Falcone. Poi, da Roma, il boss Pippo Calò sfruttò i suoi contatti nella banda della Magliana e nell'eversione nera per organizzare la strage del Rapido 904 (23 dicembre 1984), che provocò 17 morti e 267 feriti, nel tentativo di distogliere l'attenzione dell'opinione pubblica dalle indagini del pool antimafia e dalle dichiarazioni di Buscetta e Contorno. Il 2 aprile 1985, i Corleonesi ripresero in maniera cruenta l'offensiva contro la magistratura impegnata nelle inchieste antimafia: un altro spaventoso attentato con autobomba a Pizzolungo, nei pressi di Trapani, che doveva colpire il giudice Carlo Palermo (titolare di una complessa indagine su un vasto traffico di droga ed armi imbastito da faccendieri, mafiosi siciliani e turchi con il Medio Oriente) uccise la casalinga Barbara Rizzo e i suoi bimbi di soli 6 anni, Giuseppe e Salvatore Asta, che transitavano in auto nel momento dell'esplosione. Subito dopo l'orrendo massacro, il sindaco democristiano di Trapani, Erasmo Garuccio, si affrettò a dichiarare ai giornali che «a Trapani la mafia non esiste». Un mese dopo l'attentato, fu trovato ad Alcamo un laboratorio clandestino per la produzione di eroina (il più grande mai scoperto in Europa), che era gestito dagli stessi mafiosi responsabili del massacro di Pizzolungo (ed alleati di ferro dei Corleonesi nella zona tra Alcamo e Castellammare del Golfo, nel trapanese).

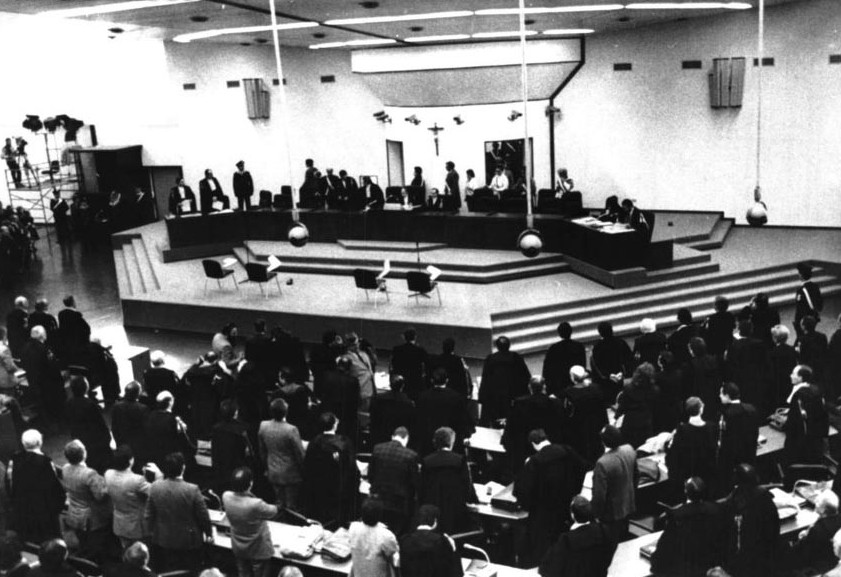
Un'udienza del maxiprocesso di Palermo (1986).

Nell'estate del 1985, a pochi giorni di distanza, furono uccisi due validi investigatori che a lungo avevano collaborato con il pool antimafia: il commissario Beppe Montana (28 luglio) e il vice questore Ninni Cassarà (6 agosto), massacrato insieme all'agente di scorta Roberto Antiochia. Questi due omicidi indussero le autorità ad aumentare le misure di sicurezza intorno a Falcone e Borsellino, incaricati di redigere l'imponente ordinanza-sentenza di rinvio a giudizio degli imputati accusati da Buscetta e Contorno: i due magistrati furono perciò trasferiti insieme alle proprie famiglie presso la foresteria del carcere dell'Asinara, dove poterono completare il loro lavoro.
Finalmente, l'8 novembre 1985 il giudice Falcone poté depositare l'ordinanza-sentenza di 8 000 pagine che rinviava a giudizio 476 indagati in base alle indagini del pool antimafia supportate dalle dichiarazioni di Buscetta, Contorno e altri ventitré collaboratori di giustizia: il cosiddetto "maxiprocesso" che ne scaturì iniziò in primo grado il 10 febbraio 1986, presso un'aula bunker appositamente costruita all'interno del carcere dell'Ucciardone a Palermo per accogliere i numerosi imputati e avvocati. Con una scelta considerata rivoluzionaria, la giunta del sindaco Leoluca Orlando si costituì parte civile nel processo. Dopo 349 udienze, 1314 interrogatori e 635 arringhe difensive, il maxiprocesso si concluse in primo grado il 16 dicembre 1987 con 342 condanne, tra cui 19 ergastoli che vennero comminati tra gli altri ai boss latitanti Benedetto Santapaola, Bernardo Provenzano e Salvatore Riina, giudicati in contumacia.

### La stagione dei "veleni"

I giudici Giovanni Falcone e Paolo Borsellino.

Nel gennaio 1988, a Palermo si contarono altri due "cadaveri eccellenti": a distanza di due giorni l'uno dall'altro, furono assassinati l'ex sindaco Giuseppe Insalaco (che aveva rifiutato di sottostare al sistema degli appalti pilotati da Vito Ciancimino) e l'agente di polizia Natale Mondo (già sopravvissuto all'attentato che costò la vita a Ninni Cassarà, si era infiltrato in una banda di narcotrafficanti legati alle cosche del quartiere Arenella). In quell'anno si assistette anche allo smantellamento del pool antimafia: dopo la nomina di Borsellino a Procuratore della Repubblica di Marsala, Caponnetto chiese di tornare a Firenze prima del pensionamento e, al suo posto, il Consiglio superiore della magistratura nominò Antonino Meli, bocciando clamorosamente la candidatura di Falcone, considerato da molti l'erede naturale di Caponnetto. Insediatosi a capo dell'Ufficio istruzione, Meli iniziò gradualmente a togliere al pool l'esclusiva sulle indagini antimafia, entrando in aperto contrasto con i suoi componenti. Nonostante ciò, Falcone portò a termine una brillante operazione: il boss mafioso catanese Antonino Calderone, detenuto in un carcere francese, chiese di poter parlare esclusivamente con lui e, con le sue rivelazioni, portò all'arresto di 160 mafiosi in tutta la Sicilia, accusando anche i potenti imprenditori Costanzo. Ma Meli decise di togliere l'inchiesta Calderone al pool e di smembrarla tra le varie Procure siciliane, con la scusa che non era sufficientemente provato che Cosa nostra fosse un'organizzazione unitaria e verticistica, come sosteneva Falcone. Borsellino (che stava ottenendo notevoli successi nelle indagini antimafia in provincia di Trapani) decise di denunciare pubblicamente questa grave situazione ma rischiò un provvedimento disciplinare da parte del Consiglio superiore della magistratura.
I giudici del pool persero persino l'appoggio del movimento antimafia: lo scrittore Leonardo Sciascia accusò di carrierismo i magistrati impegnati in inchieste sulla mafia in un celebre articolo apparso sul Corriere della Sera mentre, in televisione, Leoluca Orlando tuonò contro Falcone, accusandolo di insabbiare le indagini sui legami politici della mafia. Finita l'esperienza del pool e bocciato nuovamente dal C.S.M. per la nomina ad Alto commissario antimafia (che andò invece al magistrato Domenico Sica), nella primavera del 1989 Falcone finì nuovamente nell'occhio del ciclone a causa di alcune lettere anonime (pubblicate dai maggiori quotidiani nazionali) che lo accusavano di utilizzare il "pentito" Contorno come «killer di Stato» per sterminare i Corleonesi, accusa infamante e palesemente infondata. Fu rinvenuto, nello stesso periodo, un borsone carico di tritolo collocato nei pressi della villa al mare affittata da Falcone nel periodo estivo: si diffuse la voce calunniosa che fosse una messinscena per permettere al giudice di ottenere visibilità.
Nel frattempo, Falcone raccolse le dichiarazioni di Francesco Marino Mannoia, un altro mafioso che aveva preteso di parlare esclusivamente con lui. Le ragioni del "pentimento" di Mannoia erano da ricercarsi nell'ennesima epurazione ordinata dai Corleonesi: uno dei loro più temibili killers, Vincenzo Puccio, voleva spodestare Totò Riina, che, scoperto questo tradimento, lo fece trucidare insieme a tutto il suo gruppo, di cui faceva parte anche il fratello minore di Marino Mannoia, che ora temeva di finire anche lui nel mirino della vendetta dei Corleonesi. Mannoia si rivelò prezioso perché rivelò al giudice Falcone le ultime trame di Cosa nostra ma sui rapporti politici fu evasivo come Buscetta. Per ritorsione, a Marino Mannoia furono uccise la madre, la sorella e una zia. Le uniche ammissioni "esplosive" che fece a Falcone furono i passati legami tra Bontate e l'eurodeputato Salvo Lima ma anche che, in occasione delle elezioni politiche del 1987, la "Commissione" presieduta da Riina aveva disposto di votare per il Partito Socialista Italiano e per il Partito Radicale per punire la Democrazia Cristiana del suo scarso interesse per l'esito del Maxiprocesso. In effetti, nel 1987 entrambi i partiti, che si fecero portavoce di furiosi attacchi contro la magistratura in relazione al caso Tortora, aumentarono i loro consensi in zone «ad alta densità» mafiosa: rispetto alle precedenti elezioni, il P.S.I. crebbe a Palermo dal 9,8 al 16,4% mentre il Partito Radicale passò da quasi zero al 2,3%. Claudio Martelli (all'epoca vicesegretario nazionale del P.S.I. e capolista nella circoscrizione della Sicilia occidentale) negò sempre con forza che sia stato stipulato un patto elettorale con i boss.
Il 10 dicembre 1990 si registrò un'ulteriore sconfitta: la Corte d'assise d'appello di Palermo ridusse drasticamente le condanne di primo grado del maxiprocesso, accettando soltanto parte delle dichiarazioni di Buscetta e Contorno.
Nel 1991, entrato in rotta di collisione anche con il procuratore capo Pietro Giammanco (che ostacolò alcune sue delicate indagini sulla stagione dei "cadaveri eccellenti"), Falcone accettò l'offerta del ministro della Giustizia Claudio Martelli di andare a lavorare a Roma. Nominato direttore degli affari penali al ministero, Falcone promosse l'istituzione della Direzione Nazionale Antimafia (D.N.A.) e della Direzione Investigativa Antimafia (D.I.A.), strutture centralizzate di coordinamento delle indagini antimafia su tutto il territorio nazionale, che furono approvate dal Consiglio dei ministri con il decreto-legge 20 novembre 1991, n. 367. Queste misure furono però accolte da polemiche e critiche da parte del P.D.S. e dell'Associazione nazionale magistrati, che addirittura proclamò uno sciopero in segno di protesta.
La candidatura di Falcone alla carica di Procuratore nazionale antimafia fu osteggiata dal C.S.M., tanto che nella primavera del 1992 il ministro Martelli (entrato in aperta polemica con l'organo di autogoverno della magistratura) fu costretto a porre il veto alla nomina del magistrato Agostino Cordova, la cui candidatura era stata posta in opposizione a quella di Falcone.

### La secessione della «stella»
Il 25 settembre 1988 anche nella Sicilia centrale si ebbe un omicidio "eccellente": il giudice Antonino Saetta venne ucciso insieme al figlio Stefano lungo la strada statale Caltanissetta-Agrigento da alcuni mafiosi di Palma di Montechiaro per fare un favore ai Corleonesi di Riina: infatti Saetta avrebbe dovuto presiedere il grado di Appello del Maxiprocesso ed aveva già condannato all'ergastolo i responsabili dell'omicidio del capitano Emanuele Basile. In quella parte dell'isola, oltre l'omicidio del giudice Saetta, si registrarono circa 400 morti ammazzati tra il 1989 e il 1992: gli epicentri della "mattanza" mafiosa erano appunto a Palma di Montechiaro e a Gela, nel nisseno. Le cause di questo massacro sono da ricercarsi a partire dagli anni '60 in poi, quando, a seguito della crisi irreversibile dell'industria estrattiva dello zolfo (che portò all'inevitabile chiusura di tutte le zolfare), l'economia stagnante della Sicilia centrale si iniziò a basare prevalentemente sul settore terziario e sugli appalti pubblici «manovrati a Roma e in loco da notabili politici dei partiti di governo, amici di noti boss della mafia». La costruzione di diverse dighe nella zona (Olivo a Barrafranca, Furore a Naro, Castello a Bivona e Disueri a Gela) divenne oggetto di appetiti da parte di piccoli clan locali rimasti fino ad allora relegati alla criminalità di ambito agro-pastorale (che nell'agrigentino presero il nome di «paracchi» o «famigghiedde»). Dovettero però affrontare la concorrenza delle potenti "famiglie" mafiose, come i Pitruzzella di Favara e i Madonia di Vallelunga Pratameno, che si spostarono in quei luoghi con mezzi ed uomini per sfruttare i nuovi affari, cui si aggiunse l'indotto dell'Anic di Gela. Se in un primo momento collaborarono con Cosa nostra, presto i clan dei pastori se ne allontanarono perché non accettavano il diktat dei Corleonesi, i quali intendevano favorire esclusivamente ditte "amiche" in materia di appalti e forniture di calcestruzzi: infatti i "pastori" ammazzarono un potente alleato dei Corleonesi, il capo di Cosa nostra ad Agrigento, Carmelo Colletti, e si unirono agli altri boss della zona che rifiutavano lo strapotere di Riina e dei suoi, i quali, a loro volta, scatenarono la caccia all'uomo. Questa confederazione criminale che si formò fu denominata giornalisticamente «Stidda» (in siciliano «stella» oppure «sfortuna» o «scheggia»), nome, secondo alcuni, derivato da un particolare tatuaggio oppure, secondo altri, dalle origini agricole di molti dei suoi aderenti. Ragazzini di 12-15 anni, rapinatori da strapazzo e tossicodipendenti furono trasformati in killers a buon mercato per regolare i conti con i boss di Cosa nostra. Con questo metodo, gli stiddari riuscirono a compiere le feroci stragi di Porto Empedocle (qui avvennero due distinti massacri: il primo, nel 1986, con tre morti e il secondo, nel 1990, con altri tre uccisi), Riesi (tre morti), Palma di Montechiaro (tre morti), Gela (otto morti e undici feriti in quattro agguati simultanei) e Racalmuto (anche qui due massacri: il primo, nel 1991, con quattro morti e il secondo, nel 1992, con tre morti), nonché l'efferato assassinio "eccellente" del giudice Rosario Livatino (21 settembre 1990), inseguito e freddato lungo la statale Caltanissetta-Agrigento mentre si recava al lavoro. Livatino stava seguendo importanti indagini sulle cosche agrigentine (fino ad allora solo sfiorate dalle investigazioni) e, secondo diverse testimonianze, i boss di Cosa nostra decisero di liberarsene aizzandogli contro gli stiddari con false dicerie, così da far ricadere esclusivamente su di loro la colpa del delitto.

### La nascita del movimento antiracket

Libero Grassi, divenuto il simbolo della ribellione al "pizzo" mafioso.

Nel 1989 fu scoperto nel covo di Antonino Madonia (giovane "rampollo" della famiglia mafiosa di Resuttana, da sempre alleata ai Corleonesi) un libro mastro con quattrocento nomi di auto-saloni, boutique, studi professionali, ristoranti e piccole fabbriche con a fianco le relative cifre mensili o trimestrali delle estorsioni da pagare (il famigerato "pizzo"), che variavano dalle 150.000 ai 7 milioni di lire. Delle quattrocento attività commerciali elencate, solo quattro ammisero alla polizia di pagare e nessuno collaborò alle indagini. Infatti, dai primi anni '80 in poi, la città di Palermo registrò numerosi casi di imprenditori assassinati perché rifiutarono di sottostare al "pizzo": oltre all'ingegnere bresciano Piero Pisa (attivo nel settore delle infrastrutture pubbliche, ucciso il 4 gennaio 1982), nel 1985 furono trucidati, a distanza di poche settimane l'uno dall'altro, Roberto Parisi (titolare di una grossa impresa di manutenzioni e presidente del Palermo Calcio), Pietro Patti (industriale del settore manifatturiero) e il costruttore Francesco Paolo Semilia, seguiti dal direttore del cantiere palermitano di una ditta di costruzioni romana, Donato Boscia (2 marzo 1988), e dall'imprenditore edile Luigi Ranieri (11 dicembre 1988). Anche altri segnali preoccupanti giungevano da Catania: nel gennaio 1990 furono oggetto di attentati incendiari i magazzini Standa nel centro città mentre in novembre furono assassinati Francesco Vecchio e Alessandro Rovetta, entrambi manager delle Acciaierie Megara (il più importante polo siderurgico della Sicilia), che probabilmente non si erano piegati ad un tentativo di estorsione. A tutto ciò deve aggiungersi la sinistra influenza esercitata sull'aggiudicazione di tutti gli appalti siciliani dal «ministro mafioso dei lavori pubblici» Angelo Siino, che arrivò ad imporre alle imprese la cosiddetta «tassa Riina», cioè il 2% su ogni tangente pagata che sarebbe finito direttamente nelle tasche del boss corleonese.
Secondo l'analisi di Giovanni Falcone, il proliferare delle estorsioni rispondeva ad «una precisa scelta ispirata dai Corleonesi che hanno dato via libera a ladruncoli, teppisti, malviventi da strapazzo, a Palermo come a Catania e altrove, sia per invischiare la repressione poliziesca nella caccia ai piccoli delinquenti, sia per mettere nei guai le famiglie delle grandi città, lasciando invece maggiore libertà di azione alla periferia. [...] La pratica dell'estorsione si è quindi distaccata dalle necessità di sopravvivenza [...] e di protezione, e si è trasformata in un semplice mezzo per raccogliere denaro» necessario «a finanziare gli strati più bassi dell'organizzazione, la manodopera di Cosa nostra, e il mondo che le ruota attorno».
In questo contesto fece scalpore la decisione dell'imprenditore Libero Grassi (titolare di un'azienda tessile situata nel territorio dei Madonia) di non pagare il "pizzo", anzi di denunciare pubblicamente questa pratica: prima con una lettera aperta pubblicata dal Giornale di Sicilia indirizzata al «caro estorsore» e poi in un'intervista televisiva concessa al conduttore Michele Santoro. Grassi inoltre collaborò con la polizia per far arrestare i suoi estorsori, che agivano alle dipendenze della cosca dei Madonia. L'iniziativa di Grassi non trovò l'appoggio di Sicindustria ed anzi l'Assindustria lo accusò di cercare soltanto visibilità poiché non risultava che gli imprenditori palermitani pagassero il "pizzo". Perciò il 29 agosto 1991 Grassi fu ucciso in un agguato sotto la sua abitazione, come disse Falcone «non tanto per le centinaia di migliaia di lire che rifiutava di pagare, quanto per il "cattivo esempio" che dava all'insieme al mondo produttivo».
Mentre il mondo imprenditoriale abbandonava al suo destino Libero Grassi, una sentenza (giudicata scandalosa da più parti) affermava che gli imprenditori Costanzo di Catania non sarebbero stati complici di Cosa nostra ma costretti a subire la "protezione" per necessità e quieto vivere.
Un mese dopo l'omicidio dell'imprenditore, i conduttori televisivi Maurizio Costanzo e Michele Santoro gli dedicarono una lunga trasmissione a reti unificate su Rai 3 e Canale 5, che totalizzò quasi dieci milioni di telespettatori. Alla diretta televisiva parteciparono in veste di ospiti, oltre a Falcone, giornalisti, opinionisti, politici (tra cui Leoluca Orlando), numerosi parenti di vittime di Cosa nostra (come Rita Dalla Chiesa, Claudio Fava e Giovanni Impastato, per citare i più noti) e fece un breve intervento anche il popolare presentatore Pippo Baudo, che invocò «leggi eccezionali» contro la mafia (circa un mese dopo, per ritorsione, Cosa nostra farà saltare in aria con l'esplosivo la villa al mare che il conduttore televisivo possedeva in Sicilia). Memorabile rimase il finale della trasmissione in cui Costanzo bruciò una maglietta con scritto "Mafia made in Italy".
L'esempio di Grassi fu seguito da 140 negozianti ed imprenditori di Capo d'Orlando (cittadina marittima a vocazione turistica situata nel messinese), che nel 1990 costituirono l'A.C.I.O. (Associazione Commercianti ed Imprenditori Orlandini), un'associazione antiracket (la prima in Italia) e fecero arrestare (e condannare) i loro estorsori, appartenenti ad un clan di "pastori", i Galati Giordano di Tortorici, collegato ai più potenti Rampulla di Mistretta e ai Farinella delle Madonie, entrambi fedelissimi dei Corleonesi.

## La stagione delle bombe e dell'offensiva giudiziaria

### Le stragi del 1992, la reazione dello Stato e le "trattative"

La strage di Capaci (23 maggio 1992)

Poiché la strategia di Giovanni Falcone stava risultando vincente sia sul fronte giudiziario che legislativo (il maxiprocesso si avviava alla sua conclusione definitiva e il governo Andreotti aveva appena varato il decreto-legge che istituiva la D.N.A. e la D.I.A.), Totò Riina decise di rispondere con una campagna di attentati terroristici contro figure politiche ed istituzionali, che fu decretata nel corso di alcune riunioni ristrette della "Commissione interprovinciale" del settembre-ottobre 1991 e subito dopo in una riunione della "Commissione provinciale", svoltasi nel dicembre 1991: specialmente durante questo incontro, venne deciso ed elaborato un piano stragista "ristretto", che prevedeva l'assassinio di nemici storici di Cosa nostra (i giudici Falcone e Borsellino) e di personaggi rivelatisi non più manovrabili come un tempo, primo fra tutti l'eurodeputato Salvo Lima.
I timori di Riina e dei suoi fedelissimi furono rafforzati nel gennaio del 1992, quando furono emesse due sentenze giudiziarie di portata storica che infransero ufficialmente la secolare impunità di cui aveva goduto l'organizzazione mafiosa: il 17 gennaio, il Tribunale di Palermo dichiarò per la prima volta colpevole del reato di associazione mafiosa un politico, l'ex sindaco democristiano Vito Ciancimino, che ebbe una condanna a dieci anni di reclusione; il successivo 30 gennaio, la Corte di Cassazione ribaltò la sentenza d'appello del maxiprocesso e confermò integralmente tutte le condanne (compresi i numerosi ergastoli a Riina, Provenzano, Madonia, Calò e agli altri boss), avallando in toto le dichiarazioni di Buscetta e Contorno: per la prima volta, la giustizia italiana riconosceva l'esistenza di Cosa nostra come organizzazione unitaria e verticistica, e non più come agglomerato di cosche indipendenti tra loro.
In seguito alla sentenza della Cassazione, nel febbraio-marzo 1992 si tennero riunioni ristrette della "Commissione", sempre presiedute da Riina, che decisero di dare inizio agli attentati e stabilirono nuovi obiettivi da colpire: il 12 marzo, Salvo Lima venne ucciso in un agguato durante la campagna elettorale per le imminenti elezioni politiche, che segnarono il tracollo elettorale della Democrazia Cristiana su scala nazionale (il giorno prima delle elezioni, il 4 aprile, fu ammazzato ad Agrigento anche il maresciallo dei carabinieri Giuliano Guazzelli, impegnato in importanti indagini sulle "famiglie" della zona); il 23 maggio seguente avvenne la strage di Capaci: l'esplosione di 500 kg di tritolo posizionati in un cunicolo sotto il tratto autostradale tra Palermo e l'aeroporto di Punta Raisi, all'altezza dello svincolo di Capaci, uccise Giovanni Falcone, la moglie Francesca Morvillo e i tre agenti della scorta Antonio Montinaro, Vito Schifani, Rocco Dicillo; la deflagrazione fu provocata a distanza da Giovanni Brusca, incaricato da Riina di guidare il commando omicida. La notizia dell'orrendo massacro influì sull'elezione del Presidente della Repubblica allora in corso: il favorito era Andreotti ma la strage orientò la scelta dei parlamentari verso un politico meno esposto, cioè Oscar Luigi Scalfaro. A soli 57 giorni di distanza, il 19 luglio, si consumò la strage di via d'Amelio: l'esplosione di un'autobomba parcheggiata sotto casa della madre uccise il giudice Paolo Borsellino e gli agenti di scorta Agostino Catalano, Emanuela Loi, Vincenzo Li Muli, Walter Eddie Cosina e Claudio Traina, che furono letteralmente fatti a pezzi dalla deflagrazione.

La strage di Via D'Amelio (19 luglio 1992)

I funerali delle vittime di entrambe le stragi videro una partecipazione popolare mai vista prima e furono caratterizzati dalle dure contestazioni nei confronti delle autorità presenti, che furono "accolte" da urla, insulti, lanci di monetine e tentativi di linciaggio.. A seguito della strage di via d'Amelio, il governo Amato reagì con il pugno duro: la notte stessa della strage, il ministro della Giustizia Martelli firmò d'urgenza l'applicazione del regime di carcere duro (art. 41 bis dell'ordinamento penitenziario) nei confronti di circa trecento detenuti per reati di mafia, 'ndrangheta e camorra, che furono trasferiti in blocco nelle carceri di massima sicurezza dell'Asinara e di Pianosa per isolarli dal mondo esterno. Il 17 agosto, il Parlamento convertì in legge il decreto n. 306 dell'8 giugno (c.d. Scotti-Martelli, dal nome dei suoi promotori), che, oltre all'articolo 41 bis, prevedeva un pacchetto di misure antimafia, come l'entrata in funzione della D.N.A. e della D.I.A. volute da Falcone. Si diede inoltre il via all'operazione "Vespri siciliani", con cui vennero inviati 7 000 uomini dell'esercito in Sicilia per presidiare gli obiettivi sensibili, come tribunali ed abitazioni di magistrati.
La decisa reazione dello Stato tuttavia non fermò la resa dei conti: Riina cercò di allargare anche a Catania la campagna di attentati, nonostante l'opposizione di Santapaola, ed infatti il 27 luglio del 1992 fu ucciso in un agguato l'ispettore capo Giovanni Lizzio. Il 14 settembre successivo, sul lungomare di Mazara del Vallo, Leoluca Bagarella (cognato di Riina), insieme ai boss Giuseppe Graviano e Matteo Messina Denaro, cercò di fare fuori il commissario Calogero Germanà (che aveva collaborato con il giudice Borsellino in delicate inchieste sulle cosche trapanesi), il quale riuscì miracolosamente a salvarsi. Il 19 settembre, un "gruppo di fuoco" guidato da Brusca e Bagarella uccise Ignazio Salvo (potente imprenditore e mafioso di Salemi), anche lui rivelatosi inaffidabile perché era stato legato a Salvo Lima.
Tra l'estate e l'autunno del 1992, il colonnello dei carabinieri Mario Mori (comandante del Raggruppamento operativo speciale) cercò in gran segreto di stabilire un contatto diretto con Riina attraverso la mediazione di Vito Ciancimino per proporgli la resa incondizionata allo Stato e quindi la cessazione delle stragi. Dopo alcune settimane, queste proposte furono giudicate come intrasmissibili da Ciancimino, che quindi si propose a Mori come infiltrato per far catturare Riina. Tuttavia, il 19 dicembre successivo, Ciancimino fu nuovamente arrestato per scontare un residuo di pena e il piano sfumò. Alcuni collaboratori di giustizia sostennero che in realtà Riina recepì l'ambasciata di Ciancimino e quindi avrebbe compilato un "papello" (in siciliano, un elenco scritto) di richieste da trasmettere alle istituzioni (revisione del maxiprocesso, abolizione del 41-bis, riforma della legge sui "pentiti" e chiusura delle super-carceri dell'Asinara e di Pianosa) la cui contropartita sarebbe stata la fine della campagna stragista. Mori negò sempre di aver ricevuto un "papello" da Riina e il dibattito se le richieste di Cosa nostra siano effettivamente arrivate nelle sedi governative ha tenuto banco per anni ed è arrivato persino nelle aule di tribunale. Parallelamente a questa "trattativa", se ne svolse un'altra: un infiltrato dei carabinieri, l'ex terrorista nero Paolo Bellini, riuscì ad entrare in contatto con Antonino Gioè, uno dei partecipanti alla strage di Capaci. Gioè informò Giovanni Brusca che Bellini chiedeva, per conto dei carabinieri, la restituzione di alcune opere d'arte trafugate. Brusca ("autorizzato" a tal proposito da Riina) gli fece sapere che voleva in cambio la scarcerazione per alcuni boss detenuti in regime di carcere duro ma la proposta fu rifiutata. Stando al racconto di Brusca, Bellini avrebbe suggerito a Gioè «di dare un segnale» allo Stato attraverso attentati contro il patrimonio artistico nazionale, con riferimento particolare alla Torre di Pisa.

### L'arresto di Riina e le bombe sul "continente"

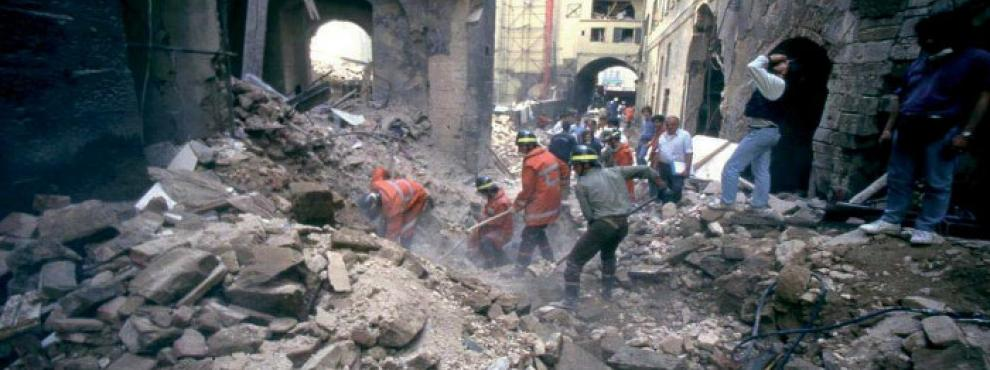
I soccorsi dopo l'esplosione di via dei Georgofili a Firenze (27 maggio 1993)

Il 15 gennaio 1993 gli uomini dell'unità CrimOr del Raggruppamento operativo speciale, al comando del capitano dei carabinieri Sergio De Caprio (nome in codice Ultimo), arrestarono Riina (ricercato da venticinque anni e di cui si avevano pochissime fotografie ormai vecchie) mentre usciva dalla sua abitazione a bordo di un'automobile e fu possibile identificarlo solo grazie al riconoscimento effettuato da un suo uomo, Baldassare Di Maggio, divenuto nel frattempo un collaboratore di giustizia. Si trattò di un'operazione complessa, che ebbe degli aspetti mai completamente chiariti, come la ritardata perquisizione della villa dove il boss aveva vissuto con la sua famiglia fino all'arresto, che fu oggetto di diatriba tra i carabinieri e la Procura di Palermo. Oltre a questa inquietante circostanza, l'opinione pubblica rimase perplessa dal fatto che Riina, uno dei latitanti più ricercati d'Italia, potesse circolare tranquillamente per le strade di Palermo con tanto di "autista" e che i suoi quattro figli fossero nati in una clinica privata ed avessero frequentato le scuole registrati con il loro effettivo cognome. La prima comparsa di Riina in un'aula di tribunale dopo la cattura fu un autentico show trasmesso dalla televisione nazionale e seguito da oltre otto milioni di telespettatori, che ebbero l'occasione di vedere il boss corleonese presentarsi come un umile contadino che non conosceva Cosa nostra e si proclamava come un novello Enzo Tortora calunniato dai "pentiti".
Subito dopo l'arresto di Riina, si creò una frattura all'interno di Cosa nostra: vi era un gruppo mafioso favorevole alla continuazione degli attentati contro lo Stato (Leoluca Bagarella, Giovanni Brusca, i fratelli Filippo e Giuseppe Graviano, Matteo Messina Denaro) ed un altro contrario (Michelangelo La Barbera, Raffaele Ganci, Salvatore Cancemi, Benedetto Spera) mentre il boss Bernardo Provenzano era il paciere tra le due fazioni e riuscì a porre la condizione che gli attentati avvenissero fuori dalla Sicilia, in "continente". Poiché Brusca se ne tirò fuori (a suo dire), Bagarella affidò l'organizzazione degli attentati ai fratelli Graviano e a Messina Denaro. Non è ancora ben chiaro come avvenne la scelta degli obiettivi da colpire (secondo alcune testimonianze, furono adoperati dépliant turistici procurati da Messina Denaro, secondo altri i bersagli furono indicati da un terrorista nero che era stato in carcere con Bagarella): il 14 maggio avvenne un attentato dinamitardo in via Ruggiero Fauro a Roma ai danni del giornalista Maurizio Costanzo, il quale però ne uscì illeso; il 27 maggio un altro attentato dinamitardo in via dei Georgofili a Firenze devastò la Galleria degli Uffizi e distrusse la Torre dei Pulci (cinque morti e una quarantina di feriti).

La strage di via Palestro (27 luglio 1993)

Nel maggio del 1993, papa Giovanni Paolo II si era recato in visita in Sicilia e, durante la celebrazione eucaristica tenuta presso la Valle dei Templi ad Agrigento, colse l'occasione per lanciare un duro anatema contro i mafiosi, invitandoli alla conversione.
La notte del 27 luglio successivo, esplosero quasi contemporaneamente tre autobombe a Roma e Milano, devastando le basiliche di San Giovanni in Laterano e San Giorgio al Velabro nonché il Padiglione d'Arte Contemporanea di Milano (cinque morti e una trentina di feriti in tutto). Il motivo della scelta di questi obiettivi non è stato mai chiarito: alcuni sostennero che gli attentati alle basiliche romane fossero un sinistro avvertimento al Vaticano per il discorso contro la mafia pronunciato da Giovanni Paolo II durante la sua visita ad Agrigento nel maggio precedente oppure che si trattò di un'intimidazione nei confronti dei massimi esponenti istituzionali dell'epoca, il Presidente del Senato Giovanni Spadolini e il Presidente della Camera Giorgio Napolitano. Il Presidente della Repubblica Oscar Luigi Scalfaro ritenne che queste bombe fossero un segnale nei suoi confronti ed espresse tale convincimento in un celebre discorso trasmesso in diretta televisiva il 3 novembre 1993. L'intento di colpire la Chiesa cattolica si palesò nel settembre del 1993, quando i fratelli Graviano decisero di far uccidere un sacerdote, padre Pino Puglisi, espressione di una Chiesa impegnata nel sociale e nel recupero di giovani e ragazzi disagiati, che nel quartiere degradato di Brancaccio-Ciaculli ("feudo" appunto dei Graviano) rischiavano di divenire manovalanza a buon mercato per l'organizzazione mafiosa.
Nell'autunno del 1993, dopo l'abbandono della Democrazia Cristiana e il fallito tentativo di "agganciare" il P.S.I., Cosa nostra, oltre a perseguire la strategia stragista in aperta contrapposizione allo Stato, era alla ricerca di nuovi referenti politici nelle sedi governative: per questo motivo, Bagarella incaricò l'imprenditore Tullio Cannella (prestanome dei fratelli Graviano nei settori dell'edilizia e del turismo, con un passato da militante della Democrazia Cristiana) di prendere contatti funzionali alla creazione di un nuovo partito politico denominato "Sicilia Libera", di chiara ideologia separatista ed autonomista, cui aderirono diversi esponenti politici compiacenti. Il nuovo partito si saldò subito con una serie di altri movimenti, più marcatamente indipendentisti, sorti a Catania (espressione del gruppo imprenditoriale dei Costanzo) e nel resto del Sud Italia, che videro il coinvolgimento attivo di ambienti massonici e neofascisti. Tuttavia, già in occasione delle elezioni politiche del 1994, Bagarella, i Graviano e Messina Denaro si affrettarono a ritirare il loro appoggio a "Sicilia Libera" (che infatti fece fiasco) poiché si resero conto che il progetto non era realizzabile nel breve periodo e quindi decisero di puntare su nuovi alleati. Già nel corso della campagna elettorale di quell'anno, si susseguirono voci circa un possibile appoggio di Cosa nostra a Forza Italia, il nuovo movimento politico fondato dall'imprenditore Silvio Berlusconi, accuse che divennero sempre più insistenti a causa del suo inaspettato successo alle urne (alle politiche del '94, Forza Italia divenne il primo partito in Sicilia con il 33% dei voti); al contrario i sostenitori di Berlusconi obiettarono che questo significativo spostamento di consensi non sarebbe dovuto al condizionamento mafioso ma alla volontà di cambiamento dell'elettorato siciliano.
Il 23 gennaio 1994 (proprio nei giorni in cui Berlusconi annunciava la sua «discesa in campo» nell'agone politico) era infine programmato un altro attentato dinamitardo contro il presidio dell'Arma dei Carabinieri in servizio allo Stadio Olimpico di Roma durante le partite di calcio ma un malfunzionamento del telecomando che doveva provocare l'esplosione fece fallire il piano omicida, che avrebbe potuto causare numerose vittime innocenti; l'autobomba inesplosa fu poi rimossa dagli attentatori e il progetto fu in seguito rivelato dai collaboratori di giustizia (episodio ricordato come il fallito attentato allo stadio Olimpico di Roma).
Il 27 gennaio 1994 vennero arrestati in un ristorante a Milano i fratelli Filippo e Giuseppe Graviano, che avevano curato materialmente l'organizzazione degli attentati sul "continente" e per questo la strategia delle bombe improvvisamente si fermò.

### I collaboratori di giustizia, la "gestione" Caselli e i «processi politici»

Gian Carlo Caselli con Antonino Caponnetto nel 1996.

La D.I.A. e la D.N.A., gli strumenti voluti da Falcone per coordinare le indagini antimafia, entrarono subito in funzione nel 1992 a seguito della promulgazione della legge Scotti-Martelli. In particolare, a dirigere la D.I.A. (la nuova struttura investigativa interforze che andava a sostituire l'Alto Commissariato per la lotta contro la mafia) fu chiamato il questore Gianni De Gennaro, che era stato uno stretto collaboratore di Falcone.
In quel periodo numerosi mafiosi iniziarono a collaborare con la giustizia per via delle dure condizioni d'isolamento in carcere previste dalla nuova norma del 41-bis e dalle nuove leggi in materia di collaborazione: alla fine del 1992 il numero dei collaboratori di giustizia provenienti dalle file di Cosa nostra raggiunse di colpo le 300 unità, che quattro anni dopo arrivarono a toccare il livello record di 424 unità. Addirittura gli uomini più vicini a Riina decisero di passare dalla parte dello Stato: per primo, nel settembre 1992 il cognato di Bagarella, Giuseppe Marchese, preferì tradire i Corleonesi per collaborare con i magistrati, che ebbero finalmente informazioni di prima mano sugli "squadroni della morte" di Bagarella. Il mese successivo, in tempi record, la Procura di Palermo poté rinviare a giudizio ben ventiquattro boss della "Commissione" accusati dell'omicidio dell'europarlamentare Lima, grazie alle determinanti dichiarazioni dei collaboratori di giustizia, che ne rivelarono i retroscena. Nel giro di un anno dai fatti, la Procura di Caltanissetta diretta da Giovanni Tinebra, sempre grazie all'apporto dei collaboratori di giustizia, riuscì ad identificare ed arrestare i responsabili delle stragi di Capaci e di via d'Amelio (per quest'ultima soltanto nel 2008 risultò che le persone accusate e condannate fossero innocenti perché tirate in ballo ingiustamente dal collaboratore Vincenzo Scarantino, a sua volta costretto a confessare a seguito di torture e pressioni psicologiche). Nel novembre 1992, sempre la Procura retta da Tinebra, mise a segno l'operazione «Leopardo», considerata la più vasta operazione antimafia dai tempi di Buscetta, con duecento mandati di cattura spiccati grazie alle dichiarazioni di un ex boss del nisseno, Leonardo Messina, che aveva iniziato a collaborare con il giudice Borsellino prima che lo uccidessero ed aveva consentito agli uomini dello S.C.O. della Polizia di Stato di localizzare in Veneto uno dei boss che sedevano nella «Regione», Giuseppe "Piddu" Madonia, che fu catturato dopo dieci anni di latitanza. All'alba del 18 maggio del 1993, gli uomini dello S.C.O. misero a segno un altro colpo grosso dopo la cattura di Madonia: nelle campagne di Caltagirone fu preso Benedetto Santapaola, "capo dei capi" di Catania, anche lui latitante da dieci anni. Negli anni successivi, oltre a «Leopardo», le dichiarazioni di altri collaboratori di giustizia portarono ad operazioni dai nomi fantasiosi («Orsa Maggiore», «Petrov» e «Golden Market», per citare le più note), che, con centinaia di arresti, scompaginarono letteralmente i mandamenti di tutte le province siciliane.
Nel novembre 1993, per cercare di arginare l'emorragia dei collaboratori di giustizia, Brusca (d'accordo con Bagarella, Graviano e Messina Denaro) organizzò il rapimento del ragazzino Giuseppe Di Matteo al fine di costringere il padre Santino (le cui rivelazioni furono determinanti per incastrare i responsabili della strage di Capaci) a ritrattare le sue dichiarazioni; infine, dopo 779 giorni di prigionia, Di Matteo fu brutalmente strangolato dagli uomini di Brusca e il cadavere buttato in un bidone pieno di acido nitrico.
Lo stesso giorno dell'arresto di Riina s'insediò come nuovo procuratore capo di Palermo Gian Carlo Caselli, subentrato a Pietro Giammanco, travolto dalle polemiche per passati contrasti avuti con Falcone e per i suoi presunti legami con l'eurodeputato Lima. Caselli vantava una vasta esperienza investigativa perché aveva fatto parte del pool di giudici torinesi che negli anni settanta collaborò con il generale Carlo Alberto dalla Chiesa allo smantellamento delle Brigate Rosse. Il bilancio dei sette anni di "gestione" Caselli (1993-1999) fu infatti evidente: 3.238 persone rinviate a giudizio per reati di mafia, 650 ergastoli irrogati a mafiosi a seguito di indagini del pool di Caselli, beni mobili ed immobili dal valore di 10.000 miliardi di lire sequestrati a personaggi appartenenti a Cosa nostra e, soprattutto, la cattura di circa trecento latitanti: le indagini del pool di Caselli consentirono il 24 giugno 1995 l'arresto di Bagarella (considerato il capo militare dei Corleonesi dopo la cattura di Riina), bloccato dal personale della D.I.A. nel traffico di Palermo a seguito delle indicazioni di un suo ex gregario, Pasquale Di Filippo, anche lui passato a collaborare con la giustizia. Dopo l'arresto di Bagarella, la lista dei latitanti presi grazie alle indagini della Procura diretta da Caselli si allargò con Giovanni Brusca (1996), Gaspare Spatuzza, Pietro Aglieri (entrambi nel 1997), Vito Vitale e Pasquale Cuntrera (entrambi nel 1998), per citare i boss più noti.

Giovanni Brusca tratto in arresto il 20 maggio 1996.

A partire dal 1993 il pool di Caselli mise sotto indagine il sette volte Presidente del Consiglio Giulio Andreotti per legami con Cosa nostra, a seguito delle accuse di ben trentaquattro collaboratori di giustizia che lo descrissero come il principale referente dell'organizzazione mafiosa nei gangli del potere politico (persino Buscetta e Marino Mannoia decisero di rompere il silenzio sulla politica che avevano mantenuto con Falcone). Sempre secondo i "pentiti", Andreotti avrebbe chiesto a Cosa nostra il "favore" di eliminare un giornalista scomodo, Carmine Pecorelli, assassinato a Roma nel 1979. Lo statista democristiano si difese affermando di essere vittima di una cospirazione ordita dai "pentiti" per punirlo dei provvedimenti antimafia approvati dai suoi governi (in effetti il decreto-legge che istituiva la D.N.A. e la D.I.A. ed anche un altro decreto che riportava in carcere gli imputati del maxiprocesso scarcerati per decorrenza dei termini furono approvati dal Consiglio dei ministri da lui presieduto nel 1991).
Una relazione sui rapporti tra mafia e politica (la prima nella storia repubblicana ad essere approvata, anche dal voto favorevole dei parlamentari democristiani) pubblicata dalla Commissione parlamentare antimafia il 6 aprile 1993 fu considerata un vero e proprio atto d'accusa contro la corrente andreottiana: « [...] Risultano certi alla Commissione i collegamenti di Salvo Lima con uomini di cosa nostra. Egli era il massimo esponente, in Sicilia, della corrente democristiana che fa capo a Giulio Andreotti. Sulla eventuale responsabilità politica del senatore Andreotti, derivante dai suoi rapporti con Salvo Lima, dovrà pronunciarsi il Parlamento». Un paio di settimane dopo, il Senato concesse l'autorizzazione a Caselli e al suo pool per portare Andreotti a processo. Alla fine di un lungo iter giudiziario, costellato da infinite polemiche tra innocentisti e colpevolisti, la Corte di Appello di Palermo nel 2003 accerterà una « [...] autentica, stabile ed amichevole disponibilità dell'imputato verso i mafiosi fino alla primavera del 1980», sentenza confermata nel 2004 dalla Cassazione. Per quanto riguarda le imputazioni relative all'omicidio Pecorelli, che furono oggetto di un separato processo celebrato a Perugia, nel 2003 Andreotti fu assolto definitivamente dalla Cassazione, che annullò la precedente sentenza d'appello che lo aveva condannato a 24 anni di reclusione.

1995: Giulio Andreotti (seduto al centro) durante la prima udienza del processo per mafia in cui era imputato, definito il «processo del secolo» per le sue implicazioni politiche e storiche.

Oltre ad Andreotti, Caselli portò a processo una sfilza di personaggi "eccellenti" con l'accusa di complicità con Cosa nostra, come il giudice Corrado Carnevale, l'ex funzionario del SISDE Bruno Contrada, il senatore di Forza Italia Marcello Dell'Utri, l'ex ministro democristiano Calogero Mannino ed altri. Questa stagione senza precedenti di «processi politici» (come li definirono i detrattori di Caselli e del suo pool), oltre a suscitare l'attenzione mediatica, si trascinò per parecchi anni e spesso i procedimenti (salvo alcuni casi) si conclusero con il proscioglimento degli imputati perché le accuse dei collaboratori di giustizia furono considerate inconsistenti. Infatti il pool di Caselli era accusato da più parti di giustizialismo e di utilizzo spregiudicato dei cosiddetti "pentiti". Nel 1997 questi ultimi si trovarono al centro delle polemiche poiché Baldassare Di Maggio (uno dei principali accusatori di Andreotti) fu arrestato insieme ad altri due collaboratori di giustizia, Santino Di Matteo e Gioacchino La Barbera, per aver commesso una serie di omicidi contro mafiosi rivali mentre si trovavano inseriti nel programma di protezione.
Terminata l'emergenza post-stragi, i governi di centro-sinistra che si succedettero cercarono di allentare le misure antimafia, tentativo che fu interpretato da più parti (da Caselli alle opposizioni di centro-destra) come un cedimento dello Stato nei confronti di Cosa nostra: nel 1997 il ministro della Giustizia Giovanni Maria Flick, per conto del governo Prodi, dispose la chiusura delle super-carceri di Pianosa e dell’Asinara per trasformarle in parchi naturali. Nel 2001, per volontà del ministro della Giustizia Piero Fassino, fu approvato un disegno di legge che modificava la disciplina legislativa sui collaboratori di giustizia, il quale era stato presentato nel 1997 dagli allora ministri della Giustizia Flick e dell'Interno Giorgio Napolitano a seguito del clamore suscitato dal "caso" Di Maggio: la nuova legge (n. 45/2001) imponeva ai collaboratori di giustizia di raccontare tutto ciò che sapevano entro 180 giorni dall'inizio della collaborazione. Da allora, il numero dei collaboratori di giustizia subì un drastico dimezzamento: dalle 428 unità del 1996 si passò nel 2005 alle 290 unità.

## L'«era» Provenzano

### La strategia provenzaniana della "sommersione"

Foto segnaletica di Bernardo Provenzano, eseguita dopo la cattura, l'11 aprile 2006.

A partire dalla metà degli anni novanta, Bernardo Provenzano, con l'arresto di Totò Riina e Leoluca Bagarella, divenne il capo assoluto di Cosa nostra (era l'alter-ego di Riina fin dagli anni cinquanta ed era ricercato dal lontano 1963). Nel 1995 gli uomini del R.O.S. dei Carabinieri erano arrivati ad un passo dal suo covo grazie a Luigi Ilardo, un boss mafioso diventato confidente del colonnello Michele Riccio, ma inspiegabilmente non diedero corso alla cattura (i due comandanti del R.O.S., il generale Mario Mori e il colonnello Mauro Obinu, saranno assolti definitivamente dall'accusa di aver favorito la latitanza di Provenzano): pochi mesi dopo, il boss Ilardo fu assassinato prima che potesse formalizzare ufficialmente la sua collaborazione con la giustizia. Allo stesso tempo vi fu anche il tentativo di alcune nuove leve della gerarchia mafiosa (in particolare Giovanni Brusca e Vito Vitale) di mettere Provenzano da parte con alcuni omicidi mirati che avevano appunto lo scopo di fargli terra bruciata attorno. Questi tentativi andarono infine a vuoto con la cattura di Brusca nel 1996 e di Vitale nel 1998.
Nel frattempo il modus operandi della mafia siciliana stava cambiando radicalmente: per arginare l'effetto dei "pentiti", furono ridimensionate le procedure di reclutamento, riducendo di molto il numero delle affiliazioni che avvenivano con il tradizionale rituale della punciuta (la puntura del dito del neofita con uno spillo e la bruciatura del santino su cui era sgorgato il sangue), ormai conosciuto dal grande pubblico attraverso le dichiarazioni dei collaboratori di giustizia; infatti Bagarella, i fratelli Graviano (prima), Brusca e Vitale (poi) avevano cooptato numerosi affiliati non punciuti, normalmente scelti tra i giovani gravitanti nell’area della criminalità comune, per le stesse attività prima riservate agli «uomini d'onore» (privi quindi di quel pedigree mafioso per affrontare le privazioni del carcere duro, che li induceva inevitabilmente a collaborare con la giustizia una volta arrestati, come puntualmente avvenne in diversi casi). Perciò, le "famiglie" ritennero più sicuro ricorrere, anziché ad estranei, alle proprie donne, sicuramente più affidabili e più conservatrici dei disvalori mafiosi degli stessi uomini (tuttavia la punciuta restava riservata ai soli maschi), affidando a loro l’assistenza ai boss latitanti, la trasmissione dei pizzini dal carcere all'esterno, o addirittura veri e propri compiti di comando del territorio, come nel caso di Giusy Vitale, che prese le redini del mandamento di Partinico al posto del fratello Vito (arrestata per aver ordinato un omicidio, iniziò anche lei a collaborare con la giustizia nel 2005, in questo caso la prima donna a farlo), o Nunzia Graviano, sorella dei famigerati Giuseppe e Filippo, che gestiva la "cassa" della "famiglia" ed investiva questo denaro a Montecarlo, dove viveva ormai stabilmente.
Agli albori del nuovo millennio, segnati dal passaggio dalla lira all'euro e quindi dalla crescente integrazione dell'Italia nelle politiche economiche europee (nel periodo 2000-2006 l'U.E. stanziò fondi per la Sicilia dal valore di 8,5 miliardi di euro), Provenzano si presentava come capo carismatico (ma privo dell'investitura formale da parte della "Commissione" che ormai non si riuniva più dai tempi di Riina perché decimata dagli arresti), circondandosi esclusivamente di uomini di assoluta fiducia che provenivano da una lunga militanza in Cosa nostra (ossia Benedetto Spera, Tommaso Cannella, Antonino Cinà, Salvatore Lo Piccolo e Antonino Giuffrè) come antidoto al "pentitismo", ed ideando una sorta di "stato sociale" mafioso, che avrebbe portato l'organizzazione ad un lento processo di "sommersione" e di mimetizzazione con la società "legale". Come risultò dalle indagini e dalle conversazioni intercettate dagli inquirenti, colui che consigliò questa strategia a Provenzano fu Giuseppe "Pino" Lipari, un tempo geometra alle dipendenze dell'A.N.A.S., poi diventato imprenditore edile e, da oltre un ventennio, prestanome di fiducia del boss corleonese e suo "consigliere" nelle questioni economiche, nonostante non fosse regolarmente «punciutu». «Fare impresa e quindi diventare sempre meno evidente» divenne il nuovo slogan della Cosa nostra voluta da Provenzano, come riportato dai collaboratori di giustizia: i mandamenti più ricchi dovevano cedere i loro guadagni a quelli meno redditizi, in modo da accontentare tutti, e le somme dovevano essere destinate prevalentemente al sostentamento degli affiliati in carcere, così da evitare ulteriori defezioni o "pentimenti". Il mezzo privilegiato per ottenere più guadagni che meglio si adattava a questa strategia non era più la droga ma la riscossione del "pizzo", che non doveva più riguardare i piccoli commercianti (più inclini a denunciare i loro estorsori) ma i medi e grossi imprenditori, soprattutto quelli impegnati in lavori pubblici, più propensi a pagare (e a tacere). Soprattutto, furono ridotti al minimo i crimini efferati e i "cadaveri eccellenti" che attiravano l'attenzione mediatica. In effetti, dalla fine degli anni novanta in poi, il tasso di criminalità (sia grande che piccola) subì un sensibile calo persino a Palermo e a Catania. Una relazione del ministero dell'Interno del 2004 descrive bene questa strategia adottata da Provenzano: «Questa sua azione, all'insegna della scarsa visibilità, permette alla mafia di esercitare un attento controllo sugli appalti illeciti, in modo da non sollecitare l'attenzione dell'opinione pubblica e non creare allarme sociale, optando per la pacifica spartizione degli illeciti guadagni, con particolare riferimento a quelli acquisiti nel settore degli appalti». Il banco di prova del "nuovo corso" economico provenzaniano fu, dal 2000 in poi, la realizzazione di un grande centro commerciale (dal valore di circa 200 milioni di euro) a Villabate, comune alle porte di Palermo, cui dovevano partecipare imprenditori vicini a Provenzano insieme ad una multinazionale romana del settore.
Benché Provenzano si trovasse ad essere l'ultimo dei vecchi boss ancora in libertà, Cosa nostra non godeva più di massiccio consenso, come sino a prima degli anni novanta, a causa delle stragi del '92 che tanto avevano turbato l'opinione pubblica. Ad esempio, nel 2004 il centro di Palermo si trovò tappezzato di adesivi con la scritta: «Un intero popolo che paga il pizzo è un popolo senza dignità» ad opera di un gruppo di giovani palermitani, i quali daranno vita l'anno seguente al Comitato Addiopizzo che, in pochi anni, raccolse numerosi imprenditori, commercianti ed artigiani, incentivando il consumo critico a favore di coloro che si oppongono al racket mafioso del "pizzo".

### Il dibattito sul 41-bis e la "dissociazione"
Nel 2002 venne arrestato il boss Nino Giuffrè (appartenente alla "cerchia" ristretta di Provenzano), che divenne subito un collaboratore di giustizia. Giuffrè rivelò per primo ai magistrati la strategia di "sommersione" portata avanti da Provenzano ed accusò i leaders politici del partito governativo di Forza Italia, Silvio Berlusconi e Marcello Dell'Utri, di essere i referenti di Cosa nostra nelle sedi istituzionali per portare avanti le istanze che interessavano all'organizzazione: revisioni di processi di mafia, abolizione dell'ergastolo, revoca delle leggi sui sequestri dei beni, sui collaboratori di giustizia e dell'articolo 41-bis. Berlusconi e Dell'Utri si trovavano nel mirino delle indagini antimafia già dai tempi del pool di Caselli (la posizione di Berlusconi era stata archiviata, invece per Dell'Utri era in corso a Palermo un processo con l'accusa di concorso esterno in associazione mafiosa) ma ad alimentare i sospetti era il fatto che, nelle precedenti elezioni politiche del 2001, la coalizione di centro-destra guidata da Forza Italia aveva conquistato tutti i seggi parlamentari spettanti alla Sicilia. Dell'Utri bollò le accuse di Giuffrè come calunnie che intendevano delegittimare i provvedimenti antimafia del governo Berlusconi, come l'approvazione della legge presentata dal ministro della Giustizia Roberto Castelli che trasformava il 41-bis da provvedimento temporaneo a permanente (legge 23 dicembre 2002, n. 279).
Quasi in risposta all'approvazione della legge, uno striscione apparve sugli spalti dello stadio "Renzo Barbera" durante la partita di calcio Palermo-Ascoli del 21 dicembre 2002 in cui si leggeva la scritta «Uniti contro il 41-bis. Berlusconi dimentica la Sicilia» (si scoprì che lo striscione fu opera di alcuni "picciotti" di Brancaccio-Ciaculli).
In quei mesi infatti era in corso un intenso dibattito sul 41-bis a seguito di un "proclama" letto dal boss Leoluca Bagarella durante un processo in cui affermava che i detenuti in regime di carcere duro fossero «stanchi di essere strumentalizzati dalle forze politiche», che a tanti suonò come un sinistro avvertimento. Alcune forze politiche, come il Partito Radicale, sostenevano che il 41-bis fosse una norma incostituzionale che calpestava i diritti del detenuto ed appoggiarono la protesta dei boss. Alcuni capi di Cosa nostra detenuti nel carcere di massima sicurezza di Novara (tra cui Salvatore Madonia, Giovanni Scaduto e Giuseppe Graviano) fecero pervenire al segretario del Partito Radicale, Daniele Capezzone, una lettera in cui si rivolgevano ai loro avvocati ora eletti al Parlamento, accusati di averli abbandonati al loro destino: «Erano i primi, quando svolgevano la professione forense, a deprecare più degli altri l’applicazione del 41 bis. [...] Allora svolgevano la professione solo per far cassa».
Un altro boss ergastolano detenuto al 41-bis (ritenuto vicinissimo a Provenzano), Pietro Aglieri, inviò una lettera al procuratore nazionale antimafia Pierluigi Vigna e al procuratore di Palermo Pietro Grasso in cui si diceva pronto a "dissociarsi" pubblicamente da Cosa nostra ma senza accusare nessuno, in cambio di benefici carcerari e sconti di pena, e il suo esempio fu seguito da altri boss come Pippo Calò e Giuseppe "Piddu" Madonia (anche loro ritenuti legati a Provenzano). La proposta fu seccamente rifiutata dai destinatari della lettera. Già nel 2001 un funzionario del Dipartimento dell'amministrazione penitenziaria (D.A.P.), Alfonso Sabella (che era stato un magistrato del pool di Caselli), protestò di essere stato estromesso dal suo ufficio dal ministro Castelli per volere del nuovo direttore del D.A.P. Giovanni Tinebra perché aveva denunciato che alcuni detenuti ristretti al 41-bis (tra cui il boss Salvatore Biondino, fedelissimo di Riina) si stavano organizzando per ottenere una legge sulla "dissociazione" e un regime carcerario meno severo. Castelli definì le accuse di Sabella «un caso montato sul nulla».
Lo stesso Giuffrè avvertì i magistrati con cui collaborava che la "dissociazione" fosse una trappola architettata da Provenzano per permettere ai boss di uscire dal regime carcerario previsto dall'articolo 41-bis.

### Il "caso" Cuffaro
Nel 2003 un'indagine svelò che il Presidente della Regione Siciliana allora in carica, Salvatore Cuffaro, era una delle "talpe" istituzionali che passarono informazioni all'imprenditore Michele Aiello (il primo contribuente siciliano, considerato il fiancheggiatore e prestanome di Provenzano nel settore della sanità privata) e al medico Giuseppe Guttadauro (all'epoca capo-mandamento di Brancaccio), consentendogli di conoscere in anticipo le investigazioni a cui erano sottoposti. Dalla stessa inchiesta emerse inoltre che Aiello, attraverso altre due "talpe" in servizio alla D.D.A. di Palermo (Giorgio Riolo del R.O.S. dei Carabinieri e Giuseppe Ciuro della Guardia di Finanza), poteva accedere a tutti i dettagli relativi alle indagini in corso finalizzate alla cattura dei principali latitanti di Cosa nostra, ossia Provenzano e Messina Denaro. A ciò si aggiunsero le dichiarazioni di alcuni collaboratori di giustizia, i quali accusarono Cuffaro di richieste di voti e tangenti ai boss per la costruzione di un centro commerciale nel comune di Villabate, alle porte di Palermo (cui dovevano partecipare imprenditori vicini a Provenzano). In particolare uno di loro, Francesco Campanella, insospettabile bancario di Villabate e politico locale dell'U.D.EUR., ebbe al suo matrimonio come «compari d'anello» Cuffaro e il segretario nazionale del suo partito, Clemente Mastella. Campanella era però uno dei «colletti bianchi» della "famiglia" di Villabate che si occupava della latitanza di Provenzano (gli procurò una carta d'identità falsa per andarsi ad operare alla vescica in una clinica francese nel 2004) ed attivamente interessato alla costruzione del centro commerciale. Cuffaro, al pari di Mastella, affermò di non sapere della vicinanza di Campanella a Cosa nostra ma negò con forza di aver mai ricevuto tangenti da quest'ultimo.
La vicenda giudiziaria di Cuffaro fece parecchio discutere, anche se l'interessato si dichiarò sempre estraneo alla vicenda. Oltre a rappresentare una potenza elettorale non indifferente (nel 2006 fu rieletto alla guida della Regione con il voto del 53% dei siciliani), Cuffaro era vicesegretario nazionale dell'U.d.C. (il partito che si proclamava "erede" politico della Democrazia Cristiana), il cui leader Pier Ferdinando Casini espresse sempre solidarietà nei suoi confronti, definendolo un «perseguitato politico» della magistratura. Nel 2005 risultava che la metà dei deputati siciliani dell'U.d.C. eletti all'A.R.S. o al Parlamento si trovasse sotto inchiesta per mafia. Cuffaro era infatti già al centro delle critiche dei suoi detrattori perché accusato di accrescere il vasto consenso nei suoi confronti con le vecchie armi del clientelismo (durante gli anni del suo governo, gli impiegati regionali aumentarono da 16.000 a 21.000, assunti senza regolare concorso) e del favoritismo di affaristi spregiudicati (da qui la fortuna di imprenditori come Michele Aiello, che fece affari d'oro con le cliniche private convenzionate): per definire questo sistema di governo, l'economista Mario Centorrino coniò la famosa espressione «cuffarismo». Nell'aprile del 2006, alcuni giorni dopo le elezioni politiche, le riprese televisive all'interno della masseria in cui fu catturato Bernardo Provenzano mostrarono la presenza di numerosi volantini elettorali a favore della candidatura di Cuffaro al Senato, immagini che fecero il giro del mondo e causarono grave imbarazzo politico.
Cuffaro fu infine riconosciuto colpevole in primo grado nel 2008 per il reato di favoreggiamento a Cosa nostra. Le fotografie che lo ritraevano mentre festeggiava la condanna con vassoi di cannoli furono giudicate di cattivo gusto e fecero scalpore: sommerso dalle polemiche, Cuffaro fu costretto a dimettersi dalla carica di Presidente della Regione. La sua condanna fu confermata definitivamente nel 2011.

### L'arresto di Provenzano e dei Lo Piccolo
L'11 aprile del 2006, dopo una latitanza record durata 43 anni (dal 1963), Provenzano venne catturato in un casolare a Montagna dei Cavalli (frazione a 2 km da Corleone), che fu localizzato dagli uomini della squadra mobile di Palermo e dello S.C.O. seguendo i movimenti della biancheria e dei "pizzini" (in gergo mafioso, i bigliettini utilizzati per comunicare in codice con gli altri affiliati) in uscita dall'abitazione dei familiari del boss. Nel casolare di Montagna dei Cavalli, oltre a ricotta, formaggi, crocifissi e santini, furono trovati una macchina da scrivere e numerosi "pizzini", che furono poi utilizzati per successive indagini antimafia.
Il 5 novembre del 2007, dopo 25 anni di latitanza, venne arrestato, in una villetta di Giardinello, anche colui che veniva considerato il presunto successore di Provenzano, il boss Salvatore Lo Piccolo assieme al figlio Sandro. I Lo Piccolo controllavano la zona della Piana dei Colli, dalla borgata di San Lorenzo allo squallido quartiere popolare dello ZEN, e stavano allargando le loro alleanze ai mandamenti di Brancaccio e Carini fino agli Stati Uniti, grazie ad accordi con la "famiglia" Gambino di New York.
In seguito all'arresto dei Lo Piccolo, numerosi osservatori ritennero che al vertice dell'organizzazione criminale vi fosse Matteo Messina Denaro, boss di Castelvetrano (Trapani), benché altri ritenessero che il suo dominio si limitasse alla sola provincia di Trapani.

### Il ritorno degli "scappati" e i tentativi di riorganizzazione
Nei primi anni 2000, all'interno di Cosa nostra si iniziò a discutere su un possibile ritorno in Sicilia degli "scappati", ossia i perdenti della «seconda guerra di mafia» che erano fuggiti all'estero per sfuggire al massacro ordinato dai Corleonesi. In particolare sugli Inzerillo (parenti del boss Salvatore, assassinato nel 1981) pendeva un bando della "Commissione" risalente al 1982 che vietava loro il ritorno, pena la morte. Tuttavia i Lo Piccolo premevano su Provenzano affinché il bando sugli "scappati" fosse revocato, consentendo loro il ritorno: infatti nel ventennio trascorso negli Stati Uniti, gli Inzerillo rafforzarono i legami con i loro cugini Gambino di Brooklyn ed acquisirono un ruolo di primo piano nel traffico di droga, in particolare di cocaina. Un collaboratore di giustizia riferì a proposito degli Inzerillo: «Stanno cominciando a camminare [...] hanno possibilità di grosse quantità di droga». Infatti i precedenti tentativi di Cosa nostra di inserirsi nel business della cocaina (ormai saldamente in mano alla 'ndrangheta calabrese) erano andati clamorosamente a vuoto: addirittura nel 2002 un mafioso trapanese, Salvatore Miceli (detto il «ministro degli esteri di Cosa nostra»), finì ostaggio dei narcos colombiani nella giungla amazzonica per aver perso un carico di cocaina e si salvò soltanto grazie all'intervento del broker calabrese Roberto Pannunzi, che garantì per lui la restituzione del debito.
A questo piano di rientro degli "scappati" si oppose però lo schieramento guidato da Antonino Rotolo (capo-mandamento del quartiere Pagliarelli di Palermo) perché temeva una vendetta degli Inzerillo in quanto, durante la «seconda guerra di mafia», aveva ucciso diversi loro parenti. Rotolo doveva scontare una condanna all'ergastolo ma aveva ottenuto gli arresti domiciliari per problemi di salute, di cui approfittava per poter incontrare i suoi uomini ed associati nel garage della propria abitazione.
Perciò nel 2003 Provenzano, Lo Piccolo e Rotolo decisero di inviare negli Stati Uniti due "ambasciatori", Nicola Mandalà e Gianni Nicchi, con il compito di saggiare le intenzioni degli Inzerillo e dei loro parenti Gambino. Nel 2004 tornò provocatoriamente a Palermo dagli States Rosario "Sarino" Inzerillo (fratello di Salvatore, Santo e Pietro, tutti uccisi durante la «seconda guerra di mafia»), causando ulteriormente le ire di Rotolo poiché, nonostante le sollecitazioni, Provenzano continuava a mantenere un atteggiamento ambiguo sulla vicenda e prendeva tempo.
Deluso anche dal risultato della "missione" negli U.S.A., Rotolo decise di uccidere i Lo Piccolo padre e figlio per bloccare il piano di ritorno degli "scappati". Tuttavia da mesi i magistrati della D.D.A. di Palermo e gli investigatori della D.I.A. intercettavano le conversazioni di Rotolo con i suoi associati nel garage e quindi erano a conoscenza di tutti i suoi piani. Infatti gli arresti in sequenza di Provenzano, di Rotolo, dei Lo Piccolo e di altri 52 mafiosi tra il 2006 e il 2007 bloccarono sul nascere questi progetti di morte.
Nel febbraio del 2008, un'operazione congiunta di F.B.I. e della squadra mobile di Palermo e dello S.C.O. della Polizia di Stato, coordinati dalla D.D.A. di Palermo, portarono all'arresto di 90 mafiosi tra New York e la Sicilia appartenenti alle "famiglie" Inzerillo-Gambino. L'operazione, denominata «Old Bridge» (antico ponte), bloccò definitivamente qualsiasi tentativo di ritorno degli "scappati".
Nel dicembre successivo, i carabinieri di Palermo, dopo nove mesi di pedinamenti ed intercettazioni, scoprirono un tentativo di ricostruire la "Commissione", che non si riuniva più dal lontano 1992. Approfittando della favorevole congiuntura offerta dalla cattura di Provenzano e dei Lo Piccolo, erano infatti in corso consultazioni tra i principali capi-mandamento della provincia di Palermo per far rinascere l'organismo di governo di Cosa nostra con undici membri ed a capo fu designato Benedetto Capizzi, capo-mandamento di Villagrazia-Santa Maria di Gesù e boss della vecchia guardia corleonese. Dalle intercettazioni dei carabinieri risultò che uno degli arrestati fosse in contatto epistolare con Matteo Messina Denaro, che avrebbe fatto sapere di essere disposto a collaborare con la nuova "Commissione" ma di non essere intenzionato a riconoscere come capo nessuno al di fuori di Totò Riina, legittimo avente diritto nonostante fosse detenuto da quasi vent'anni.
L'operazione condotta dai carabinieri e denominata in codice «Perseo» dimostrò le difficoltà in cui si dibatteva Cosa nostra, incapace, a seguito dei numerosi arresti e della costante pressione degli investigatori, a riorganizzarsi in maniera unitaria. Anche la crisi economica del 2007-2008 contribuì all'indebolimento di Cosa nostra: numerose attività commerciali chiusero e diversi lavori pubblici si fermarono per mancanza di fondi, con la conseguenza che molte "famiglie" videro diminuire notevolmente i margini di guadagno derivanti dall'esazione del "pizzo" o dalla partecipazione ai sub-appalti. Inoltre i commercianti, schiacciati dalla crisi, preferivano rischiare denunciando gli estorsori piuttosto che pagare: a Palermo si passò dalle 593 denunce per estorsione del 1996 alle 811 del 2007.

## Ilrevivaldel biennio stragista
Gli anni 2010 furono assorbiti dal dibattito su vicende passate di Cosa nostra, in particolare sul periodo delle bombe del biennio 1992-1993. Infatti nel 2008 iniziarono a rendere dichiarazioni ai magistrati due testimoni d'eccezione di quel biennio: Massimo Ciancimino e Gaspare Spatuzza, che demolirono gran parte delle certezze giudiziarie fino ad allora raggiunte.
Nel decennio successivo, a questa congerie di nuove "verità" si aggiunsero quelle di altri due protagonisti di quella stagione, Giuseppe Graviano e Salvatore Baiardo, da cui però non è stato possibile distinguere, nelle loro "rivelazioni", tra verità, menzogne, ricatti o addirittura presunte "profezie".

### La vicenda della "trattativa" Stato-mafia

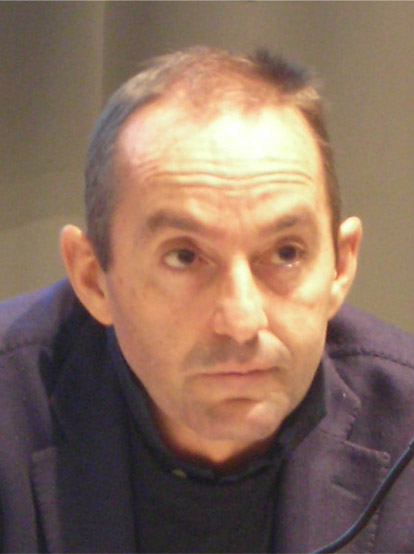
Massimo Ciancimino, controverso testimone nelle vicende giudiziarie relative alla "trattativa Stato-mafia".

Massimo Ciancimino fornì ai giudici una serie di documenti (tra cui il famigerato "papello") appartenuti al defunto padre Vito (già sindaco democristiano di Palermo, legato ai Corleonesi e condannato per associazione mafiosa) che dimostrerebbero l'esistenza di una trattativa portata avanti, a cavallo delle due stragi del 1992, dal Raggruppamento operativo speciale dei carabinieri (nelle persone degli allora generale Antonio Subranni, del colonnello Mario Mori e del capitano Giuseppe De Donno) che, su mandato dei vertici istituzionali dell'epoca intenzionati a far cessare le stragi, avrebbero stabilito un contatto, appunto, con Vito Ciancimino ed, attraverso di lui, prima con Totò Riina (capo dell'ala stragista di Cosa nostra) e, poi, con Bernardo Provenzano (fautore invece di una linea "moderata" nei confronti dello Stato); Riina da soggetto sarebbe diventato oggetto della trattativa, che portò alla sua cattura nel gennaio 1993 in cambio dell'impegno di ammorbidire il trattamento riservato ai mafiosi (cancellazione dell'articolo 41-bis e dell'ergastolo, revisione dei processi, riforma della legge sui collaboratori di giustizia) e di garantire la quarantennale latitanza dello stesso Provenzano, presunto garante del nuovo accordo. Sempre a detta di Ciancimino, la trattativa sarebbe proseguita almeno fino al 1994, con l'ascesa al potere di Berlusconi, e, al posto del padre Vito, il nuovo interlocutore di Cosa nostra nel governo sarebbe diventato Marcello Dell'Utri, braccio destro del nuovo premier.
I magistrati della Procura di Palermo Nino Di Matteo, Roberto Tartaglia, Vittorio Teresi, Francesco Del Bene ed Antonio Ingroia, che si occupavano delle controverse accuse di Massimo Ciancimino, ascoltarono come testimoni anche coloro che in quel particolare frangente storico ricoprivano cariche pubbliche, come i politici Claudio Martelli e Luciano Violante e le funzionarie ministeriali Liliana Ferraro e Fernanda Contri, i quali ammisero, per la prima volta dopo vent'anni, di essere stati informati di una "trattativa" instaurata dal R.O.S. con Ciancimino, di cui sarebbe stato a conoscenza anche il giudice Paolo Borsellino, che forse sarebbe stato ucciso proprio per la sua opposizione a questo dialogo. L'ex guardasigilli Giovanni Conso affermò che la sua scelta di non prorogare il regime di carcere duro per 480 mafiosi nel settembre del 1993 fu determinata dalla volontà di lanciare un segnale di distensione verso Cosa nostra. L'ex ministro dell'interno Nicola Mancino invece sostenne di non aver saputo di nessuna trattativa.
L'indagine divenne oggetto di discussione: lo storico Salvatore Lupo, il giurista Giovanni Fiandaca e testate giornalistiche come Il Giornale e Il Foglio liquidarono la "trattativa" come un teorema propougnato dalla Procura di Palermo per infangare la reputazione di validi investigatori del R.O.S. che avevano ottenuto grossi successi nella lotta a Cosa nostra. Alcune associazioni antimafia, come il movimento delle "Agende rosse" fondato da Salvatore Borsellino (fratello del giudice ucciso), invece appoggiarono attivamente l'inchiesta della Procura di Palermo. Nel frattempo, Massimo Ciancimino fu incriminato per aver calunniato alcuni funzionari (tra cui Gianni De Gennaro) con false accuse di complicità con Cosa nostra (per cui riportò alcune condanne per calunnia) e fu accusato di aver cercato di occultare il patrimonio illecito del defunto padre attraverso investimenti all'estero e di aver simulato un attentato al fine di aumentare la propria credibilità (per cui subì un ulteriore condanna). La Procura di Caltanissetta guidata dal procuratore capo Sergio Lari (che indagava sulle stragi di Capaci e via d'Amelio) ritenne le accuse di Ciancimino inattendibili, a differenza dei magistrati di Palermo. Presto la "trattativa" divenne anche un caso politico: alla fine del 2011, durante le intercettazioni sulle utenze telefoniche dell'ex ministro Mancino, si registrarono anche una o più telefonate da questi intrattenute con l'allora Presidente della Repubblica Giorgio Napolitano, verosimilmente ignaro del controllo telefonico in corso. Il giudice Di Matteo, intervistato da un giornalista, ammise indirettamente l'esistenza di queste registrazioni, affermando però che non fossero di alcuna utilità processuale e pertanto non sarebbero state utilizzate in dibattimento. Una polemica si accese in ordine alla richiesta del Quirinale di distruggere le registrazioni, che evolse nella sollevazione di un conflitto di attribuzione tra poteri dello Stato dinanzi alla Corte costituzionale, presto ammesso e che si sarebbe poi concluso con sentenza di accoglimento delle richieste della presidenza della Repubblica, cui seguì nell'aprile 2013 la materiale distruzione dei supporti. Inoltre, nel luglio 2013, una sentenza del Tribunale di Palermo assolse Mario Mori ed un suo collaboratore, il colonnello Mauro Obinu, dall'accusa di aver favorito la latitanza di Provenzano, demolendo ulteriormente l'attendibilità processuale di Massimo Ciancimino. A ciò si aggiunsero, nell'agosto del 2013, le minacce di morte pronunciate da Totò Riina nei confronti del giudice Di Matteo e registrate da una microspia durante l'ora d'aria nel carcere di Opera.
Nello stesso anno, si aprì il processo che vedeva imputati i tre ufficiali dei carabinieri Subranni, Mori e De Donno, l'ex senatore Dell'Utri e i boss Riina, Bagarella, Brusca ed Antonino Cinà per il reato di "violenza o minaccia a corpo politico dello Stato" mentre l'ex ministro Mancino doveva rispondere di falsa testimonianza e Massimo Ciancimino di calunnia. Il processo di primo grado si trascinò per diversi anni, concludendosi nel 2018 con l'assoluzione di Mancino e con diverse condanne, poi in parte annullate in appello nel 2021 e in Cassazione nel 2023. In definitiva fu riconosciuta la colpevolezza soltanto di Bagarella, Brusca e Cinà (Riina era nel frattempo morto) mentre gli ufficiali dei carabinieri furono assolti perché fu riconosciuta la tesi difensiva di Mori e De Donno secondo cui i contatti con Vito Ciancimino fossero esclusivamente di carattere confidenziale finalizzati alla cattura dei Corleonesi e che il movente della strage Borsellino andasse ricercato, non nell'opposizione alla "trattativa", ma nell'interessamento del giudice assassinato ad un'indagine scottante riguardante la spartizione degli appalti pubblici tra Cosa nostra, politici ed imprenditori. Le accuse di Massimo Ciancimino furono invece ritenute calunniose, contraddittorie ed, in certi passaggi, persino costruite ad arte poiché non si poté dimostrare con certezza l'autenticità dei documenti del padre Vito che, a suo dire, proverebbero l'esistenza della "trattativa".

### La scoperta del depistaggio su via d'Amelio e le accuse di Spatuzza a Dell'Utri e Berlusconi
Gaspare Spatuzza era un "soldato" del "gruppo di fuoco" alle dirette dipendenze dei fratelli Filippo e Giuseppe Graviano e, come tale, si macchiò di orrendi reati, come gli attentati a Roma, Firenze e Milano del 1993, l'omicidio di padre Pino Puglisi e il rapimento del piccolo Giuseppe Di Matteo. Arrestato nel 1997 e condannato a diversi ergastoli che stava scontando in regime di 41-bis, con l'aiuto dei cappellani del carcere iniziò un graduale percorso di riavvicinamento alla fede religiosa che durò circa undici anni. Perciò nel 2008 chiamò i magistrati per accusarsi di tutti i reati che aveva commesso. La sua rivelazione più clamorosa fu quella di aver rubato la Fiat 126 poi utilizzata come autobomba per la strage di via d'Amelio, dove morirono il giudice Borsellino e gli agenti di scorta, ed identificò nei fratelli Graviano i veri organizzatori dell’eccidio, rivelando anche un loro ruolo inedito nella strage di Capaci. Tuttavia questa confessione cozzava con la ricostruzione giudiziaria basata sulle dichiarazioni del collaboratore di giustizia Vincenzo Scarantino, che si era autoaccusato di aver rubato l'auto ed aveva fatto condannare all'ergastolo sette suoi presunti complici. Le indagini della Procura di Caltanissetta guidata dal procuratore capo Sergio Lari, affiancato dai procuratori aggiunti Domenico Gozzo e Amedeo Bertone e dai p.m. Nicolò Marino, Gabriele Paci e Stefano Luciani, contribuirono ad accertare che Spatuzza diceva la verità mentre Scarantino mentiva, supportato da altri due collaboratori di giustizia che avevano avallato la sua versione dei fatti. Alla fine Scarantino confessò che fu indotto a mentire durante la sua detenzione nel super-carcere di Pianosa a seguito di torture, pestaggi e pressioni psicologiche messe in atto dalla squadra di poliziotti agli ordini del questore Arnaldo La Barbera, che coadiuvava la Procura di Caltanissetta (all'epoca diretta da Giovanni Tinebra) nelle indagini sulle stragi del 1992. Grazie a queste indagini fu possibile celebrare un nuovo processo sulla strage di via d'Amelio nei confronti dei reali responsabili tirati in ballo da Spatuzza (c.d. Borsellino-quater), che furono condannati in via definitiva, mentre nel 2011 un processo di revisione dispose la scarcerazione delle sette persone accusate in passato da Scarantino, che furono riconosciute del tutto innocenti. La sentenza del Borsellino-quater parlò della vicenda come di «uno dei più gravi depistaggi della storia giudiziaria italiana». Non è stato chiarito fino in fondo se il depistaggio fosse il frutto della fretta di trovare a tutti i costi un colpevole nel clima di emergenza post-stragi oppure fosse un complotto a tutti gli effetti per coprire responsabilità più alte. I poliziotti che prestarono servizio nella squadra del questore La Barbera (deceduto nel 2002 per un tumore) finirono sotto processo per aver indotto Scarantino a mentire ma nel 2022 furono salvati dalla prescrizione del reato.
Più scalpore fecero le dichiarazioni di Spatuzza sui rapporti dei fratelli Graviano con il mondo politico ed imprenditoriale, in particolare con Marcello Dell'Utri e, tramite lui, con Silvio Berlusconi, che a cavallo degli attentati sul "continente" del 1993 e della celebre «discesa in campo», avrebbero promesso ai due fratelli di realizzare le richieste di Cosa nostra sul carcere duro, sull'abolizione dell'ergastolo e sulla riforma della legge sui "pentiti" in cambio dell'appoggio elettorale alla nuova formazione politica di Forza Italia.
Nel 2009 il premier in carica Berlusconi affermò che le accuse di Spatuzza farebbero parte di una macchinazione ai suoi danni per punirlo delle politiche antimafia dei suoi governi. I rappresentanti politici della coalizione governativa di centro-destra espressero pubblicamente solidarietà nei confronti del loro leader. Filippo Graviano negò in aula le affermazioni di Spatuzza, sostenendo di non aver mai avuto rapporti di alcun tipo con Dell'Utri. Giuseppe Graviano decise invece di non rispondere alle domande dell'accusa lamentando problemi di salute dovuti al 41 bis. Gli inquirenti ritennero che gli atteggiamenti dei fratelli Graviano potessero essere stati una sorta di avvertimento su possibili loro rivelazioni future in caso di mancati accordi.
Nel giugno 2010, con una decisione giudicata "senza precedenti" dai p.m. di Caltanissetta e di Palermo, la Commissione Centrale del ministero dell'Interno stabilì che Spatuzza non poteva essere ammesso al programma di protezione previsto per i collaboratori di giustizia, essendo decorso il limite di 180 giorni previsto dalla legge entro cui era tenuto a riferire i fatti di cui era a conoscenza. In una lettera inviata al settimanale L'Espresso a seguito della decisione del Viminale, Spatuzza si diceva amareggiato ma fiducioso nelle istituzioni e disposto a continuare a collaborare, e commentava: «tutta la criminalità organizzata [...] certamente sta gioendo e magari brindando a questa vittoria». Nel giugno del 2011 il T.A.R. del Lazio gli ha dato ragione e così due mesi dopo è stato inserito nel programma di protezione.
Le dichiarazioni di Spatuzza hanno dato nuova linfa alle teorie sull'esistenza di una trattativa tra Stato e Cosa nostra per porre fine alle stragi in cambio di misure legislative compiacenti ai voleri dell'organizzazione. Fece infatti parecchio discutere una sentenza del 2011 che, riconoscendo la colpevolezza di un boss mafioso identificato grazie alle determinanti accuse di Spatuzza come uno degli organizzatori degli attentati sul "continente", affermò l'esistenza di una "trattativa" portata avanti dalle istituzioni con Cosa nostra durante la stagione delle bombe «impostata su un do ut des», anche alla luce delle nuove indagini della Procura di Palermo sulla "trattativa Stato-mafia".
Nel 2014, dopo un processo durato quasi vent'anni, la Cassazione riconobbe Dell'Utri colpevole per il reato di concorso esterno in associazione mafiosa ma lo assolse per le condotte successive al 1992, ritenendo quindi le accuse di Spatuzza non provate. Fuggito in Libano, Dell'Utri fu arrestato ed estradato in Italia, dove doveva scontare la sua pena a sette anni di carcere.

### I "teoremi" di Graviano e le "profezie" di Baiardo
Nel 2017 le cimici piazzate dalla D.I.A. nel carcere di Ascoli Piceno captarono una conversazione tra il boss Giuseppe Graviano e il camorrista napoletano Umberto Adinolfi, entrambi detenuti in regime di carcere duro. Graviano affermava di aver personalmente incontrato Berlusconi durante la stagione delle bombe in "continente" e che questi gli avrebbe chiesto «una cortesia» ma poi «pigliò le distanze e ha fatto il traditore». Parole enigmatiche che finirono su tutti i giornali alla vigilia delle elezioni amministrative del 2017 e costarono a Silvio Berlusconi e a Marcello Dell'Utri una nuova riapertura delle indagini della D.D.A. di Firenze come mandanti delle bombe in "continente" del 1993, indagine già archiviata ben due volte nel corso degli anni per mancanza di prove. Graviano, interrogato dai magistrati sul contenuto delle intercettazioni, si avvalse della facoltà di non rispondere. Il legale di Berlusconi, Niccolò Ghedini, insorse e dichiarò alla stampa che le accuse dei magistrati fiorentini fossero «illazioni e notizie infamanti prima del voto, non avendo mai avuto alcun contatto il presidente Berlusconi né diretto né indiretto con il signor Graviano». Intervistata, la figlia di Berlusconi, Barbara, bollò le intercettazioni di Graviano come «fandonie».
Il colpo di scena si ebbe nel febbraio del 2020 durante un'udienza del processo che si teneva a Reggio Calabria, in cui Graviano era imputato per l'omicidio di due carabinieri avvenuto nel 1994: a sorpresa, nonostante abbia da sempre mantenuto un atteggiamento da «boss» rifiutandosi di rispondere ai magistrati e dichiarandosi sempre innocente da ogni accusa, Graviano cercò di dare una spiegazione alle "confessioni" in carcere con Adinolfi e sciorinò per diverse udienze un lungo monologo (a tratti interrotto dalle domande del p.m.) in cui, in sostanza, ammetteva per la prima volta i suoi incontri con Berlusconi, che sarebbero avvenuti tra il 1982 e il 1993 (cioè nel periodo in cui trascorreva la latitanza tra Lombardia e Piemonte), ma negò di conoscere Dell'Utri. Anzi il leitmotiv del "monologo" era sempre quello di dichiararsi estraneo alla stagione stragista del '93, in cui sarebbe stato "incastrato" (a suo dire) a causa di un presunto (e confuso) complotto ordito ai suoi danni da Berlusconi, i Carabinieri, la magistratura e il "pentito" Totuccio Contorno, mirante a defraudarlo delle migliaia di lire investite in nero dal nonno (di Graviano) nelle aziende di Berlusconi negli anni '70. Il mirabolante "teorema" di Graviano causò nuovamente la stizzita replica dell'avvocato Ghedini che considerò tali dichiarazioni «totalmente e platealmente destituite di ogni fondamento, sconnesse dalla realtà nonché palesemente diffamatorie» dette solamente con lo scopo di «ottenere benefici processuali o carcerari inventando incontri, cifre ed episodi inverosimili ed inveritieri». Nel 2021 Graviano ripeté la sua "versione" anche ai giudici della D.D.A. di Firenze che indagavano su Berlusconi e Dell'Utri ma i documenti che aveva promesso a riscontro delle sue affermazioni non furono mai trovati.
Fu a questo punto che ottenne popolarità a suon di interviste televisive un ex fedelissimo di Graviano, Salvatore Baiardo, il quale, ad ogni apparizione mediatica, prometteva sempre nuove "rivelazioni" esplosive, dovute anche al suo torbido passato. Si trattava di un personaggio singolare: palermitano emigrato in Piemonte in tenera età (ma inserito in un contesto familiare mafioso), all'inizio insospettabile imprenditore nel settore delle gelaterie e consigliere comunale eletto nelle liste del P.S.D.I., fu poi condannato per aver ospitato a casa sua i fratelli Giuseppe e Filippo Graviano (di cui sarebbe diventato una sorta di factotum ed autista) durante la loro latitanza all'inizio degli anni '90. Indagato per le bombe sul "continente", esisteva un'informativa della D.I.A. del lontano 1997 (inspiegabilmente ignorata) in cui Baiardo confessava ai magistrati, in via confidenziale, che i Graviano fossero in affari con Berlusconi e Dell'Utri (in un primo momento negò ai giornalisti di essere la fonte dell'informativa, salvo poi ammetterlo diversi anni dopo). La notorietà di Baiardo presso il grande pubblico giunse però soltanto nel gennaio 2023, quando, a seguito della cattura del super-latitante Matteo Messina Denaro, divenne virale una sua intervista concessa al conduttore televisivo Massimo Giletti e mandata in onda su La7 appena due mesi prima, in cui, oltre a parlare a ruota libera di presunti passati rapporti tra Berlusconi, Dell'Utri e Graviano di cui sarebbe stato indiretto testimone, "profetizzò" che Messina Denaro (l'ultimo boss coinvolto nel biennio stragista rimasto in libertà) sarebbe stato arrestato a breve come «regalino» al neo-governo Meloni in cambio dell'abolizione in sordina dell'ergastolo ostativo e del carcere duro (e che quindi la scarcerazione di Graviano e di tutti gli altri boss sarebbe stata imminente): in quelle settimane infatti il governo Meloni stava varando la riforma dell'ergastolo ostativo, in ottemperanza ai dettami della Corte costituzionale, che però escluse i benefici penitenziari previsti dalla nuova legge (decreto-legge n.162/2022, poi convertito nella l. n. 199/2022) per i condannati per reati di mafia. Parallelamente, teneva banco il dibattito sulla costituzionalità dell'articolo 41-bis a causa del clamore suscitato dal "caso" dell'anarchico Alfredo Cospito, in sciopero della fame per protestare contro il carcere duro a lui applicato, ed appoggiato in tale protesta dai movimenti anarchici e da diverse formazioni politiche. Il 30 gennaio 2023, durante una seduta parlamentare, il deputato Giovanni Donzelli, citando un rapporto riservato del Dipartimento dell'amministrazione penitenziaria, parlò di incontri tra alcuni boss mafiosi detenuti (di cui due siciliani) e Cospito nel carcere di Sassari per incoraggiarlo ad andare avanti nella sua battaglia contro il carcere duro.
Riguardo alla "rivelazione" sull'imminente arresto (poi effettivamente avvenuto) di Messina Denaro, i mezzi d'informazione parlarono di semplice coincidenza, altri addirittura di "profezia" oppure di sinistri messaggi lanciati da Graviano attraverso Baiardo, considerato da altri ancora semplicemente un truffatore a caccia di denaro per interviste ed "ospitate" televisive (dalla trasmissione di Giletti avrebbe intascato 32mila euro). A seguito dell'acquisita notorietà, Baiardo fu infatti chiamato ad intervenire come ospite in due puntate della trasmissione condotta da Giletti su La7, Non è l'Arena, in cui si lasciò andare ad una difesa ad oltranza dell'innocenza dei fratelli Graviano (da lui definiti «due bravi ragazzi che hanno fatto delle fesserie da giovani»), nonché ad attacchi al "pentitismo" e al carcere duro, ad insinuazioni, allusioni e a promesse velate di future rivelazioni (in direzione soprattutto di Berlusconi), poi rilanciate in diversi video da lui pubblicati sul suo profilo TikTok, in cui si presentava nelle vesti di una sorta di influencer esperto di politica e desideroso di porsi alla testa di un nuovo movimento politico. Le stessa tattica "televisiva" fu adottata da Baiardo durante gli interrogatori con i magistrati fiorentini ma, al pari di Graviano, non riuscì mai a fornire riscontri ai suoi «scoop».
Poche settimane dopo le "ospitate" di Baiardo, le ultime puntate previste di Non è l'Arena furono improvvisamente cancellate, a causa dei bassi ascolti registrati, a detta dell'editore di La7, Urbano Cairo. Ma presto il "caso" si ingarbugliò ancora di più perché si intrecciò con le indagini della D.D.A. fiorentina: si scoprì, con intercettazioni e pedinamenti, che, tra una comparsata televisiva e l'altra, Baiardo avrebbe promesso a Giletti di mostrargli una polaroid da lui scattata di nascosto nel 1992 e che ritrarebbe, seduti insieme ad un bar, Berlusconi, il boss Graviano e il generale dei carabinieri Francesco Delfino (coinvolto nell'arresto di Riina nel '93). Giletti, interrogato dai magistrati, ammise che Baiardo gli avrebbe effettivamente mostrato la fotografia, cosa da Baiardo invece negata, come l'esistenza stessa dell'istantanea, infatti mai trovata nelle perquisizioni effettuate dalla D.I.A. nella sua abitazione. Baiardo ha continuato a negare l'esistenza della polaroid sui suoi canali social, salvo poi contraddirsi in un'intervista a telecamere nascoste effettata dal giornalista Paolo Mondani, inviato della trasmissione televisiva Report. Tuttavia, sempre via social, Baiardo affermò di essersi accorto che Mondani lo riprendeva e di avergli quindi spudoratamente mentito. La querelle è anch'essa destinata ad approdare nelle aule di tribunale.

## Cosa nostra2.0

### Le "nuove frontiere" tra innovazione e continuità
Mentre l'opinione pubblica era distratta dalle vicende (tornate d'attualità) sulla "trattativa Stato-mafia", il dibattito su come (e in cosa) si sia trasformata Cosa nostra è rimasto aperto tra gli addetti ai lavori. Sicuramente l'organizzazione mafiosa siciliana (come già avvenuto in passato) si è dovuta adattare ai mutamenti sociali, politici ed economici del mondo che la circonda, segnato da eventi traumatici di portata globale come la grande recessione (2007-2013) e poi la pandemia da COVID-19 (2020-2023):
(Intervista al magistrato Roberto Scarpinato, Il Sole 24 Ore, 22 maggio 2017)
Infatti, se i vecchi boss dell'ala militare corleonese rimangono sepolti dagli ergastoli al carcere duro (sono tuttavia documentati casi in cui alcuni di loro riuscivano a comunicare con l'esterno), i gregari di un tempo sono gradualmente tornati in libertà grazie alla conclusione anticipata della pena e sono stati promossi sul campo con funzioni di comando (ne è un esempio il caso di Settimo Mineo). Devono convivere però insieme alle nuove leve (non sempre dotate di quel pedigree richiesto agli «uomini d'onore», che hanno fatto pensare erroneamente ad una presunta «camorrizzazione» dell'organizzazione) e ai cosiddetti "scappati" (i superstiti della guerra di mafia degli anni '80), che hanno dimostrato un grande dinamismo imprenditoriale nonostante i numerosi anni d'assenza. Un'organizzazione che risulta però «in affano, non ancora sconfitta, ma comunque in grossa difficoltà, ferita, agonizzante, colpita al cuore dagli incessanti arresti e dagli ingenti sequestri di beni e risorse» ma pur sempre desiderosa di voltare pagina (ne sono dimostrazioni i tentativi di rifondare la "Commissione" di Palermo per ben due volte, nel 2008 e nel 2018) e di ostentare il suo potere secondo gli schemi più aggiornati (come dimostra l'utilizzo disinvolto dei canali social, della musica e del mezzo televisivo). Fu documentato anche l'impiego di tecnologie all'avanguardia per eludere la sorveglianza da parte delle forze dell'ordine (ad esempio i cosiddetti criptofonini, cioè sofisticati smartphone che permettono chat o telefonate criptate impossibili da intercettare, di cui si ha notizia per la prima volta in territorio siciliano nel 2019, quando fu provato che un mafioso catanese li avrebbe utilizzati per imabastire un traffico di armi con l'Ungheria). Nel 2023 la cattura dell'ultimo grande latitante di "fede" corleonese, Matteo Messina Denaro, chiude definitivamente un'epoca ma dischiude ulteriori scenari.
Due dei più redditizi mercati criminali del nuovo mondo globalizzato, il traffico di migranti e di esseri umani da avviare alla prostituzione e al lavoro nero, risultano appannaggio esclusivo di organizzazioni africane presenti in Sicilia da almeno una generazione (perlopiù mafie nigeriane, maghrebine e libiche) in quanto Cosa nostra continua a rimanere estranea a questi business miliardari perché non dispone dei necessari contatti in Libia o nell'Africa subsahariana per organizzare le tratte (nonostante molti degli sbarchi di migranti clandestini avvengano in territorio siciliano), limitandosi a "tassare" le cooperative che gestiscono nella sua zona d'influenza l’accoglienza dei migranti (nel 2018 un collaboratore di giustizia raccontò che venivano chiesti come "pizzo" 45 euro per ogni rifugiato ospite dei centri d'accoglienza). Tentativi di allacciare contatti del genere furono tuttavia documentati nel 2017 dall'inchiesta Dirty Oil, in cui risultò che un imprenditore ritenuto vicino alla "famiglia" di Catania fosse in affari con un trafficante libico di petrolio, droga ed esseri umani attraverso la mediazione di due broker maltesi. L'inserimento di questi nuovi attori stranieri nella realtà criminale siciliana (oltre alle mafie d'origine africana, preponderanti sono quelle albanesi e dell'est Europa in generale) apre quindi nuove possibilità per Cosa nostra nel settore strategico del traffico di droga. Nella Sicilia centrale ed orientale l'organizzazione subisce inoltre l'influenza di altri gruppi criminali ad essa estranei ma autoctoni, come i clan stiddari di «pastori» e il clan Cappello, che presentano una struttura più flessibile e non gerarchizzata, risultando molto agguerrite nel mercato degli stupefacenti e in campo imprenditoriale. Ma il principale fornitore di droga resta la 'ndrangheta calabrese, con la quale Cosa nosta mantiene un rapporto commerciale paritario. Un quadro inquietante emergerebbe dalle inchieste Galassia (2018) e Hydra (2023), in cui risultò una sinergia sempre più stretta tra le due mafie nei traffici illeciti più remunerativi, tanto che sarebbe più corretto parlare di "sistema criminale integrato" e non di singole organizzazioni mafiose operanti sul territorio: «Ormai non esiste più una 'ndrangheta, una mafia siciliana o pugliese, sono organizzazioni fluide che in accordo fra loro gestiscono affari diversi. Di questi rapporti abbiamo una fotografia sempre più chiara, vediamo anche da indagini ancora in corso come le mafie tutte lavorino insieme in diversi settori. Resta da capire se esista una cabina di regia stabile o se gli accordi maturino di volta in volta sui territori interessati», affermò in un'intervista il procuratore nazionale antimafia Federico Cafiero De Raho.
Nonostante tutto, a prevalere è sempre la logica silente e mercatista, che esordì all'alba del XXI secolo con Bernardo Provenzano e a cui si è anche adeguato un boss stragista come Matteo Messina Denaro. Alcuni autorevoli esperti (come il magistrato Sebastiano Ardita) ritengono che tutta Cosa nostra abbia adottato il cosiddetto «modello catanese», così denominato perché ai piedi dell'Etna, almeno dagli anni '80, la locale "famiglia" mafiosa (saldamente in mano al nucleo di sangue dei Santapaola-Ercolano) ha messo in pratica un approccio criminale di tipo imprenditoriale e pervasivo, che avrebbe finito per soppiantare in tutta l'isola il vecchio «modello corleonese» stragista e violento, ritenuto non più al passo con i tempi. Inoltre, in piena globalizzazione, molti dei traffici più lucrosi (armi, petroli, droga e scommesse clandestine online) passano ormai da Catania (a dimostrazione della centralità del capoluogo etneo sta il fatto che proprio qui si tenne nel 2016 il summit tra i rappresentanti delle maggiori "famiglie" isolane per riorganizzare Cosa nostra su scala interprovinciale). A prescindere dalla veridicità o meno di quest'analisi, un dato di fatto è il trend discendente degli omicidi in Sicilia (ormai solo il 9,7% del totale nel quinquennio 2015-2019 è attribuibile alla criminalità organizzata), che non rappresentano più un mezzo privilegiato di risoluzione delle controversie (l'omicidio "eccellente" dell'avvocato Enzo Fragalà nel 2010 e il fallito agguato al presidente del Parco dei Nebrodi Giuseppe Antoci nel 2016 furono soltanto due tragici casi isolati). Come scrive il giudice Ardita, «i mezzi non sono più le armi, che pur anche ci sono. Ma sono imprese, professionisti, soldi, sistemi paralegali per aggirare la legalità. Sono corruzione e una disponibilità generale ad avere strumenti e leve per gli appalti. Per la gestione del moderno e lucroso affare del gioco e delle scommesse. [...]», cui si aggiungono la gestione di centri commerciali, energie rinnovabili, centri di accoglienza per migranti e dei contributi europei erogati per l'agricoltura. Nonostante diversi imprenditori rifiutino il "pizzo" e la connivenza con le "famiglie", la maggioranza di loro continua a pagare in silenzio ed anzi molti si prestano per agevolare gli affari dei boss e, «riuniti in nuovi centri di potere con targhetta "antimafia", celebrano la sconfitta di una mafia relegata dietro il 41-bis e gridano che lo Stato ha vinto», ha scritto sempre Ardita con riferimento alla paradossale vicenda del presidente di Sicindustria, Antonello Montante.

### Le principali trasformazioni di Cosa nostra nell'epoca2.0

#### Vecchi e nuovipartnersnel mercato della droga
Nel 2013 i carabinieri di Palermo intercettarono una conversazione tra l’allora capo-mandamento di Porta Nuova, Giuseppe Di Giacomo (già finito in manette nell'ambito dell'operazione «Perseo» del 2008), ed il fratello ergastolano Giovanni, nella quale facevano riferimento ad un'organizzazione nigeriana operante nel quartiere di Ballarò (che rientrava appunto nel "mandamento" di Porta Nuova), i cui componenti «sono rispettosi, mi vengono ad aspettare sotto casa per parlare, chiedere …e poi questi immagazzinano [partite di droga, n.d.r.]». Infatti, da alcuni anni, nei vicoli di Ballarò agiva indisturbata una pericolosa associazione criminale nigeriana, la Black Axe, caratterizzata da gerarchie, regole e rituali d'iniziazione, che con metodi brutali aveva monopolizzato lo spaccio di droga (all'ingrosso e al dettaglio) e lo sfruttamento della prostituzione (si calcola che il 90% delle prostitute operanti a Palermo sia di nazionalità nigeriana), sempre con il benestare di Cosa nostra: secondo l'accordo, i nigeriani avrebbero venduto marijuana «per conto loro» e l’hashish per conto della "famiglia" mafiosa di Palermo centro, che formalmente controllava la zona di Ballarò. Come risultò dalle stesse intercettazioni con il fratello Giovanni, Giuseppe Di Giacomo aveva commissionato ai nigeriani il violento pestaggio di alcuni loro connazionali che non volevano sottostare alle regole imposte da Cosa nostra nel quartiere. Nel 2014 Di Giacomo fu ucciso in un agguato da un rivale che gli contendeva la guida del "mandamento" ma l'accordo con i nigeriani per la spartizione del territorio è rimasto in piedi. Alcuni collaboratori di giustizia testimoniarono che nel 2016, dopo un blitz della polizia che aveva portato in prigione diversi appartenenti a Black Axe, i boss mafiosi del mandamento di Porta Nuova fecero arrivare l'ordine in carcere che i nigeriani detenuti nelle loro stesse sezioni dovessero essere rispettati ed anzi bisognava «mettersi a loro disposizione» poiché si trattava di preziosi alleati nel traffico della droga.
Nel frattempo i nigeriani stavano facendo affari d'oro con il crack: nel 2016 fu scoperto il primo laboratorio clandestino di questa sostanza (in gergo giornalistico crack house) gestito da un cittadino nigeriano in un appartamento di Ballarò ma il fenomeno si è allargato a macchia d'olio nei quartieri dello Sperone, dello ZEN e di Brancaccio (note zone ad alta densità mafiosa) fino a diventare una vera e propria emergenza sociale: «Prima erano solo i nigeriani a «cucinare» il crack, anche se erano lo stesso i siciliani a guadagnarci. – raccontò un consumatore che "lavorava" in una crack house alla testata giornalistica MeridioNews nel 2019 – Adesso anche i palermitani lo fanno. Non è difficile e il guadagno c’è. Ho visto anche ragazzi di 13 anni comprare la dose». Sono stati documentati numerosi casi in cui la droga è "ordinata" via Telegram o WhatsApp con pagamento in bitcoin.
Negli stessi anni in cui a Palermo si consolidò il legame con la Black Axe nigeriana, nella Sicilia orientale invece si strinse un patto con i clan albanesi, primi produttori europei di cannabis e strettamente legati ai cartelli colombiani e messicani della cocaina: quello dei fratelli Nizza, che controllava le remunerative piazze di spaccio nei quartieri popolari di Librino e San Cristoforo, fu il primo gruppo criminale catanese ad instaurare legami diretti con i narcos albanesi, saltando così l'intermediazione dei grossisti della 'ndrangheta o della camorra (che, invece, rimanevano i principali fornitori delle "famiglie" palermitane e trapanesi) e divennero così potenti che nel 2008 i Santapaola decisero di ammetterli all'interno della locale "famiglia" di Cosa nostra. Nel 2017 un'indagine della Guardia di Finanza scoprì che, almeno dal 2013, un clan formato dai cugini del ministro dell'Interno albanese Saimir Tahiri aveva venduto a gruppi criminali riconducibili alla "famiglia" mafiosa di Catania oltre 3,5 tonnellate di cannabis, pistole, kalashnikov e altre armi, con un profitto annuo di 20 milioni di euro. L'inchiesta italiana causò grave imbarazzo politico internazionale, nonché le dimissioni e l'incriminazione di Tahiri (che nel 2019 fu condannato dalla giustizia albanese).
Nel 2020 si scoprì che il cartello messicano di Sinaloa, una delle più potenti organizzazioni mondiali del narcotraffico, aveva scelto Catania come punto di stoccaggio per la cocaina destinata al Nord Italia. Stando a diverse indagini, anche la 'ndrangheta ha scelto il porto di Catania come punto d'arrivo di grossi carichi di cocaina dal Sud America per aggirare la pressione investigativa sul porto calabrese di Gioia Tauro, come dimostrerebbero gli ingenti sequestri effettuati al largo delle coste catanesi (2 tonnellate nella primavera del 2023 e 5 tonnellate nel luglio dello stesso anno, la più grande quantità mai sequestrata in una singola operazione in Italia, seguiti da 540 kg nel 2024).
Invece le "famiglie" della Sicilia centro-meridionale, storicamente meno numerose e più frammentate (perché in perenne conflittualità), trovarono nuovi canali di approvvigionamento per droga ed armi attraverso mafiosi mescolati tra le comunità di emigranti siciliani stanziate nel Nord Europa: tra il 2015 e il 2018 si registrarono cinque omicidi e una decina di tentativi di omicidio avvenuti tra Favara (popoloso comune nei pressi di Agrigento, sede storica di una "famiglia" mafiosa poi scissa in diverse «stidde», «paracchi» e «famigghiedde») e il Belgio (principale punto d'arrivo europeo per la cocaina sudamericana). Due anni dopo, il R.O.S. dei Carabinieri documentò l'arrivo a Favara di alcuni emissari della "famiglia" Gambino di New York per concordare con gli «uomini d'onore» locali alcune operazioni di riciclaggio di denaro sporco.

#### Social,mass media, neomelodici ekitsch: il nuovo voltoglamourdi Cosa nostra
Il rapporto Le mafie nell'era digitale (2023) a cura del sociologo Marcello Ravveduto distingue tre fasi storiche sulla presenza dei mafiosi sui social network: un primo periodo (2007-2012), in cui i boss hanno usato esclusivamente Facebook e lo hanno fatto per motivi prettamente ludici, mostrando però anche poca capacità di uso del mezzo; una fase di consolidamento (2012-2016), in cui la platea social si allargò anche a Instagram e Twitter, utilizzati come strumento di comunicazione per amplificare la portata di minacce, avvertimenti e provocazioni; infine la terza fase (2016-2020) dominata dalla «Google generation criminale», ossia i nati tra la fine degi anni '90 e i primi 2000, capaci di sfruttare al meglio il social casting, tanto che gli affiliati più anziani si rivolgono a loro per comunicare attraverso questo mezzo. Dal 2020 si aprirebbe anche una quarta fase dominata da un social di grande successo, TikTok, in cui, attraverso la creazione di contenuti, è possibile agli affiliati, ostentare la bella vita, il carcere, gli arresti domiciliari, i tatuaggi o lanciare semplicemente messaggi. Il rapporto rileva che la mafia più presente sui social è la camorra napoletana ma esistono diversi esempi dell'attivismo in questo settore anche degli «uomini d'onore» siciliani: già nel 2013 si scoprì che il super-latitante Matteo Messina Denaro comunicava con la sorella attraverso un falso profilo Facebook e, dopo il suo arresto nel 2023, furono rintracciati altri due profili falsi, uno sempre su Facebook e uno su Instagram, utilizzati prevalentemente per la messaggistica privata. Altro esempio che fece notizia, un giovane nipote del defunto boss Gaetano Fidanzati (che dagli anni '70 impiantò una "colonia" di Cosa nostra a Milano) che, appartenente alla «Google generation criminale» secondo la definizione di Ravveduto ed arrestato nel 2017 per traffico di stupefacenti, è diventato un influencer su Instagram e sui social posta contenuti sulle sue vacanze all'estero, aperitivi, belle donne e movida. Oppure il "profeta" Salvatore Baiardo (già condannato in via definitiva per favoreggiamento ai fratelli Filippo e Giuseppe Graviano), il quale, dopo essere diventato per un breve periodo una sorta di opinionista-«oracolo» nella trasmissione televisiva Non è l'Arena, utilizza il suo profilo TikTok come "pulpito" per ribadire l'innocenza degli ergastolani Graviano e per attaccare i "pentiti" e l'istituto del carcere duro. Nel 2024 fecero discutere anche alcuni post di Salvo Riina (terzogenito del boss Totò, condannato in via definitiva per associazione mafiosa come il padre): dopo una controversa intervista concessa al presentatore Bruno Vespa per il programma tv Porta a Porta nel 2016 (in cui molti osservatori vi lessero un attacco velato ai "pentiti" e una negazione dell'esistenza di Cosa nostra), su Facebook e Instagram si proclama «scrittore» (per aver scritto, alcuni anni prima, un libro sulla sua infanzia e adolescenza vissute in latitanza con il padre, definito il suo «eroe», e i familiari) e, sempre attraverso queste piattaforme social, continua a lanciare beffardi e provocatori messaggi di sfida nei confronti delle istituzioni e delle vittime di mafia.
Strettamente connesso al mondo dei social è il successo della musica neomelodica, spesso utilizzata dagli affiliati alle "famiglie" per veicolare messaggi e come sottofondo nella creazione di contenuti social. Un esempio controverso che ha fatto ampiamente discutere è fornito dal successo mediatico riscosso dal cantante neomelodico (poi "convertitosi" alla trap) Niko Pandetta (nome d'arte di Vincenzo Pandetta), nipote del boss catanese Salvatore "Turi" Cappello, da anni detenuto in regime di carcere duro, cui il nipote ha dedicato una canzone, che conta milioni di visualizzazioni su YouTube. Le altre canzoni di Pandetta rimangono sulla stessa lunghezza d'onda della precedente: celebrazione dell’«onore» dei boss carcerati, della bella vita e del denaro, attacchi ed insulti ai "pentiti". Nonostante lo zio capeggiasse un clan storicamente avverso a Cosa nostra catanese, Pandetta risultò spesso invitato a cantare (con tutti gli "onori") in eventi e feste notoriamente organizzati dalle "famiglie", non solo a Catania ma anche a Palermo. Dopo aver affermato in un'intervista televisiva che «la mafia non esiste», Pandetta ha fatto marcia indietro ed ha timidamente ammesso che forse la canzone dedicata allo zio sia stata «uno sbaglio» e si è inoltre detto estraneo ad ambienti mafiosi. Nel 2022 emerse da un'indagine che Pandetta ed altri due cantanti neomelodici sarebbero stati utilizzati come "tramite" per stabilire contatti con clan camorristici napoletani finilizzati all'acquisto di partite di cocaina. L'anno successivo Pandetta fuggì a Milano per sottrarsi ad una condanna definitiva per spaccio di droga ma fu subito acciuffato dalla polizia e portato in carcere per scontare quattro anni e mezzo di reclusione.
Altri cantanti neomelodici siciliani di notevole popolarità (spesso appartenenti alla stessa etichetta discografica catanese cui fa riferimento Pandetta e, in diversi casi, parenti o affini di noti boss mafiosi, con cui amano farsi fotografare per poi, naturalmente, postare l'immagine sui social) attaccano nelle loro canzoni i "pentiti" ed esaltano la resistenza degli «uomini d'onore» in carcere e l’«onore» mafioso. Nel 2021 i Carabinieri hanno sequestrato una casa discografica la cui proprietà sarebbe riconducibile ad un boss mafioso catanese (che la utilizzava per riciclare il denaro sporco) e che ha prodotto i brani di noti cantanti neomelodici di successo.

#### Bingo, «macchinette», scommesse e Malta, «l'isola del tesoro» delle mafie
Gli interessi di Cosa nostra nel settore del gioco d'azzardo crebbero di pari passo con i provvedimenti legislativi di liberalizzazione varati dai governi che si succedettero nell'arco di circa dieci anni: il bingo fu liberalizzato nel 1999, nel 2003 le slot machine nei pubblici esercizi (legge n. 282/2002), aprendosi agli operatori stranieri con decreto n. 248/2006, fino alla liberalizzazione delle videolottery o VLT (con decreto legge n. 39/2009) e del gioco online (decreto legge n. 138/2011). Già a metà degli anni '90, il boss Giovanni Brusca deplorava il fatto che alcuni «uomini d'onore», trovandosi in crisi di liquidità a causa dei numerosi arresti e delle spese di mantenimento degli affiliati in carcere, avessero iniziato ad entrare nel mondo delle scommesse sportive clandestine e delle gare ippiche truccate, nonostante una delle regole di Cosa nostra vietasse ai suoi appartenenti di sfruttare il gioco d'azzardo in ogni sua forma (ad esempio, i Madonia di Resuttana, oltre a pretendere il «pizzo» sulle attività dell'ippodromo della Favorita, iniziarono a praticare il racket delle «puntate» sulle corse ippiche e tale controllo si è protratto almeno fino al 2017).
Nel 2005 l'operazione «Grande Mandamento» consentì di scoprire che il boss di Villabate, Nicola Mandalà, gestiva, attraverso una società di comodo, due agenzie SNAI (in cui si svolgevano anche scommesse clandestine) e una sala bingo a Palermo, attraverso cui riciclava il denaro sporco provento del traffico di droga e finanziava la latitanza di Bernardo Provenzano. Mandalà avrebbe anche cercato di far modificare a suo favore la legislazione relativa alla regolamentazione delle scommesse sportive attraverso i contatti politici del suo amico e socio Francesco Campanella (futuro collaboratore di giustizia). Poi, nel 2008 fu confiscata sempre a Palermo la sala bingo più grande d'Europa (con un incasso di circa 70.000 euro al giorno), che risultò intestata a due prestanome del boss Antonino Rotolo, che ne gestivano anche un'altra in Piemonte.
Dal 2009 e in poi, numerose indagini sull'infiltrazione di Cosa nostra nel gioco legale hanno visto protagonista la sua propaggine catanese, che risultò la più attiva nel settore, in joint venture con la camorra e la 'ndrangheta: grazie al «colletto bianco» catanese Antonio Padovani, detto il «re delle slot machine», fu possibile trovare un'intesa con imprenditori legati al clan dei Casalesi per la distribuzione delle «macchinette mangiasoldi» in tutta Italia (non solo in diverse zone della Sicilia, ma anche nel Lazio, Lombardia, Veneto e Toscana). Oltre ad imporre il noleggio e l'installazione di videopoker (spesso truccati con la manomissione delle schede interne) nonché la gestione di agenzie di scommesse o sale bingo attraverso fidati prestanome, Cosa nostra si è specializzata nel gioco online: a partire dal 2013, le indagini hanno documentato che noti imprenditori del settore hanno messo a disposizione delle "famiglie" piattaforme virtuali (siti web di poker, casinò, betting exchange, lottery ed altro), i cui terminali agiscono su server collocati all'estero (e quindi fuori dalla giurisdizione italiana), soprattutto a Malta, che, grazie ad una legislazione fiscale favorevole, è diventato, a partire dal 2004, lo Stato d'Europa con la più alta concentrazione di aziende e marchi operanti nel gioco d'azzardo, sia fisico che online. Secondo la giornalista Daphne Caruana Galizia (rimasta uccisa il 16 ottobre 2017 in un attentato di chiara matrice mafiosa), Malta si è trasformata nella «più grossa lavanderia del Mediterraneo. Da quando, per volere dell'Inghilterra, [...] è stata cancellata dalla "blacklist" dei Paesi illegali dell'Unione europea, l'isola è diventata una formidabile "zona franca" dove è possibile fare di tutto. Perché qui nessuno indaga, nessuno intercetta, nessuno pedina e nessuno arresta». Anche qui si appurò il protagonismo della "famiglia" di Catania: si scoprì che nel 2015 Vincenzo Romeo, nipote del boss ergastolano Benedetto Santapaola e capo della cellula messinese di Cosa nostra, si era recato di persona a Malta con 38mila euro in contanti per entrare in affari con importanti società di gioco online ed, attraverso prestanome, avrebbe anche ottenuto cospicui finanziamenti statali finalizzati a progetti di contrasto alla ludopatia. Nel 2018 l'operazione «Galassia» della D.I.A. svelò definitivamente l'esistenza di un cartello cui aderiva Cosa nostra catanese insieme alla 'ndrangheta, alla camorra e alla mafia pugliese, che investiva massicciamente nelle scommesse online attraverso i soliti imprenditori compiacenti in società con famosi brand del settore che avevano sede legale a Malta o in Austria, investimenti definiti dal quotidiano Avvenire «uno dei più colossali casi di riciclaggio di denaro nella storia della criminalità organizzata in Italia».
La gestione del gioco d'azzardo sarebbe servita anche a finanziare parte della trentennale latitanza del boss Matteo Messina Denaro: un imprenditore di Castelvetrano, Carlo Cattaneo, fu arrestato nel 2017 perché, dalle decine di centri scommesse che gestiva in tutta la Sicilia occidentale, partivano su server maltesi scommesse in nero con guadagni di centinaia di migliaia di euro alla settimana, parte dei quali finivano nelle tasche dei familiari del super-latitante. La potente "famiglia" di Partinico si serviva anch'essa di un altro insospettabile imprenditore, Benedetto Bacchi, arrestato nel 2018 (e condannato) perché, grazie alle coperture mafiose, era riuscito ad imporre l'apertura di centinaia di sale scommesse a Palermo e in tutta Italia con un marchio avente sede legale a Malta: l'incasso mensile di 15 milioni di euro era a totale disposizione di Cosa nostra.

#### I «signori del vento» e «della monnezza»

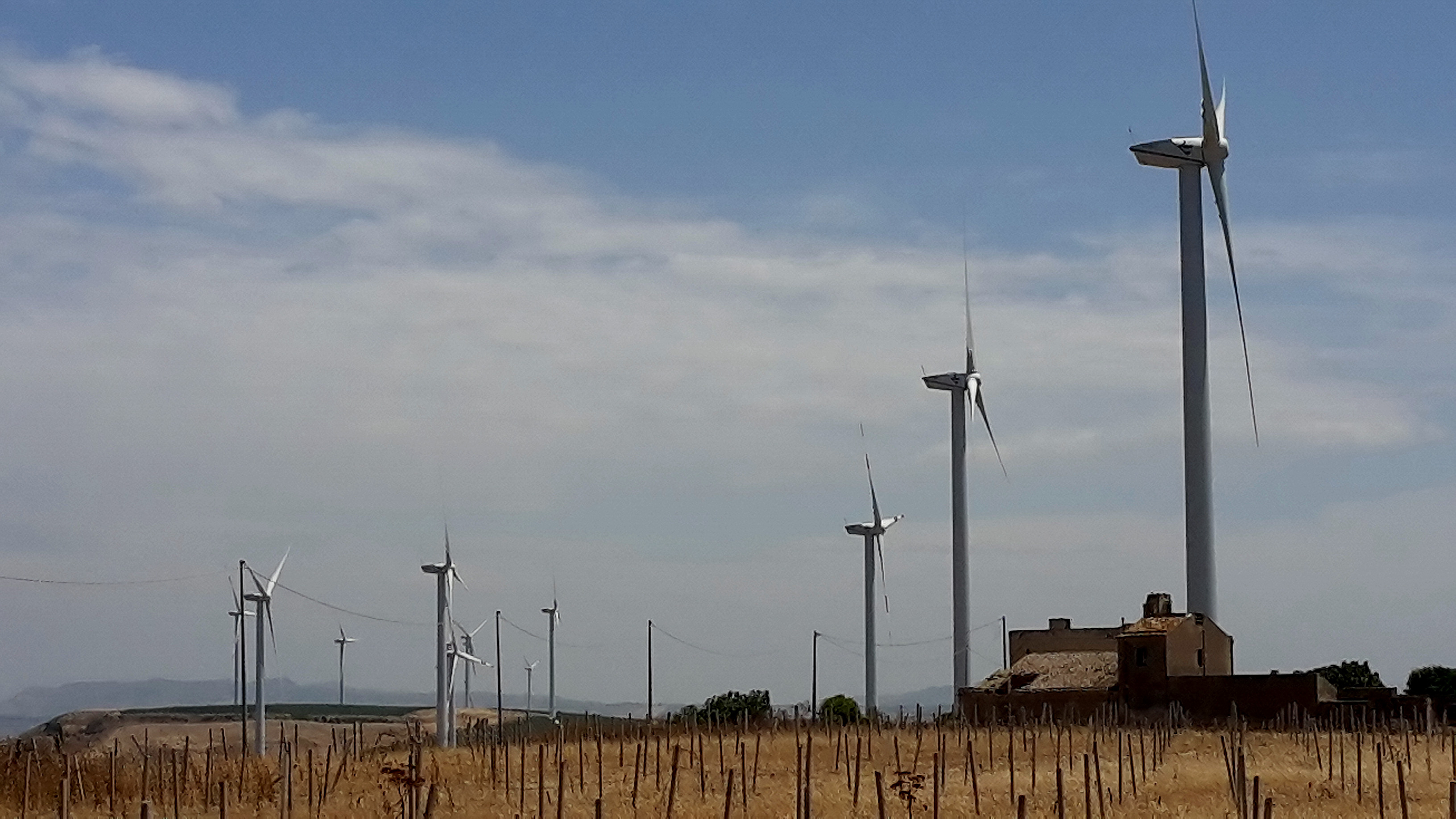
Parco eolico a Mazara del Vallo, territorio di pertinenza del super-latitante Matteo Messina Denaro.

Nel 2013, Totò Riina, intercettato dalla D.I.A. durante l'ora d'aria nel carcere di Opera, si lasciò andare ad un'invettiva contro il latitante Matteo Messina Denaro, da lui accusato di disinteressarsi alla sorte dei boss detenuti al carcere duro per privilegiare gli affari nel campo dell'energia eolica: «A me dispiace dirlo questo [...] questo signor Messina [Matteo Messina Denaro, n.d.r.], questo che fa il latitante, che fa questi pali [eolici, n.d.r.] [...] Questo si sente di comandare, si sente di fare luce dovunque, fa pali per prendere soldi, ma non si interessa di...». L'attivismo di Messina Denaro nel settore dei parchi eolici era emerso a partire dal 2009, quando la D.D.A. di Palermo aveva fatto arrestare otto persone, tra cui figuravano esponenti del mandamento di Mazara del Vallo (e quindi fedelissimi del super-latitante), politici, funzionari comunali, imprenditori siciliani, campani e trentini con l'accusa di aver imposto e pagato una tangente per la costruzione di un parco eolico in quella zona, che consentiva di accedere ai cospicui fondi europei e statali stanziati per le energie rinnovabili: «È un raffinato sistema di collegamenti con affari e politici. Una manciata di persone controlla il settore eolico. Esistono molte aziende ma dietro ci sono le stesse persone - affermò il magistrato Roberto Scarpinato, intervistato su quell'indagine dal quotidiano inglese Financial Times - La cosa sorprendente è che gli sviluppatori hanno ottenuto denaro pubblico per costruire parchi eolici che non producevano elettricità». In quella inchiesta finì per la prima volta nei guai anche l'imprenditore Vito Nicastri, definito il «signore del vento» dal Financial Times: originario di Alcamo (grosso comune a metà strada tra Palermo e Trapani, storica roccaforte mafiosa), iniziò come elettricista e poi divenne un affermato imprenditore nel settore del fotovoltaico e dell'eolico, riuscendo ad ottenere, tra il 2002 e il 2006, il più alto numero di concessioni in Sicilia per costruire parchi eolici, poi rivenduti ai principali operatori italiani e stranieri del settore. Secondo le indagini della D.D.A. di Palermo (che dispose il maxi-sequestro record del suo patrimonio ammontante a 1,5 miliardi di euro tra beni immobili e società), la fortuna di Nicastri fu dovuta ai suoi presunti rapporti con Messina Denaro, che lo avrebbe utilizzato come prestanome negli affari riguardanti le energie rinnovabili. Nel 2023, poco prima di morire per un tumore, Nicastri è stato assolto in appello dall'accusa di concorso esterno in associazione mafiosa, dopo che la Cassazione aveva annullato una precedente condanna per intestazione fittizia di beni. Tuttavia resterebbero ombre sul suo operato: nei numerosi interrogatori con i magistrati, Nicastri avrebbe ammesso di aver pagato tangenti a politici e funzionari per la costruzione dei parchi eolici.
Fu invece condannato per associazione mafiosa un altro imprenditore, Salvatore Angelo, arrestato nel 2012 perché, oltre a proclamarsi grande amico di Messina Denaro in alcune telefonate intercettate, era accusato di essere il suo prestanome nella costruzione di parchi eolici fra Palermo, Trapani, Agrigento, Catania e ne stava programmando la costruzione di altri in giro per la Sicilia, nonché puntava ad investimenti nel settore delle biomasse. Eletto sindaco di Salemi (paese natale dell'imprenditore Angelo) nel 2009, il critico d'arte Vittorio Sgarbi espresse pubblicamente il proprio sdegno per la costruzione di parchi eolici e fotovoltaici in Sicilia, da lui accusati di deturpare le bellezze paesaggistiche e naturali per favorire interessi mafioso-affaristici.

Uno studio del 2019 afferma che nel 51% dei comuni siciliani ad alta densità mafiosa (ma a basso indice di ventosità) esiste almeno un impianto eolico. Lo stesso studio ritiene che, dopo il 2008, a causa delle inchieste antimafia che hanno riguardato i grandi parchi eolici siciliani, l'interesse delle "famiglie" di Cosa nostra si sia spostato verso impianti più piccoli, resi convenienti anche dalle nuove tariffe incentivanti. Intervistato nel 2013 dal quotidiano Repubblica, l'allora sostituto procuratore della D.N.A. Maurizio De Lucia affermò:
(Dichiarazioni di Maurizio De Lucia a Repubblica, 6 giugno 2013.)
Oltre alla green economy, da diversi anni la D.I.A. segnala l'infiltrazione di Cosa nostra nel business dello smaltimento illecito dei rifiuti: nel 2012 si scoprì che Massimo Ciancimino stava tentando di riciclare il patrimonio illecito del defunto padre Vito (ex sindaco di Palermo condannato per mafia) attraverso la vendita della discarica più grande d'Europa a Glina, in Romania, del valore di circa 115 milioni di euro. Quello degli appalti delle discariche comunali è un settore tradizionalmente in mano ad imprese vicine o appartenenti a Cosa nostra, che si è anche allargato allo smaltimento di rifiuti speciali o pericolosi: nel 2016 emerse che le "famiglie" ennesi e catanesi avevano imposto manodopera e ditte di trasporto ad un'impresa di Bergamo aggiudicataria dell'appalto per la bonifica della miniera dismessa di Pasquasia (già al centro di diverse inchieste della magistratura per presunto occultamento di materiale radioattivo), da dove le tonnellate di rame ed eternit da smaltire venivano invece rivendute o stoccate al porto di Catania per destinazioni ignote.

#### Le «mafie dei pascoli», la truffa sui fondi U.E. per l'agricoltura e il "caso" Messina

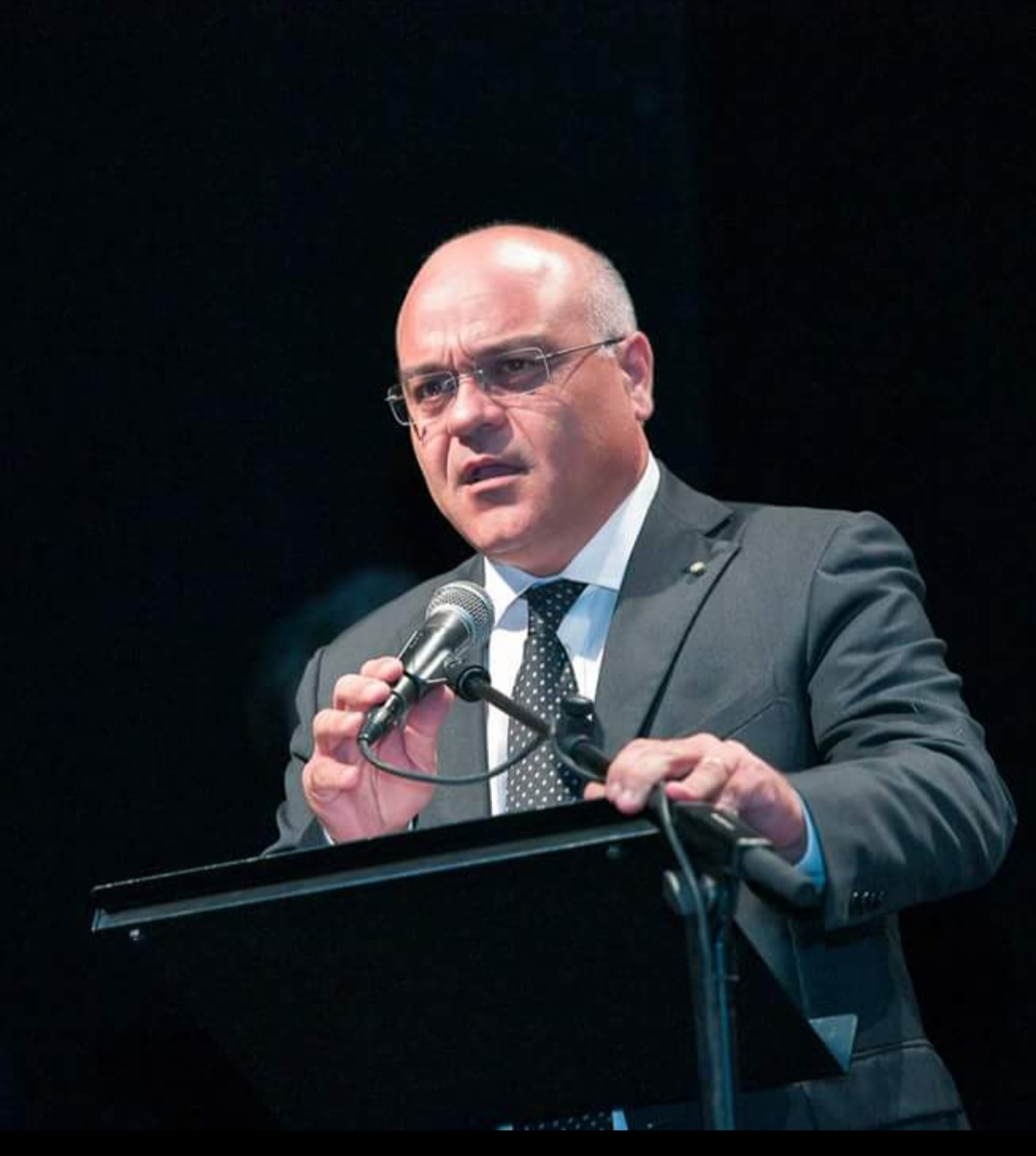
Giuseppe Antoci, presidente del Parco dei Nebrodi rimasto vittima di un fallito agguato nel 2016.

Le frodi di Cosa nostra sui contributi comunitari destinati all'agricoltura andavano avanti almeno dagli anni '80 (vi erano coinvolti boss mafiosi del calibro di Michele Greco e Nino Salvo, per citare i più noti), tanto che Giovanni Falcone affermò che il numero delle truffe ai danni della C.E.E. in Sicilia superasse di sette volte la media europea. Tuttavia l'infiltrazione di Cosa nostra nelle aree più interne della Sicilia (tradizionalmente più votate alle attività economiche agro-pastorali) dovette da sempre fare i conti con numerosi clan di «pastori», che hanno prodotto il fenomeno delle stidde nel nisseno e nell'agrigentino mentre nell'area dei Nebrodi hanno visto il protagonismo dei tortoriciani (i Bontempo Scavo) e dei batanesi (frangia del defunto clan dei Galati Giordano, il cui soprannome deriva dalla contrada Batana di Tortorici), ribattezzati giornalisticamente «mafie dei pascoli»: oltre a praticare estorsioni, abigeati, a trafficare in droga e ad investire nel settore turistico-alberghiero nella vicina Capo d'Orlando, questi clan, attraverso aziende agricole intestate a prestanome e falsificando le autocertificazioni antimafia, riuscirono ad accaparrarsi in concessione i terreni del Parco dei Nebrodi (la più vasta area protetta della Sicilia) per poter così accedere ai fondi europei erogati dall'AG.E.A. (il valore dei contributi forniti dall'U.E. in favore dell'agricoltura siciliana si aggira intorno ai 5 miliardi di euro). Ma anche le "famiglie" di Cosa nostra erano riuscite bene ad inserirsi nel business dei fondi europei per l'agricoltura: ad esempio nel 2010 si scoprì che Gaetano Riina (fratello minore del boss Totò) era riuscito ad incassare 40mila euro di contributi europei per l'agricoltura ed aveva stipulato un patto con il clan dei Casalesi per vendere in regime di monopolio prodotti ortofrutticoli presso i mercati generali della Campania e del basso Lazio. Ai margini del Parco dei Nebrodi operava invece il boss Salvatore Seminara (rappresentante di Cosa nostra per la provincia di Enna), che, almeno fino al suo arresto nel 2009, riscosse indebitamente 700 mila euro di contributi agricoli con contratti d'affitto falsi.
Ad opporsi a questo stato di cose fu Giuseppe Antoci, presidente del Parco dei Nebrodi dal 2013 al 2018, attraverso la stipula di un protocollo con i sindaci dei comuni rientranti nel Parco (detto Protocollo Antoci, poi recepito a livello nazionale con la legge n. 161/2017), che sanciva l'obbligatorietà del certificato antimafia per la concessione di terreni agricoli demaniali. Dopo diverse minacce ed intimidazioni, Antoci (posto sotto scorta) è stato vittima di un fallito agguato scattato la notte del 17 maggio 2016 lungo la strada statale 289: venne bloccata e presa a fucilate l'automobile blindata su cui viaggiavano Antoci e la scorta. Si trattava del primo attentato in grande stile ai danni di un personaggio delle istituzioni avvenuto in Sicilia dai tempi delle stragi del 1992. Tuttavia la magistratura non riuscì mai a risalire ai responsabili. Il presidente della Commissione regionale antimafia Claudio Fava ha espresso perplessità sulla matrice mafiosa dell'attentato ad Antoci, ritenuta invece certa dal Procuratore della D.D.A. di Messina, Maurizio De Lucia, e dal comandante dei R.O.S. Pasquale Angelosanto, nonché dal g.i.p. Simona Finocchiaro che ha archiviato l'indagine contro ignoti nel 2020. Non è chiaro però se l'agguato sia opera dei «pastori» o delle filiali messinesi di Cosa nostra: il "baricentro" mafioso nella provincia di Messina si è progressivamente spostato dall'antico avamposto di Mistretta (già noto dai tempi del «prefetto di ferro» Cesare Mori e storicamente "feudo" dei Rampulla) alla più recente "famiglia" di Barcellona Pozzo di Gotto, che estende la sua influenza su buona parte del versante tirrenico ed in passato ha ospitato latitanti del calibro di Benedetto Santapaola, Bernardo Provenzano e, in tempi più recenti, esponenti della "famiglia" di Salvatore Lo Piccolo. Si era anche macchiata di un omicidio "eccellente", quello del giornalista Beppe Alfano, assassinato nel 1993 perché forse aveva scoperto che Santapaola si nascondeva nella zona con potenti protezioni. Sono stati avanzati sospetti (mai dimostrati) che Beppe Alfano sarebbe stato ucciso anche per aver scoperto truffe miliardarie all'A.I.M.A. (l'ente statale che erogava i contributi a favore dell'agricoltura) effettuate da Santapaola insieme ad insospettabili imprenditori legati alla massoneria deviata. Commistioni d'interessi pericolose, come quelle venute a galla alla fine degli anni '90 tra alcuni magistrati della D.D.A. messinese e boss della locale Cosa nostra, che, attraverso la falsa collaborazione con la giustizia di alcuni affiliati, mirava a salvaguardare dalle indagini importanti «pezzi da novanta» messinesi (la vicenda provocò addirittura le dimissioni del sottosegretario Angelo Giorgianni ma le accuse a carico di questi magistrati andarono prescritte dopo un processo durato oltre un ventennio mentre i falsi "pentiti" sono stati condannati). Nella «città dello Stretto» infatti si è insediata, almeno dagli anni '90, una cellula di Cosa nostra capeggiata da familiari di sangue di Santapaola, che vanta stretti legami con l'imprenditoria locale, la massoneria deviata e la 'ndrangheta calabrese, presente anch'essa nel capoluogo peloritano con proprie cosche: da circa vent'anni, Messina è un canale privilegiato per la cocaina proveniente dalla Calabria e destinata ai clan siciliani.

#### Il «padrino dell'antimafia»
Nel 2015 il quotidiano Repubblica pubblicò un articolo a firma dei giornalisti Attilio Bolzoni e Francesco Viviano in cui si affermava che l'allora presidente di Sicindustria, Antonello Montante, fosse sotto indagine per concorso esterno in associazione mafiosa, in seguito alle accuse di ben tre collaboratori di giustizia, di cui uno ex boss mafioso con un passato da impiegato in un ente regionale. Si trattava di uno scoop perché Montante era conosciuto come «paladino dell'antimafia» in quanto nel 2007 fu uno dei fautori della svolta legalitaria di Sicindustria insieme al suo predecessore Ivan Lo Bello (poi vicepresidente nazionale di Confindustria), che prevedeva l'espulsione dei soci che fossero collusi con Cosa nostra o pagassero il "pizzo" (anche se il giornalista Bolzoni scoprì che nei fatti questo provvedimento restò soltanto sulla carta e non fu mai preso contro nessuno). Da allora Montante aveva fatto incetta di cariche: oltre a presiedere l'associazione degli industriali siciliani, fu nominato cavaliere del lavoro, presidente della Camera di commercio di Caltanissetta e di Unioncamere Sicilia e nel 2015 il ministro dell'Interno Angelino Alfano lo nominò nel consiglio direttivo dell'Agenzia nazionale dei beni confiscati. Tuttavia era risultato (attraverso fotografie e registri scovati da una coraggiosa inchiesta giornalistica della rivista I Siciliani Giovani di Riccardo Orioles) che il «compare d'anello» di Montante fosse il boss mafioso del suo paese natale, Serradifalco (nei pressi di Caltanissetta), e che, a metà degli anni '80, lo stesso Montante posasse sorridente in una foto insieme al suo «compare» nella sede della Confindustria di Caltanissetta.
Nel 2018 Montante fu infine arrestato insieme a quello che si scoprì essere il suo «cerchio magico»: l'ex direttore dell'A.I.S.E. (i servizi segreti civili), il capo della security di Confindustria, i vertici del comando provinciale di Caltanissetta della Guardia di Finanza, nonché politici ed imprenditori (il presidente della Commissione parlamentare antimafia Nicola Morra definì il «cerchio magico» di Montante come una sorta di «P2 siciliana»). L'indagine documentò attività di dossieraggio e spionaggio nei confronti dei magistrati, dei poliziotti e dei giornalisti che indagavano sul passato di Montante (e quindi sui suoi legami con Cosa nostra). Furono anche dimostrate attività di lobbying (e probabilmente di ricatto) nei confronti del governo regionale presieduto da Rosario Crocetta, anch'esso ritenuto un'icona dell'antimafia. Ad oggi, a causa di queste accuse, Montante è stato condannato a otto anni di carcere in appello ma prosciolto da quelle di concorso esterno in mafia perché non furono sufficientemente provate le presunte complicità rivelate dai collaboratori di giustizia (infatti il comparatico con un mafioso non è di per sé un reato). Il giornalista Attilio Bolzoni definì Montante il «padrino dell'antimafia» in un libro dal medesimo titolo che ha ricostruito la vicenda.
Il "caso" Montante resta uno dei tanti casi della tendenza trasformista in atto in Sicilia da circa un ventennio: nel 2003, il bancario e politico dell'U.D.EUR. Francesco Campanella (insospettabile fiancheggiatore di Bernardo Provenzano) organizzava manifestazioni antimafia; da citare anche la famosa campagna lanciata nel 2005 dall'allora governatore Cuffaro (poi finito in carcere per favoreggiamento alla mafia) scandita dallo slogan «la mafia fa schifo». In tempi più recenti, nel 2020, un boss del quartiere palermitano di Borgo Vecchio, intercettato dagli inquirenti, consigliava ai suoi sodali di tatuarsi addosso i nomi di Falcone e Borsellino «per ripulirsi l'immagine».

### Nuovi equilibri mafiosi tra passato e presente (2010-2023)

#### L'omicidio dell'avvocato Fragalà
La sera del 23 febbraio 2010, l'avvocato Enzo Fragalà, che ricopriva l'incarico di consigliere comunale a Palermo ed era stato parlamentare nazionale dal 2001 al 2006 eletto nelle liste di Alleanza Nazionale, fu aggredito sotto il suo studio e sottoposto ad un violento pestaggio con mazze e bastoni da parte di quattro picciotti della "famiglia" del quartiere palermitano di Borgo Vecchio, che degenerò in omicidio perché probabilmente gli aggressori si trovavano sotto effetto di alcol e cocaina (Fragalà morì infatti dopo tre giorni di coma): si trattò del primo delitto "eccellente" commesso da Cosa nostra a Palermo dai tempi di Falcone e Borsellino. Nel 2002 l'avvocato era stato indicato dal S.I.S.D.E. come un possibile bersaglio di Cosa nostra a seguito della pubblicazione di una lettera scritta da alcuni boss detenuti al carcere duro che deploravano il comportamento dei loro avvocati eletti al Parlamento (tra cui lo stesso Fragalà) che, a loro dire, non si stavano adoperando abbastanza per l'abolizione dell'articolo 41-bis. Le indagini sull'omicidio brancolarono nel buio per parecchio tempo finché nel 2011 una collaboratrice di giustizia, ex amante di un esattore del "pizzo", insinuò che Fragalà fosse stato ucciso per avances sessuali nei confronti della moglie di un suo assistito, un ladruncolo in rapporto con le cosche dei quartieri di Porta Nuova e Borgo Vecchio, ma queste dichiarazioni non furono ritenute attendibili. Solo a tre anni dal delitto, grazie alle confessioni di un altro "pentito" ritenuto più affidabile, furono individuati i quattro picciotti responsabili dell'omicidio, poi processati (uno di loro iniziò a collaborare ed ammise le sue responsabilità) e condannati a varie pene detentive, con sentenza definitiva arrivata soltanto nel 2023. Non fu invece possibile incriminare il presunto mandante, Gregorio Di Giovanni, perché le dichiarazioni dei collaboratori di giustizia non furono ritenute sufficienti per un rinvio a giudizio. Stando alle dichiarazioni dei "pentiti", Di Giovanni era il reggente del mandamento di Porta Nuova (nel 2018 avrebbe dovuto far parte della nuova "Commissione" presieduta dal boss Settimo Mineo, come dimostrato dall'operazione «Cupola 2.0»), dove ricadeva il luogo del delitto, ed avrebbe ordinato la brutale aggressione su input del boss Antonino Rotolo (a quell'epoca detenuto in regime di carcere duro ma rappresentato dal suo "delfino" Gianni Nicchi, a sua volta arrestato pochi mesi prima dell'omicidio e grande amico di uno dei picciotti responsabili del sanguinoso pestaggio) perché l'avvocato Fragalà avrebbe consigliato a due suoi assistiti, incriminati come prestanome appunto di Rotolo, di collaborare con gli inquirenti, scelta deplorata da Nicchi in un pizzino ritrovato dopo il suo arresto. Infatti, negli ambienti mafiosi Fragalà era conosciuto come «sbirro». Inoltre, nello stesso processo ai due prestanome, l'avvocato avrebbe pubblicamente letto una lettera della moglie di Rotolo che metteva in imbarazzo il capo-mafia.
Poiché, ad oggi, non è stato possibile reperire prove sufficienti (a parte le dichiarazioni dei collaboratori di giustizia) sui presunti mandanti dell'omicidio Fragalà, essi rimangono ufficialmente sconosciuti.

#### Le operazioni «Cupola 2.0» e «New Connection»: il dopo Riina e Provenzano
Il 31 maggio 2015, intervenendo ad un dibattito organizzato da Addiopizzo, il sindaco di Palermo Leoluca Orlando affermò: 
(Dichiarazioni di Leoluca Orlando, 31 maggio 2015.)
Pochi mesi dopo, nel corso di una conferenza stampa per illustrare i particolari dell'arresto di alcuni fiancheggiatori di Matteo Messina Denaro, il procuratore capo di Palermo Francesco Lo Voi diede il suo parere sul presunto «nuovo corso» di Cosa nostra:
(Dichiarazioni di Francesco Lo Voi, 3 agosto 2015.)
La conferma alle parole di Lo Voi arrivò il 4 dicembre 2018, quando il comando dei Carabinieri del capoluogo siciliano effettuò un'importante operazione chiamata «Cupola 2.0» che portò all'arresto di 46 persone per associazione mafiosa. Tra loro il gioielliere ottantenne Settimo Mineo, ritenuto, oltre che capo del "mandamento" di Pagliarelli, il nuovo "capo dei capi" di Cosa nostra tramite elezione unanime avvenuta nel corso di un summit organizzato da tutti i capi-mandamento della provincia di Palermo il 29 maggio precedente in una località sconosciuta. Secondo gli inquirenti, tale incontro ha posto le basi per la costituzione di una nuova "Commissione" (che non si riuniva ormai da 25 anni), ponendo Mineo come l'erede assoluto di Salvatore Riina, deceduto nel novembre 2017 all'età di 87 anni mentre era ricoverato per problemi di salute in un reparto ospedaliero riservato ai detenuti in regime carcerario previsto dall'articolo 41-bis. Nel 2016 era morto anche l'altro irriducibile boss corleonese Bernardo Provenzano, pure lui mentre era ricoverato nel reparto di un ospedale milanese riservato ai detenuti al carcere duro. Già l'anno precedente, due boss intercettati avevano auspicato la morte di Riina e Provenzano come mezzo per tornare ai vecchi equilibri di Cosa nostra: «Se non muoiono tutti e due, luce non ne vede nessuno».
L'operazione «Cupola 2.0» evidenziò anche che le altre compagini provinciali di Cosa nostra erano in fibrillazione per riorganizzarsi: il 9 febbraio 2016 il personale dei R.O.S. dei Carabinieri che seguiva l'indagine riuscì ad intercettare in un bar di Catania un incontro di alto livello cui partecipavano inviati delle "famiglie" palermitane, agrigentine, ennesi e catanesi con l'intervento, in veste di ospite di "riguardo", di Filippo Bisconti, capo-mandamento di Belmonte Mezzagno e braccio destro di Settimo Mineo. L'incontro andò a monte perché i partecipanti si accorsero di essere pedinati dalle forze dell'ordine.
Gli esiti dell'operazione, oltre a sventare l'ennesimo tentativo di rinfondare la "Commissione", dimostravano, come dichiarato dal Procuratore aggiunto Salvatore De Luca e dall'ex p.m. Antonio Ingroia, la posizione di Matteo Messina Denaro al vertice solo della provincia di Trapani, visto che nell'organizzazione, per tradizione, il capo assoluto di Cosa nostra non è, dai tempi di Vincenzo Rimi, un membro situato al di fuori della provincia di Palermo.
Il 22 gennaio 2019, grazie alle rivelazioni dei due nuovi collaboratori di giustizia Francesco Colletti (boss di Villabate) e Filippo Bisconti (capo-mandamento di Belmonte Mezzagno), già arrestati nell'ultima operazione «Cupola 2.0» e considerati due fedelissimi di Settimo Mineo, furono catturate altre sette persone, tra cui Leandro Greco, nipote del defunto Michele Greco detto "il Papa", e Calogero Lo Piccolo, figlio di Salvatore, con l'accusa di aver partecipato ai "lavori" della nuova "Commissione" voluta da Mineo.
Il 16 luglio del 2019, una nuova task force congiunta tra F.B.I. e squadra mobile di Palermo, coadiuvati dallo S.C.O. della Polizia di Stato e coordinati dalla D.D.A. di Palermo, portarono all'arresto di 19 mafiosi tra New York e la Sicilia appartenenti alle storiche "famiglie" Inzerillo-Gambino. L'operazione, denominata «New Connection», sembrò quasi una replica della precedente «Old Bridge» di circa undici anni prima. Tra gli arrestati infatti la figura di spicco era Tommaso Inzerillo, che capeggiò la prima ondata di "scappati" che tornarono a Palermo dagli Stati Uniti nei primi anni 2000 con il benestare dei Lo Piccolo, e che ora stava riorganizzando la "famiglia" della borgata palermitana di Passo di Rigano e il relativo mandamento, mettendo in piedi svariate attività, dalla gestione di aziende agricole e società di ristorazione ai centri scommesse e gli internet point. Furono documentati incontri con esponenti della "famiglia" Gambino di New York, finalizzati alla vendita di terreni in Repubblica Dominicana (crocevia importante nel traffico della cocaina). Dalle carte dell'inchiesta emerse che il boss Settimo Mineo (in passato fedelissimo di Antonino Rotolo, che si era opposto strenuamente al ritorno degli "scappati") cercò insistentemente di convincere Inzerillo a partecipare alla ricostituzione della "Commissione" ma egli non volle intervenire in prima persona perché non si fidava degli altri partecipanti all'iniziativa, in particolare del giovane boss Leandro Greco, per paura che potesse "pentirsi" una volta arrestato.
Dalle intercettazioni si scoprì inoltre che, dopo la morte di Riina nel 2017, era caduta la "scomunica" contro le vecchie "famiglie" perdenti della «seconda guerra di mafia» e una seconda ondata di "scappati", di cui facevano parte Michele Micalizzi (genero del boss Rosario Riccobono, ucciso nel 1982) e Salvatore Marsalone (ex fedelissimo di Stefano Bontate), erano rientrati a Palermo dopo quasi quarant'anni d'assenza. In particolare Micalizzi (che assunse il comando del mandamento di Partanna-Mondello nel 2019) fu intercettato mentre incontrava Tommaso Inzerillo ed insieme ricordavano con nostalgia i "vecchi tempi" di Stefano Bontate e Salvatore Inzerillo. Micalizzi finì poi in manette nel 2023 e si scoprì che, oltre a rilevanti interessi nel settore della ristorazione e delle gelaterie, era riuscito a trasferire 12 milioni di euro da un conto della Deutsche Bank a una filiale tedesca della Hsbc grazie a consulenti e intermediari legati alla 'ndrangheta e capaci di padroneggiare il circuito internazionale Swift.

#### La polemica sulle scarcerazioni "facili" durante la pandemia di COVID-19
Il 21 marzo 2020, nel pieno dell'emergenza pandemica di COVID-19, una circolare del D.A.P. invitava i direttori delle carceri di tutta Italia ad indicare all'autorità giudiziaria i nominativi di detenuti con particolari patologie o condizioni di salute (come l'età superiore ai 70 anni), così da valutare un'eventuale scarcerazione per prevenire il contagio da COVID-19 all'interno degli istituti di pena. Il settimanale L’Espresso accostò questo documento alla possibile scarcerazione di diversi boss mafiosi, ricordando che 74 detenuti al 41-bis avevano più di 70 anni, e tra questi spiccavano capi importanti come Leoluca Bagarella, Benedetto Santapaola, Pippo Calò, Giuseppe "Piddu" Madonia e tanti altri. Due magistrati componenti del Consiglio superiore della magistratura, Nino Di Matteo e Sebastiano Ardita, contestarono la circolare del D.A.P. definendola un «indulto mascherato» e un «pericoloso segnale di distensione» nei confronti di Cosa nostra e delle altre mafie. Anche i partiti d'opposizione, in particolare Lega e Fratelli d’Italia, attaccarono duramente il governo Conte, soprattutto il ministro della Giustizia Alfonso Bonafede, sul tema delle scarcerazioni facili. Particolare clamore infatti fece la decisione del Tribunale di sorveglianza di Milano di concedere gli arresti domiciliari a Francesco Bonura, boss mafioso del quartiere palermitano dell'Uditore, che stava scontando in regime di carcere duro una pena a 18 anni di reclusione, e il quotidiano La Repubblica rivelò che altri 61 mafiosi palermitani avevano già lasciato il carcere per motivi di salute. Lo stesso Tribunale di sorveglianza di Milano negò invece i domiciliari a Benedetto Santapaola con la motivazione che il boss fosse più protetto dal rischio di contagio in carcere piuttosto che nella sua abitazione. Travolto dalle polemiche, il direttore del D.A.P. Francesco Basentini rassegnò le dimissioni e il ministro Bonafede lo sostituì con il magistrato Bernardo Petralia e nominò suo vice Roberto Tartaglia, già impegnato nell'inchiesta sulla "trattativa Stato-mafia". Petralia e Tartaglia trovarono subito delle soluzioni alternative di detenzione (ad esempio reparti ospedalieri attrezzati riservati ai detenuti) e perciò i magistrati di sorveglianza si affrettarono a revocare i domiciliari a Bonura e agli altri mafiosi scarcerati. Inoltre il 30 aprile 2020 il Consiglio dei ministri approvò un nuovo decreto-legge, che vincolava i giudici di sorveglianza al parere della D.N.A. sulla concessione dei domiciliari e dei permessi ai detenuti in regime di 41-bis.

#### La cattura di Messina Denaro

Foto segnaletica di Matteo Messina Denaro scattata nel giorno della sua cattura (16.01.2023)

Il 16 gennaio del 2023, dopo trent'anni di latitanza, fu tratto in arresto dai carabinieri del R.O.S., con la collaborazione del G.I.S., il boss Matteo Messina Denaro, che si trovava in una clinica privata a Palermo per eseguire una seduta di chemioterapia. Si scoprì che Messina Denaro si sottoponeva alle cure grazie alle prescrizioni di un compiacente medico curante e circolava con i propri connotati fisici (nonostante le dicerie diffuse negli anni su presunti interventi di chirurgia plastica per alterare la sua fisionomia) e con un documento d'identità autentico fornitogli da un prestanome.
Una serie di coincidenze avvenute a ridosso della cattura (la diagnosi di cancro all'ultimo stadio, la "profezia" di un suo prossimo arresto annunciata pochi mesi prima in tv dal "profeta" Salvatore Baiardo, nonché la condanna divenuta definitiva per l’ex sottosegretario Antonio D’Alì, ritenuto il suo "protettore" politico) fecero nascere il sospetto che il latitante si fosse lasciato catturare, circostanza smentita dagli investigatori del R.O.S. che materialmente eseguirono l'arresto e dal procuratore capo di Palermo Maurizio De Lucia, che coordinò le indagini: si sarebbe giunti a rintracciare Messina Denaro grazie al ritrovamento di un pizzino a casa della sorella che rivelava la malattia del super-latitante.
Interrogato dall'autorità giudiziaria dopo la cattura, Messina Denaro negò sempre di far parte di Cosa nostra e qualsiasi coinvolgimento nelle stragi del biennio 1992-1993. Morirà il 25 settembre successivo dopo l'aggravarsi del tumore, a soli otto mesi dal suo arresto.